# Saint-Genis-Laval
Pour les articles homonymes, voir Saint-Genis (homonymie) et Laval.
 (août 2024).
Saint-Genis-Laval [sɛ̃ ʒəni laval] est une commune française située dans la métropole de Lyon, en région Auvergne-Rhône-Alpes. Ses habitants sont appelés les Saint-Genois.

## Géographie
Saint-Genis-Laval est une commune de la banlieue sud-ouest de Lyon, faisant partie de la métropole de Lyon.

### Géologie et relief
Le territoire de Saint-Genis-Laval peut être considéré, malgré des apparences trompeuses, comme la retombée orientale du Plateau lyonnais, cette banquette étirée du nord au sud sur une trentaine de kilomètres au pied des monts du Lyonnais. Apparences trompeuses car il en est séparé ainsi que le territoire de la commune d’Oullins-Pierre-Bénite, par les entailles récentes des réseaux hydrographiques de l’Yzeron au nord et du Garon à l’ouest. Apparences trompeuses également, car sous la mince couverture d’alluvions fluvioglaciaires à forte charge  de cailloux roulés, sa masse est bien constituée du même socle de roches cristallines que le plateau.
Quant à l’étymologie, l’ajout de Laval au nom relativement répandu du saint, parfois différemment orthographié Genix comme en Savoie, peut s’expliquer par le fait que le berceau de la ville aurait été situé primitivement au bas du plateau près des sources du ruisseau de la Mouche où ce toponyme est conservé sur la carte IGN.

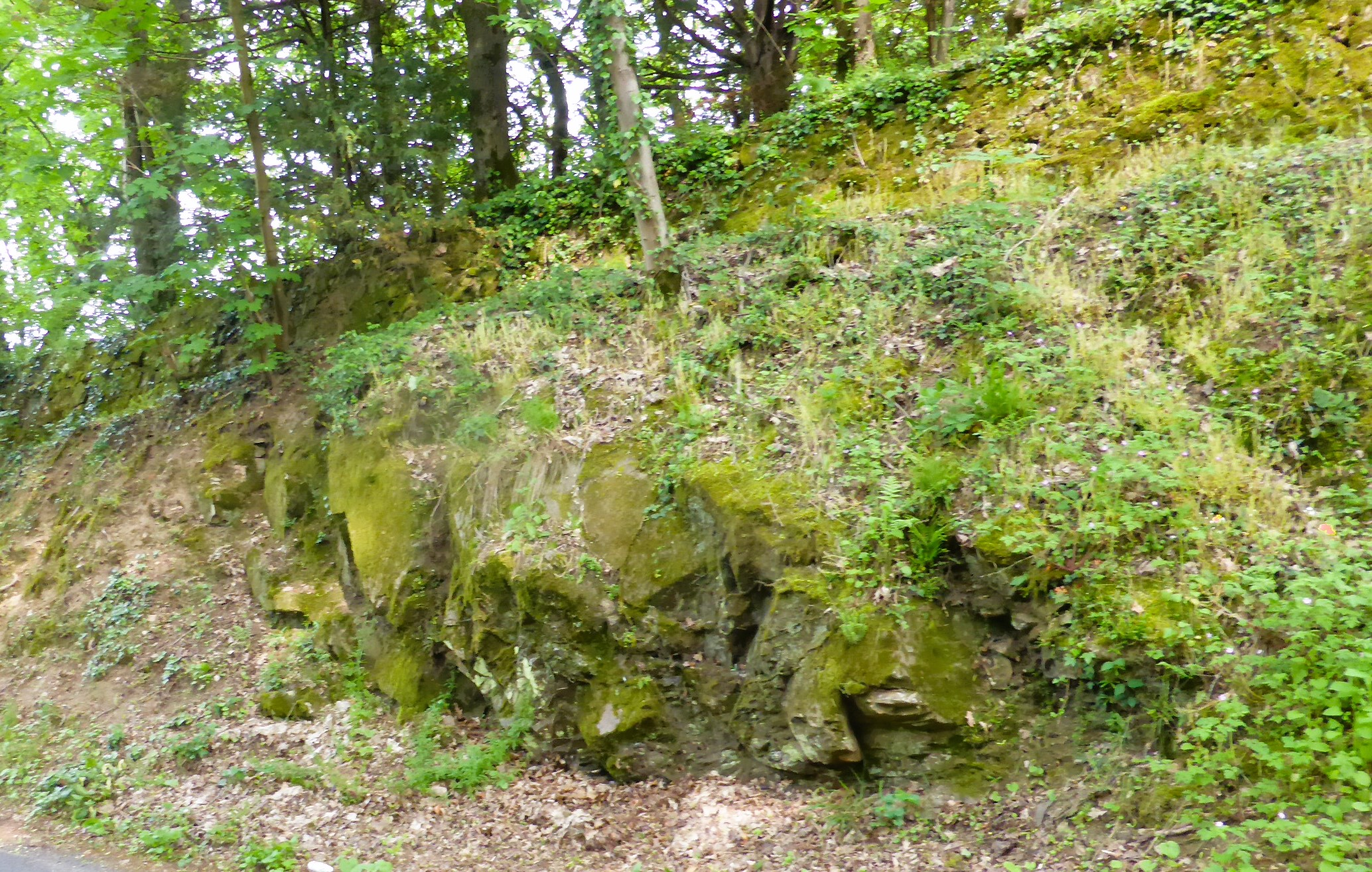
Socle cristallin à Beaunant.
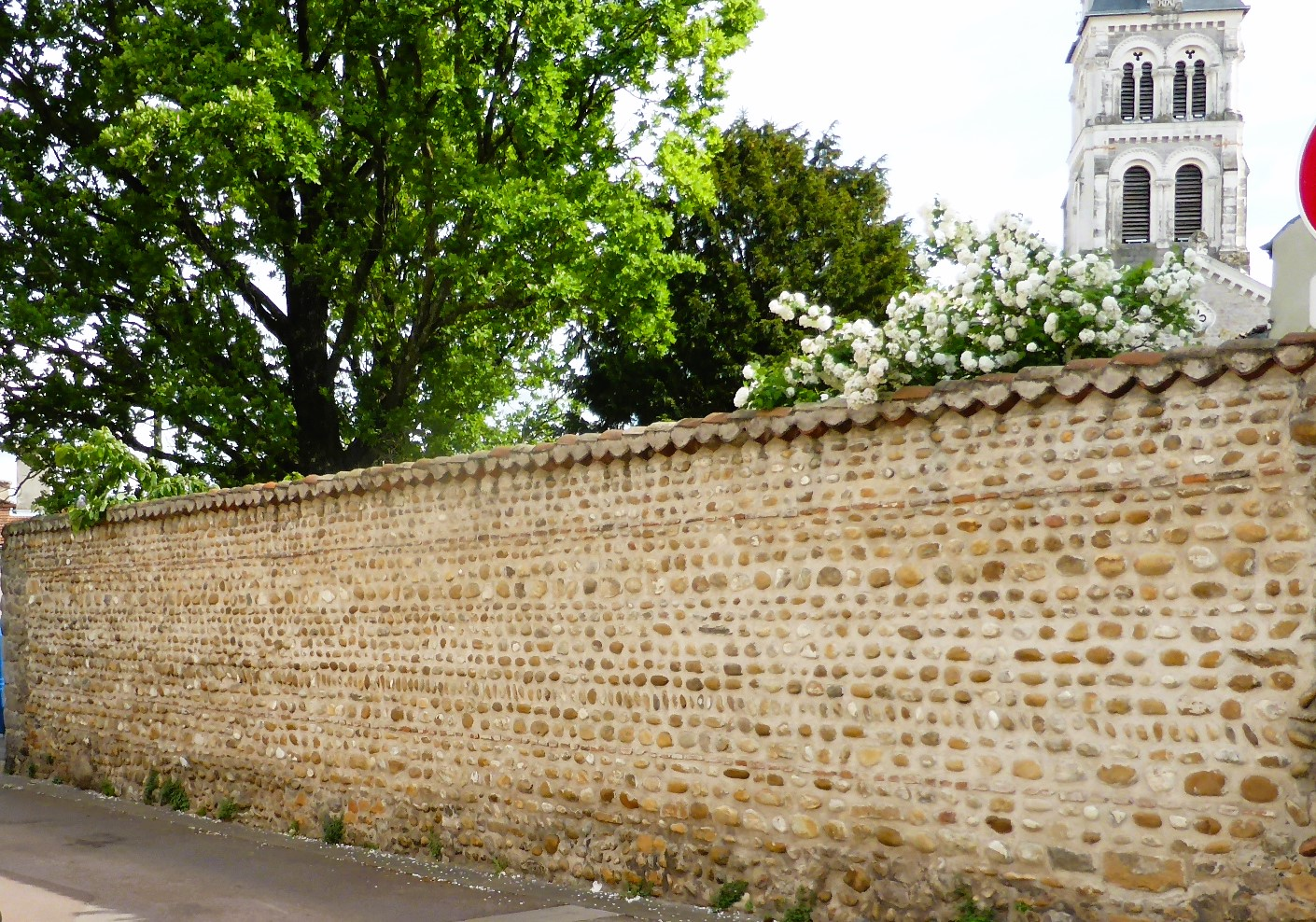
Mur en galets roulés.
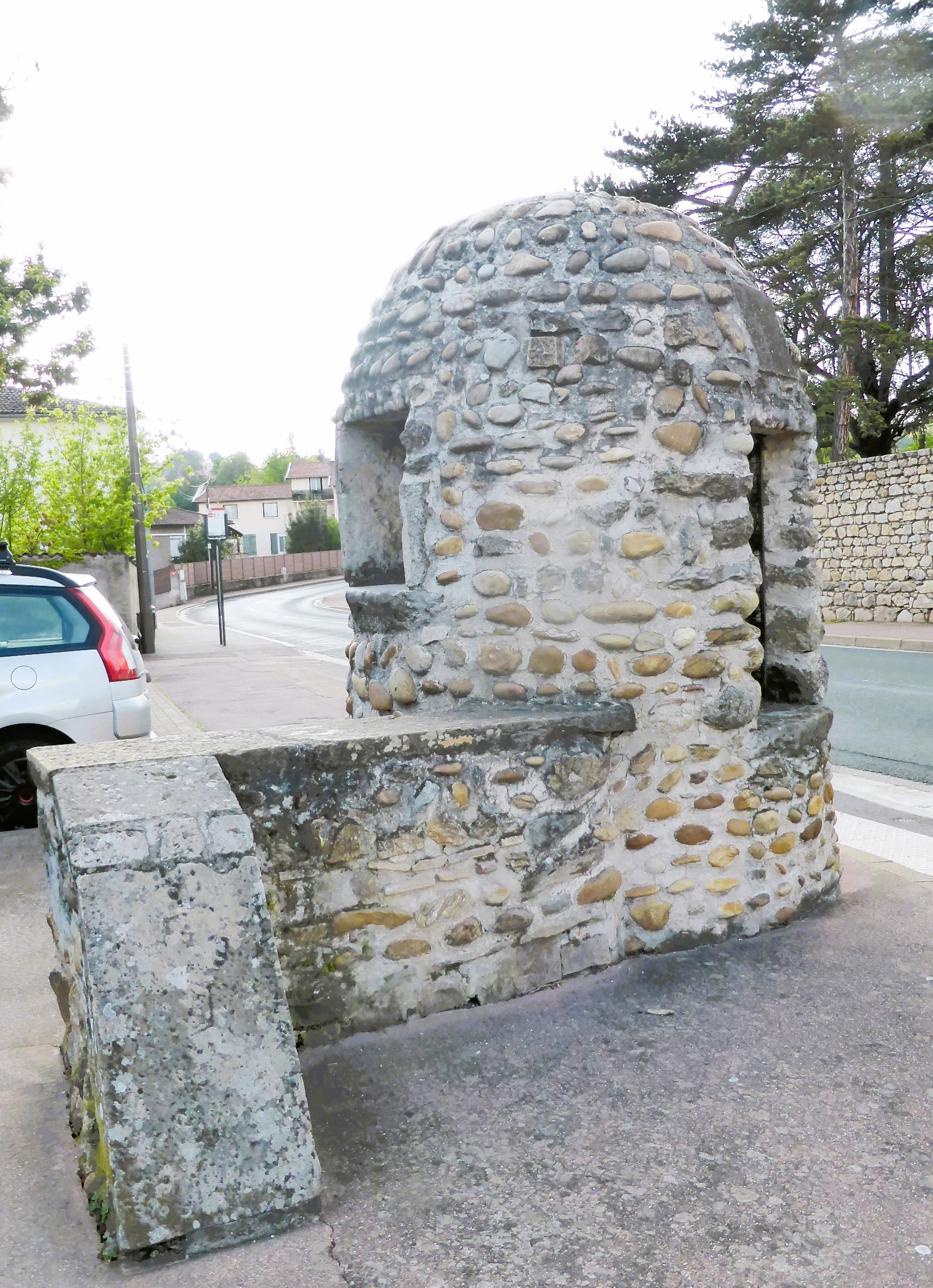
Puits en galets roulés.

### Climat
Pour des articles plus généraux, voir Climat d'Auvergne-Rhône-Alpes et Climat du Rhône.
En 2010, le climat de la commune est de type climat du Bassin du Sud-Ouest, selon une étude du Centre national de la recherche scientifique s'appuyant sur une série de données couvrant la période 1971-2000. En 2020, Météo-France publie une typologie des climats de la France métropolitaine dans laquelle la commune est dans une zone de transition entre le climat semi-continental et le climat de montagne et est dans la région climatique  Nord-est du Massif Central, caractérisée par une pluviométrie annuelle de 800 à 1 200 mm, bien répartie dans l’année.
Pour la période 1971-2000, la température annuelle moyenne est de 12 °C, avec une amplitude thermique annuelle de 18 °C. Le cumul annuel moyen de précipitations est de 830 mm, avec 8,7 jours de précipitations en janvier et 6,4 jours en juillet. Pour la période 1991-2020, la température moyenne annuelle observée sur la station météorologique installée sur la commune est de 12,8 °C et le cumul annuel moyen de précipitations est de 782,6 mm,. Pour l'avenir, les paramètres climatiques de la commune estimés pour 2050 selon différents scénarios d'émission de gaz à effet de serre sont consultables sur un site dédié publié par Météo-France en novembre 2022.
| Mois                                  | jan.             | fév.             | mars           | avril           | mai             | juin           | jui.           | août           | sep.            | oct.            | nov.            | déc.             | année      |
| ------------------------------------- | ---------------- | ---------------- | -------------- | --------------- | --------------- | -------------- | -------------- | -------------- | --------------- | --------------- | --------------- | ---------------- | ---------- |
| Température minimale moyenne (°C)     | 1                | 1,3              | 4,2            | 6,9             | 10,7            | 14,3           | 16,3           | 16             | 12,4            | 9,2             | 4,6             | 1,7              | 8,2        |
| Température moyenne (°C)              | 3,9              | 5                | 9              | 12,2            | 16              | 20             | 22,3           | 22             | 17,7            | 13,3            | 7,8             | 4,5              | 12,8       |
| Température maximale moyenne (°C)     | 6,9              | 8,7              | 13,7           | 17,4            | 21,4            | 25,7           | 28,2           | 28,1           | 22,9            | 17,3            | 10,9            | 7,3              | 17,4       |
| Record de froid (°C) date du record   | −19,3 17.01.1893 | −18,4 04.02.1917 | −10,6 01.03.05 | −3,8 08.04.03   | −0,3 04.05.1941 | 0,2 10.06.1967 | 5,8 08.07.1954 | 6,5 31.08.1940 | 0 04.09.1917    | −4,7 27.10.1887 | −9,5 28.11.1915 | −17,3 22.12.1938 | −19,3 1893 |
| Record de chaleur (°C) date du record | 19,4 30.01.13    | 22,5 15.02.1958  | 25,7 31.03.21  | 29,7 19.04.1949 | 34,7 24.05.09   | 38,7 22.06.03  | 40,2 31.07.20  | 41,5 13.08.03  | 36,7 05.09.1949 | 29,7 02.10.23   | 22,8 07.11.1955 | 19,2 03.12.1961  | 41,5 2003  |
| Précipitations (mm)                   | 48,1             | 36,7             | 46,5           | 67,7            | 75              | 67,5           | 64,8           | 63,2           | 79,8            | 94,5            | 90,1            | 48,7             | 782,6      |

## Urbanisme

### Typologie

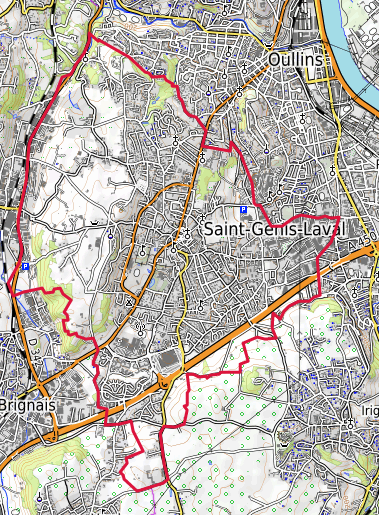
Carte topographique de Saint-Genis-Laval.

Au 1er janvier 2024, Saint-Genis-Laval est catégorisée grand centre urbain, selon la nouvelle grille communale de densité à sept niveaux définie par l'Insee en 2022.
Elle appartient à l'unité urbaine de Lyon, une agglomération inter-départementale regroupant 123  communes, dont elle est une commune de la banlieue,,. Par ailleurs la commune fait partie de l'aire d'attraction de Lyon, dont elle est une commune du pôle principal,. Cette aire, qui regroupe 397 communes, est catégorisée dans les aires de 700 000 habitants ou plus (hors Paris),.

### Occupation des sols
L'occupation des sols de la commune, telle qu'elle ressort de la base de données européenne d’occupation biophysique des sols Corine Land Cover (CLC), est marquée par l'importance des territoires artificialisés (66,2 % en 2018), en augmentation par rapport à 1990 (58,4 %). La répartition détaillée en 2018 est la suivante : 
zones urbanisées (44,7 %), zones agricoles hétérogènes (23,6 %), zones industrielles ou commerciales et réseaux de communication (16,7 %), prairies (5,4 %), espaces verts artificialisés, non agricoles (4,8 %), cultures permanentes (3,7 %), forêts (1,2 %).
L'évolution de l’occupation des sols de la commune et de ses infrastructures peut être observée sur différentes représentations cartographiques du territoire : la carte de Cassini (XVIIIe siècle), la carte d'état-major (1820-1866) et les cartes ou photos aériennes de l'IGN pour la période actuelle (1950 à aujourd'hui).

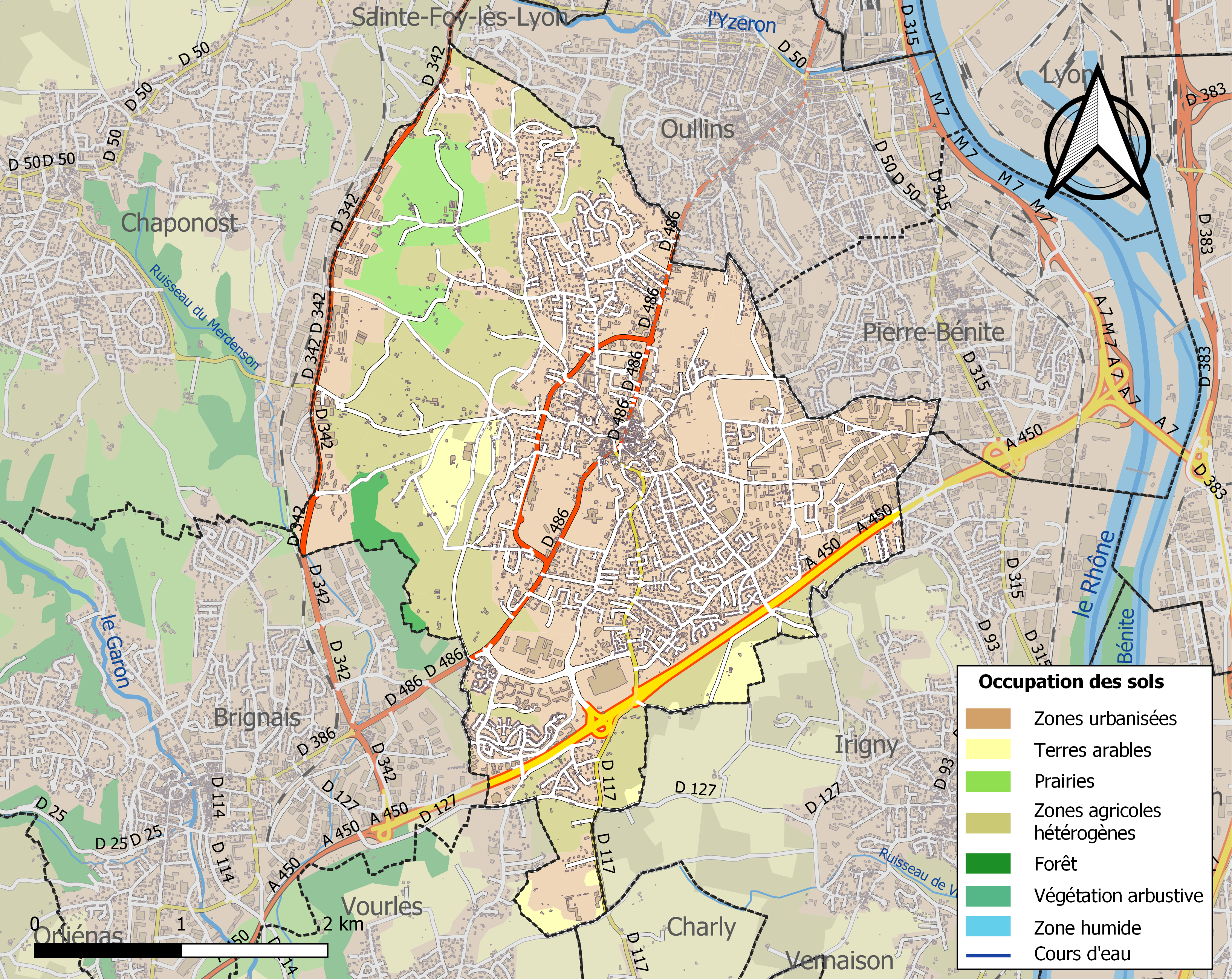
Carte des infrastructures et de l'occupation des sols de la commune en 2018 (CLC).

### Logement
- Si vous ne connaissez pas le sujet, laissez ce bandeau (vous pouvez alors contacter les auteurs).
- Si vous supprimez le contenu mis en cause (vous pouvez préalablement contacter les auteurs),

argumentez précisément cette suppression dans la page de discussion
(un manque de référence n'est pas un argument ; une recherche réelle de référence doit avoir été effectuée, être formellement documentée).
Le logement des nouveaux saint-genois a suscité un puissant effort de construction de telle sorte que le patrimoine immobilier de la commune s’en trouve fortement rajeuni. Les constructions antérieures à 1919 n’en constituent plus que 5,8 % auxquels on peut ajouter les 4,0 % de l’entre-deux-guerres. Par comparaison les deux décennies 1970 et 1980 en totalisent près de la moitié (45,7 %).
| Avant 1919 | 5,8 %  |
| 1919-1945  | 4,0 %  |
| 1946-1970  | 16,1 % |
| 1971-1990  | 45,7 % |
| 1991-2005  | 15,8 % |
| 2006-2015  | 12,8 % |

Si la préférence est allée d’abord à la maison individuelle dans des lotissements, la part des appartements en immeubles tend à l’emporter aujourd’hui : ils représentent 56 % contre 44 % en 2019.
La physionomie de la commune a été profondément changée. L’opposition est devenue spectaculaire entre l’ouest et l’est de part et d’autre de l’épine dorsale nord-sud soulignée par le fort de Côte Lorette et le château d’eau de l’observatoire. Le versant occidental est resté totalement rural. La partie orientale, elle, est quasi entièrement urbanisée. Cette urbanisation relève d’une double logique. Elle a commencé par la partie nord avec la multiplication des lotissements autour du centre historique et dans la continuité du développement de l’agglomération lyonnaise au-delà de la commune d’Oullins-Pierre-Bénite. Dans la partie sud, les 8 kilomètres de l’autoroute A 450 devaient être l’amorce d’une liaison raccourcie entre Lyon et Saint-Étienne. On a renoncé aujourd’hui à la réaliser mais elle a facilité le peuplement du sud de la commune au point de constituer comme une agglomération rivale du bourg traditionnel au surnom évocateur de Saint-Genis 2.

### Voies de communication et transports

#### Transports en commun
Depuis le 20 octobre 2023, Saint-Genis-Laval est desservie par la ligne B du métro lyonnais prolongée depuis la station Gare d'Oullins jusqu'à la station Saint-Genis-Laval Hôpital Lyon Sud qui devient le nouveau terminus de la ligne. Un parking-relais de sept niveaux, pour 877 places de voitures et 490 places de vélos, est associé à ce terminal.

## Toponymie
Saint-Genis-Laval tire son nom de Saint-Genis ou Genest, comédien romain martyrisé sous Dioclétien. Au début du XIIIe siècle, pour le distinguer des autres villages du même nom, on lui ajouta le qualitatif de « de la vallée », qui au XVe siècle se transforme en « Laval ».

## Histoire

### Protohistoire
On ignorait tout des origines humaines sur le territoire de la commune jusqu'à ces dernières années. Des fouilles préventives menées en 2022 sur le chantier de la prolongation du métro ligne B de la gare d'Oullins jusqu'à Saint-Genis-Laval ont mis au jour des traces d'occupation remontant à l'âge du bronze, de part et d'autre de la rue Francisque-Darcieux : des trous de bâtiments sur pilotis, les restes de cinq à six corps humains et des fosses ayant servi de silos à grain. Deux d'entre elles, à la finalité très incertaine, contiennent des ossements d'animaux entiers (un cerf les pattes attachées et sept squelettes de cochons).

### Du Moyen Âge à la Révolution
Il faut attendre la fin du premier millénaire pour avoir quelques autres informations. La première mention de Saint-Genis date de 807 : c'est une donation de l'archevêque Leidrade aux hôpitaux de Saint-Romain et de Saint-Genis. C'est en 984 qu'il est fait mention pour la première fois de la paroisse de Saint-Genis comme faisant partie des propriétés de l'archevêque de Lyon, dans le dénombrement des 52 paroisses de l'Église métropolitaine de Lyon. C’est précisément grâce à l’intérêt porté par les Lyonnais au territoire de Saint-Genis-Laval que nous sommes guidés dans l’histoire de la commune dès le Moyen Âge. La première mention vraiment significative remonte à l’an 1187. A cette date, est attestée l’existence d’une obéance de l’Église de Lyon créée par le doyen Mallen, décédé en 1153. Il ne s’agit pas seulement d’un contrôle religieux de la paroisse mais de l’exercice de droits seigneuriaux. En 1234, nous apprenons que le doyen Pierre Bérard a clos la ville d’une enceinte. Il est donc possible d’en conclure qu’« au début du XIIIe siècle Saint-Genis est devenu une localité importante et bien organisée des possessions de l’Église de Lyon. C’est une petite ville nouvellement fortifiée et pourvue de bâtiments d’administration ». Il s’agissait tout au plus d’un quadrilatère d’une cinquantaine de mètres de côté centré sur une petite église située à l’emplacement du chœur de l’église actuelle.
C’est à partir de ce noyau central que Saint-Genis va se développer mais seulement du côté ouest de pente très modérée. Cette croissance s’opère sous forme de demi-cercles concentriques jusqu’à un nouveau rempart érigé à partir de 1447, qualifié en 1552 de vingtain. Désormais à la ville haute s’oppose le bourg marchand, traversé du nord au sud par une voie commerçante (l’actuelle rue de la ville). Mais, la nouvelle enceinte a été tracée très largement. Elle enserre non seulement les constructions des XIVe et XVe siècles, mais encore de vastes espaces non urbanisés : à l’est de la rue de la ville la cité bourgeoise aux constructions de qualité, souvent à colombage ; à l’ouest, un bas quartier de caractère encore semi rural où des jardins ont subsisté jusqu’au XVIIIe siècle. Tel quel, Saint-Genis fait vraiment figure de ville. « Le passage et le commerce commandent un développement de type urbain. C’est aussi un centre d’administration et de services qui rayonne sur son petit pays avec ses auberges, ses médecins, ses notaires ». Ce qui lui vaudra d’être élu comme chef-lieu de district pendant la Révolution.

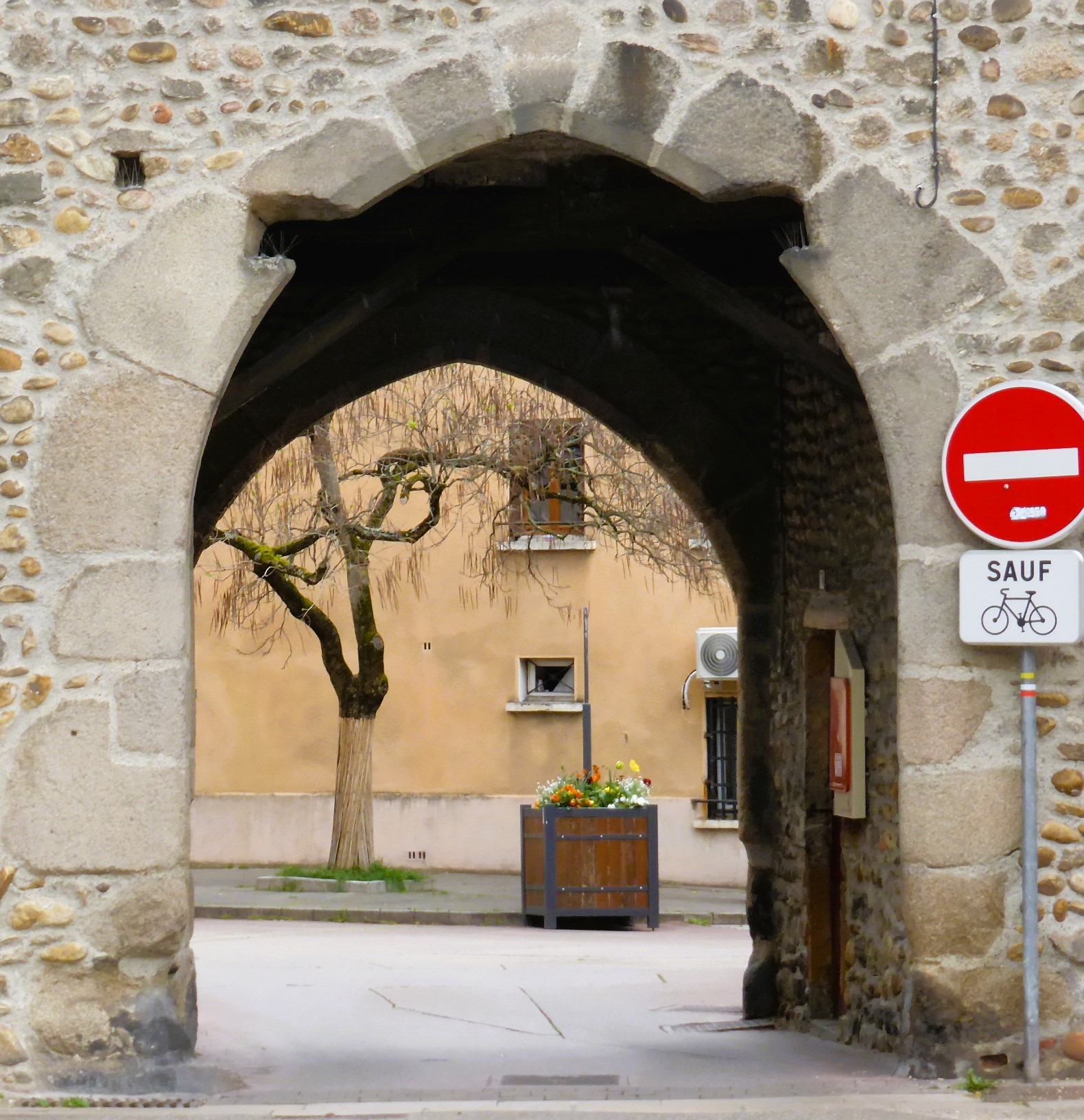
Porte de l'enceinte (côté extérieur).
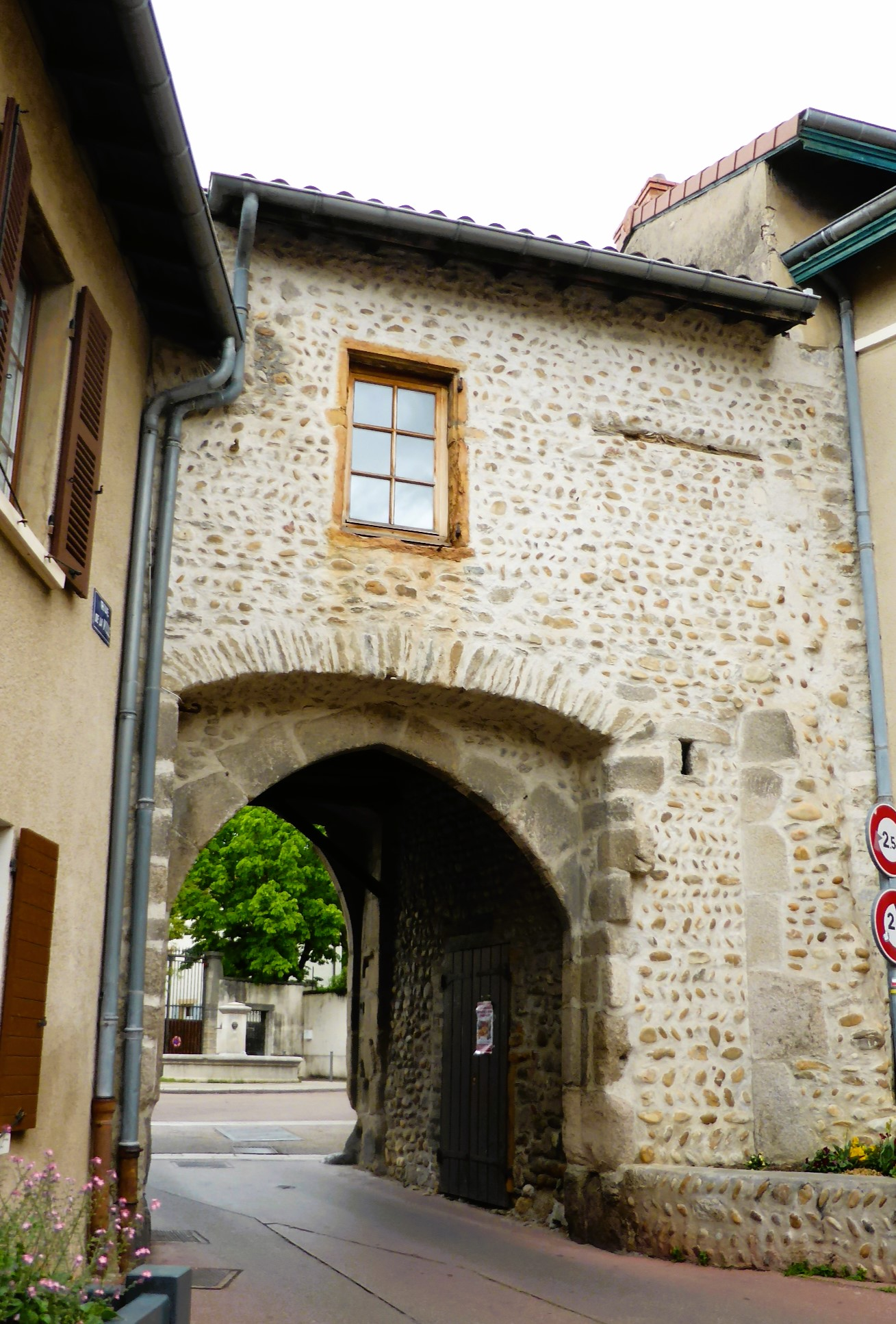
Enceinte de Saint-Genis (côté intérieur).
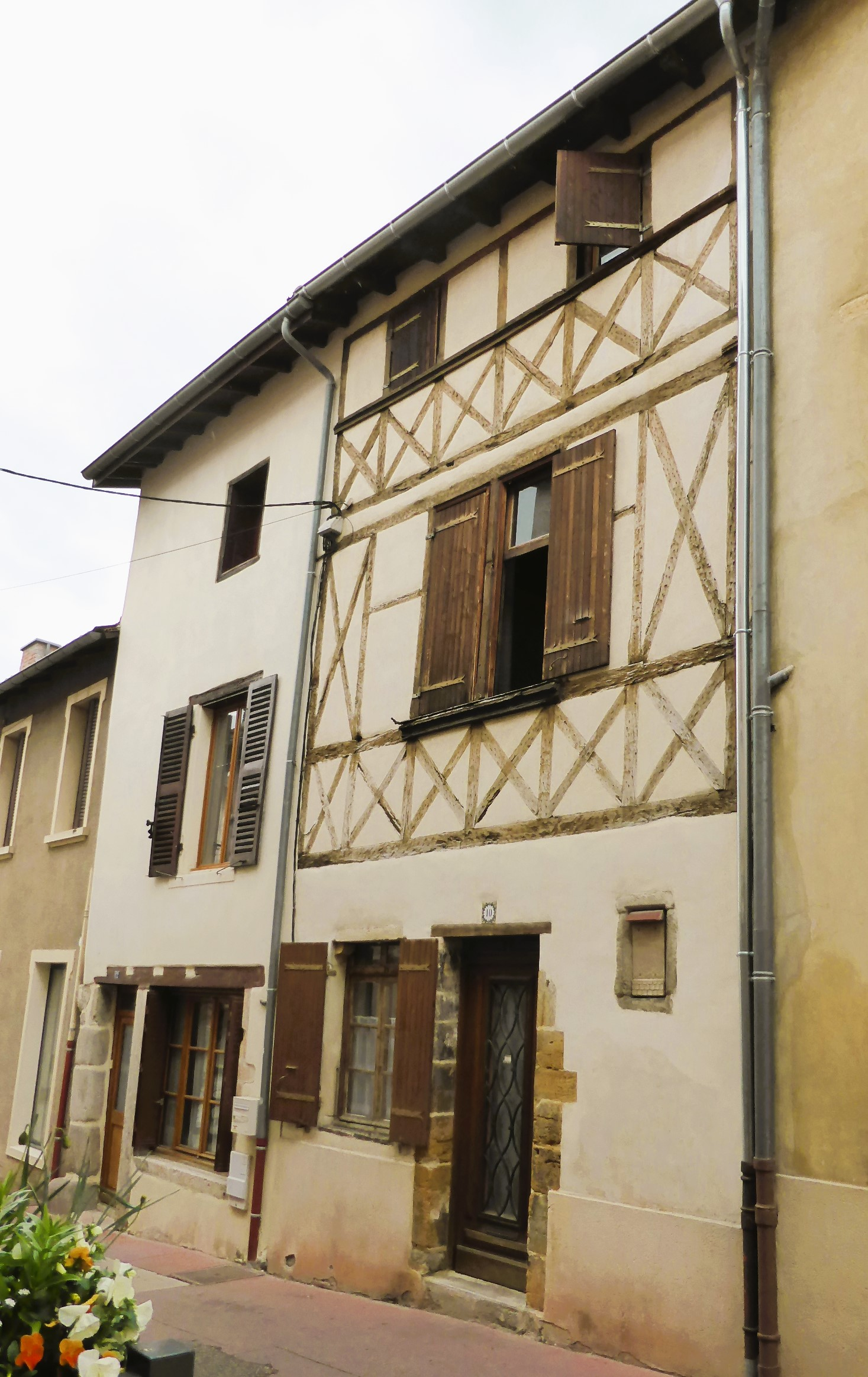
Maison à colombage.

Dans les temps modernes, les coteaux situés au sud de la métropole ont parfois été qualifiés de Toscane lyonnaise. Le versant ensoleillé de Saint-Genis peut être inclus dans cette formule. Les premiers à en avoir apprécié les charmes en y construisant leurs maisons des champs sont les hommes d’affaires italiens qui ont en particulier fait profiter Lyon de leur expérience en matière bancaire. Un seul exemple nous en est conservé, mais il s’agit de l’illustre maison florentine des Gadagne. Le domaine de Beauregard, vaste de 15 ha, avait été acquis par Pierre en 1526 après le décès du chanoine comte détenteur de l’obéance. La famille devait exercer les droits seigneuriaux sur ce fief jusqu’en 1661. La commune l’a acheté à son dernier propriétaire en 1978. Parmi les événements qui ont marqué son histoire, on signalera la visite du roi Charles IX accompagné de sa mère Catherine de Médicis et de ses deux futurs successeurs Henri III et Henri IV.
L’imagination peut encore se nourrir de quelques vestiges. On accède à l’ensemble par le nord. Au bout d’une allée, par-delà un reste de douves, on parvient à la porte en plein cintre à bossage. On a consolidé ce qu’il reste des murs de la demeure elle-même. Vue du sud, se dresse l’imposante muraille qui soutient la terrasse supérieure avec ses deux escaliers convergents. Le muret de clôture s’agrémente de petites tourelles.

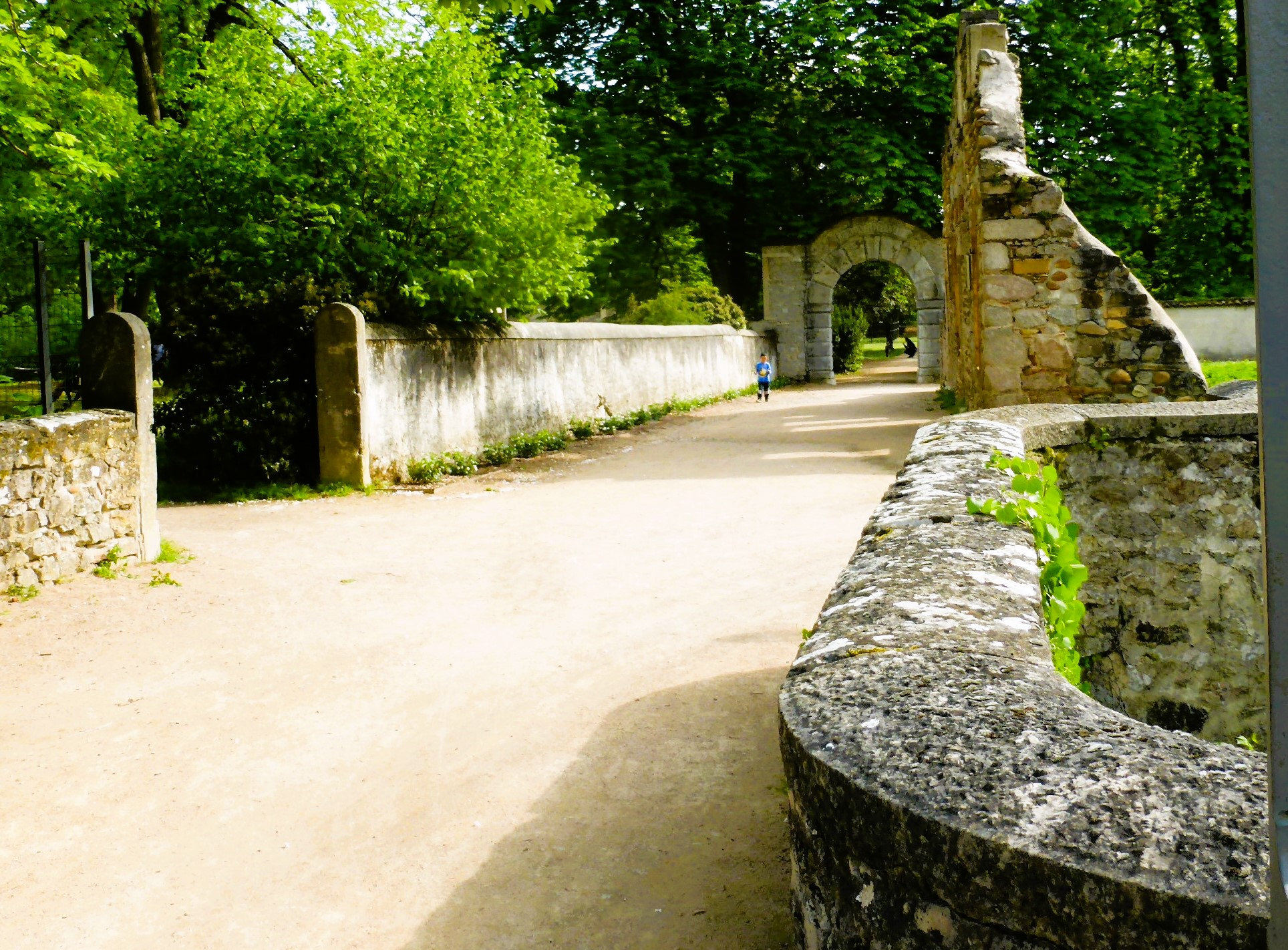
Entrée nord de Beauregard.
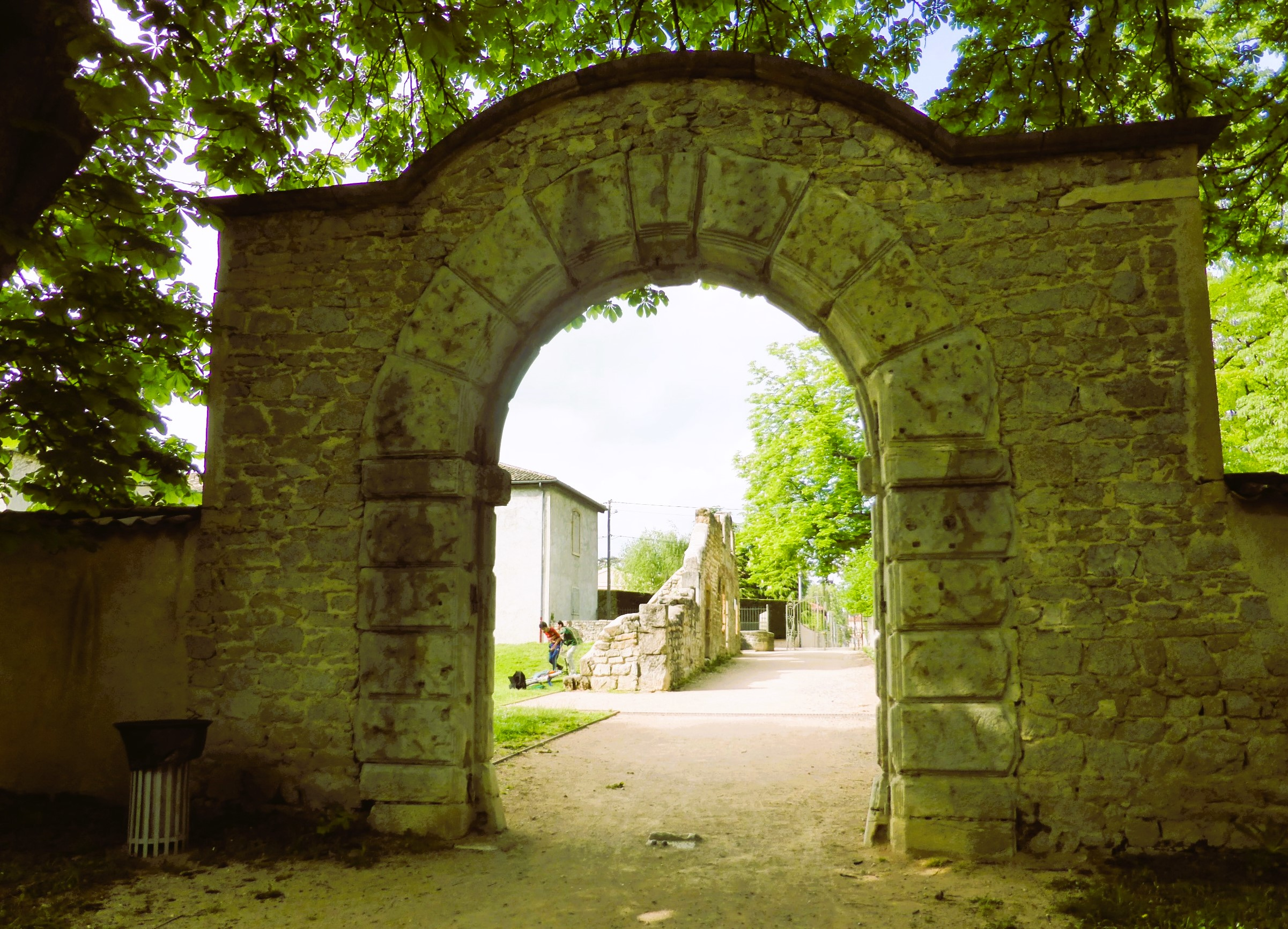
Porte d'entrée (vue de l'intérieur).
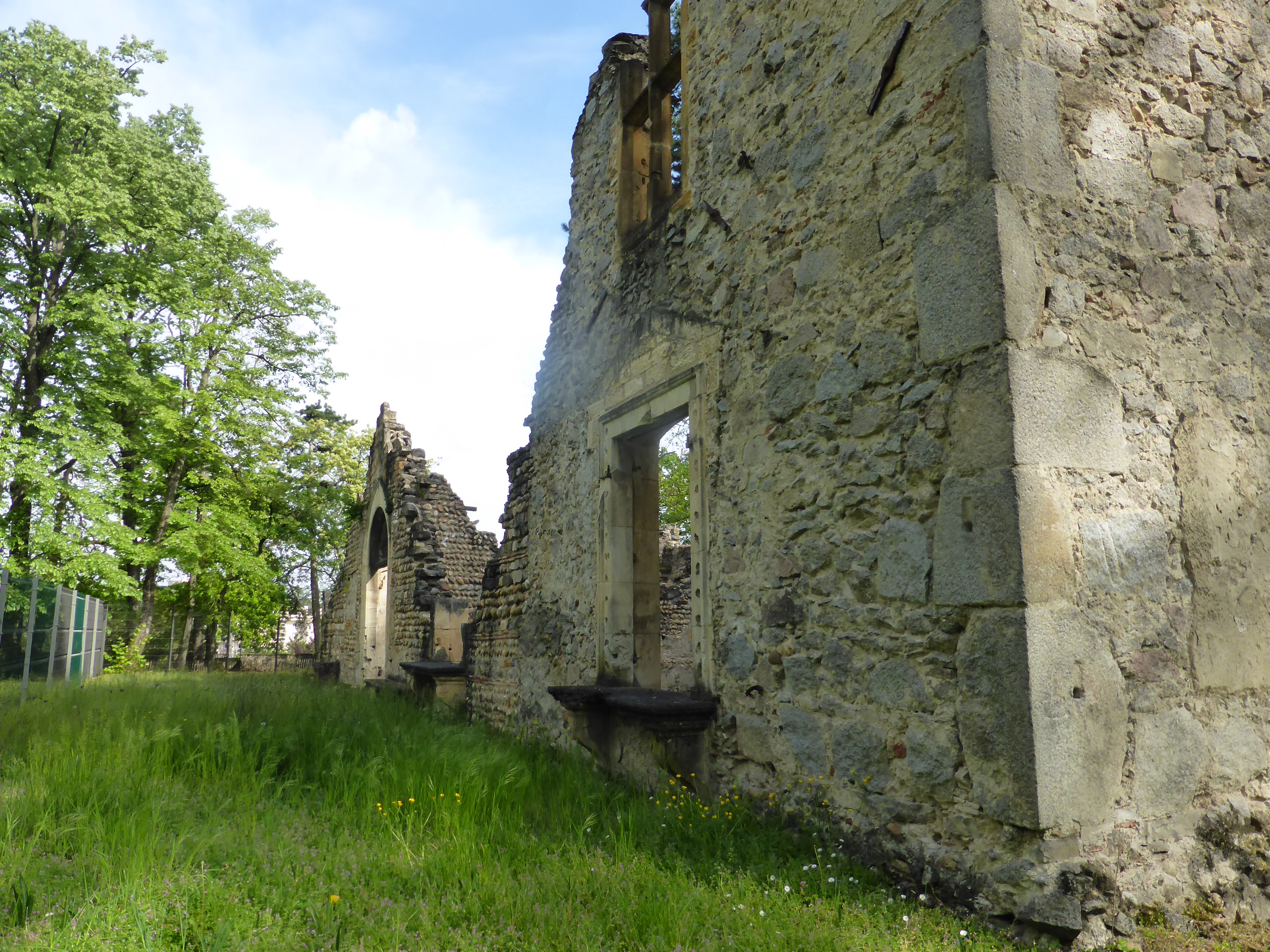
Vestiges du château (façade nord).
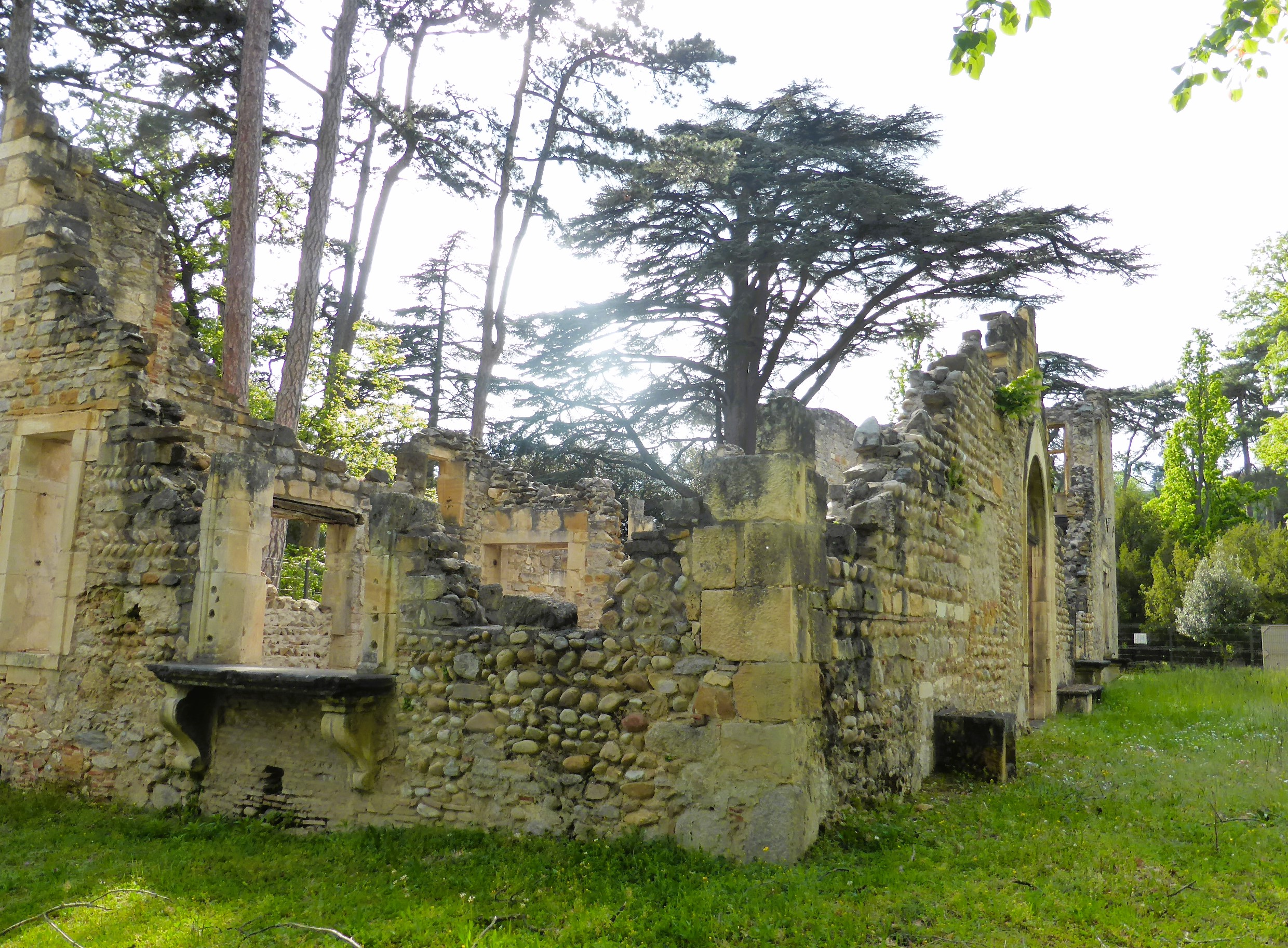
Vestiges du château (direction ouest).
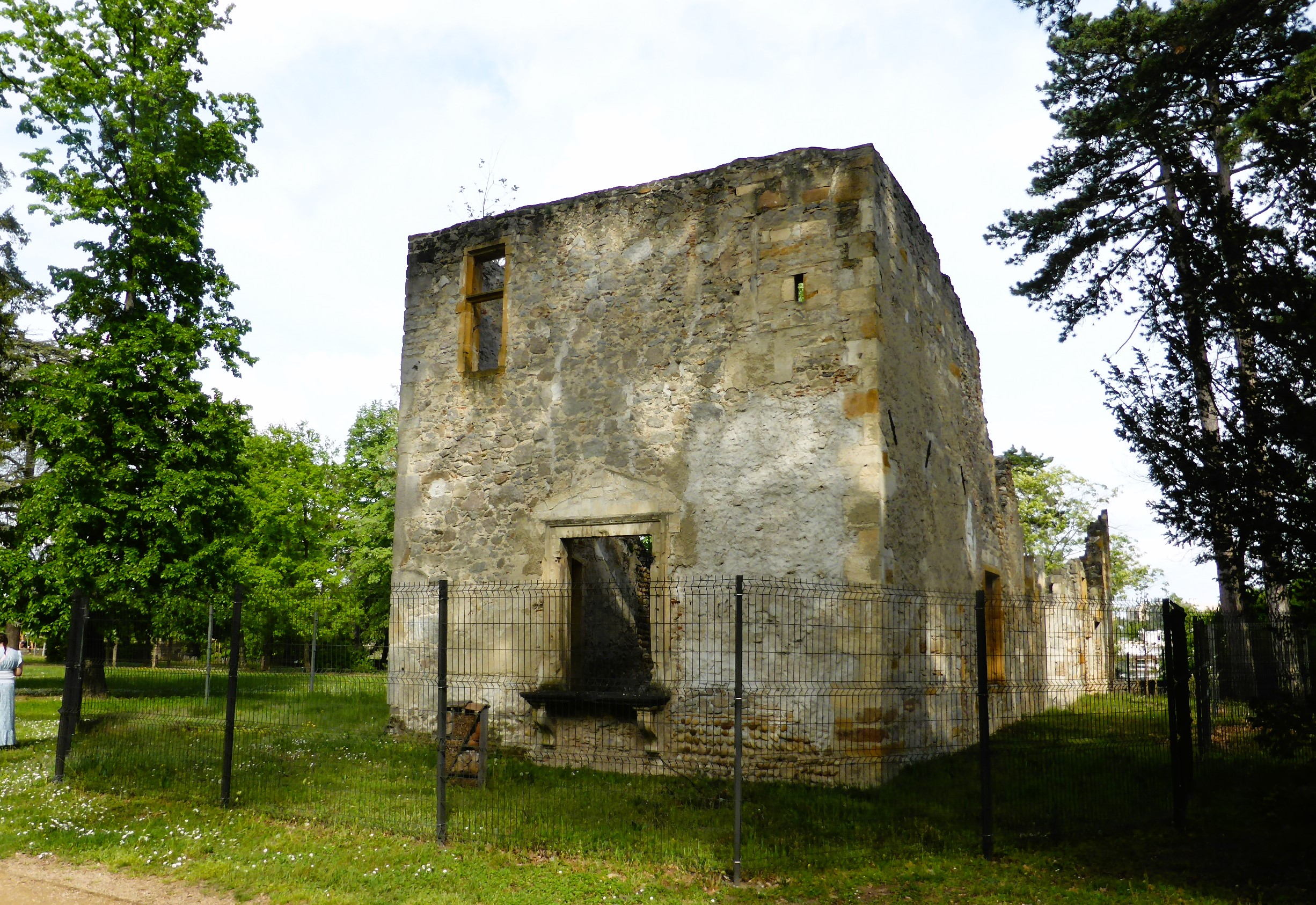
Vestiges du château (direction est).
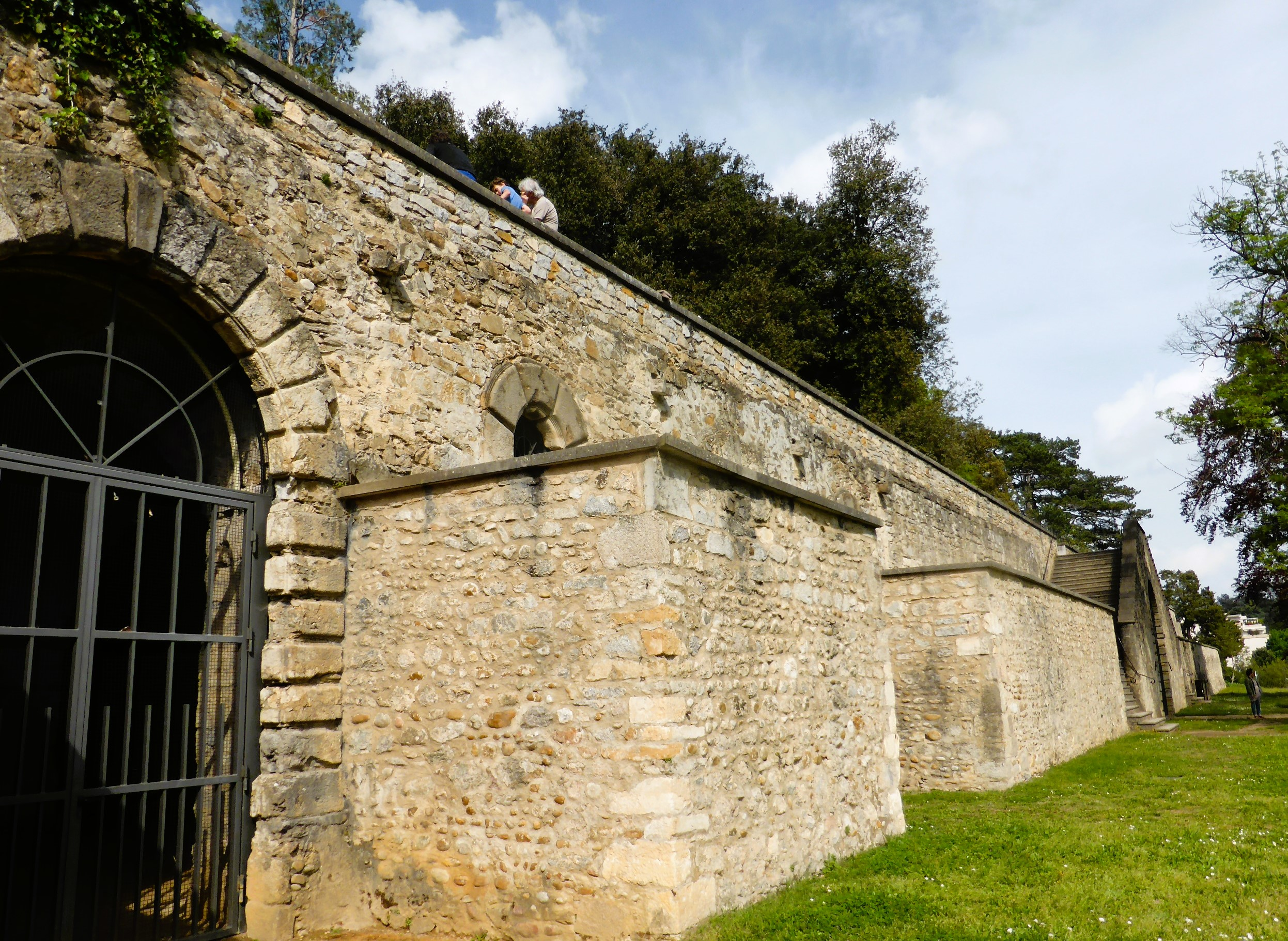
Limite de terrasse.
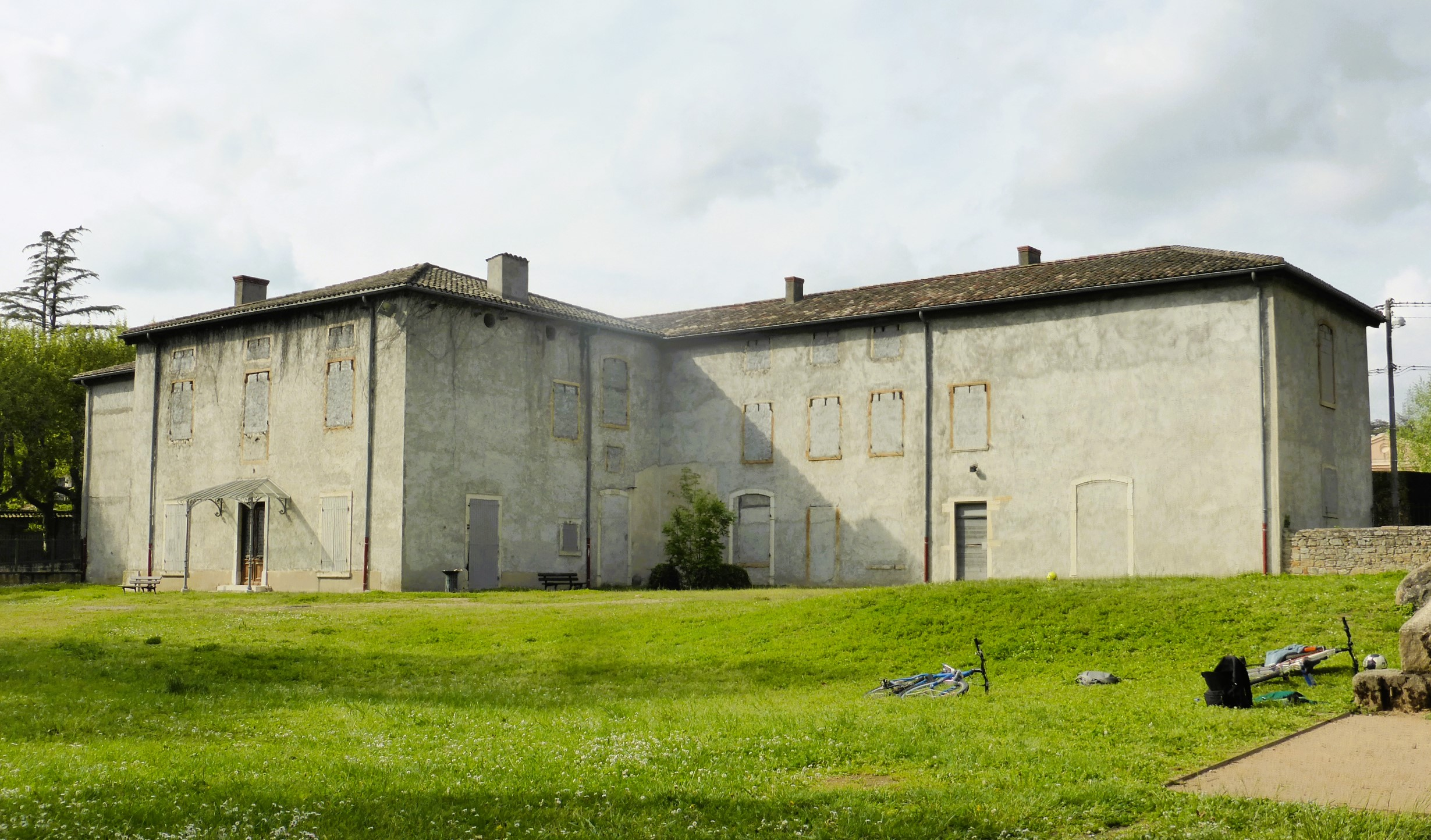
Anciens celliers.
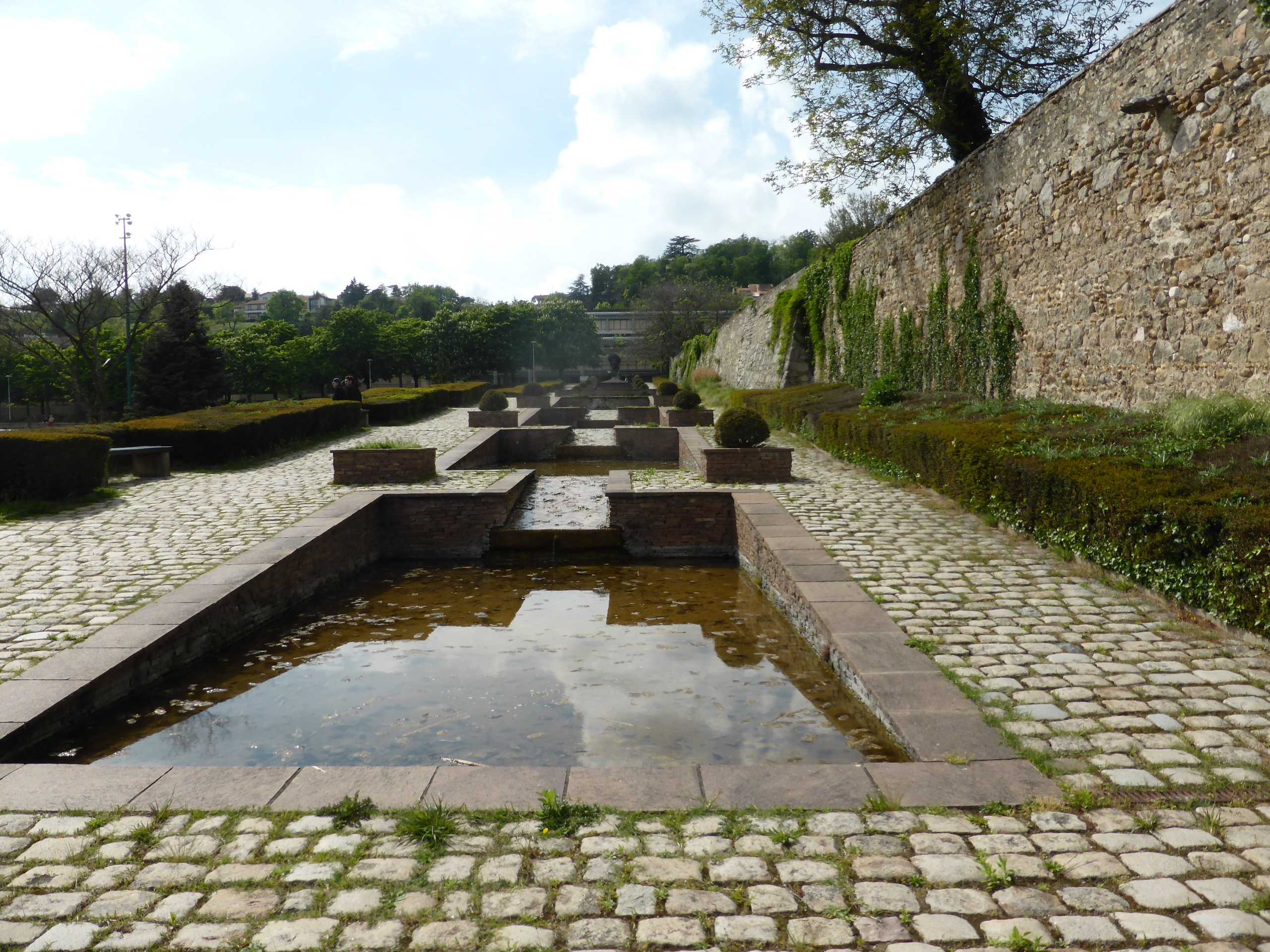
Cascatelles.
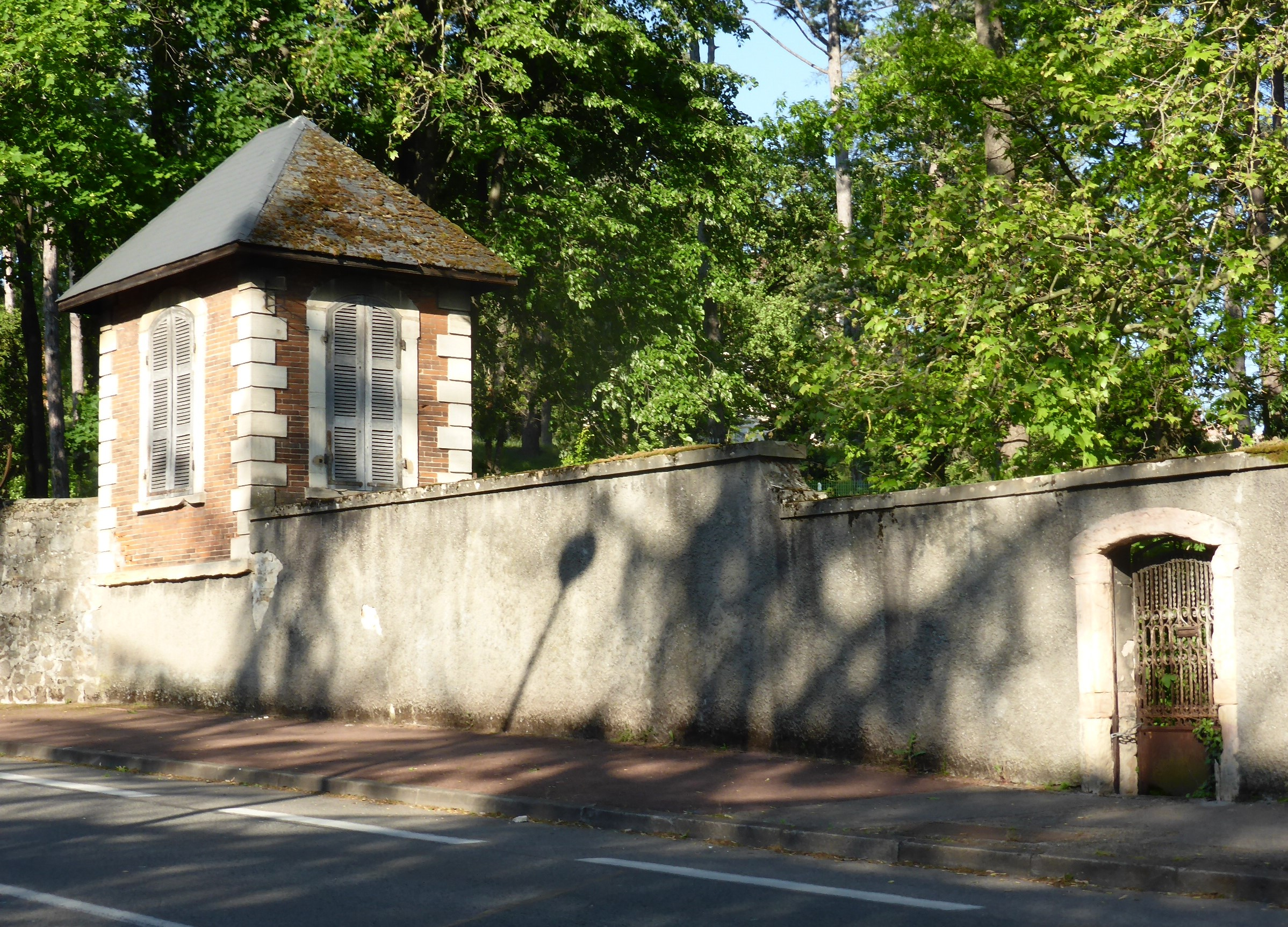
Mur d'enceinte.

Le coteau ensoleillé de Saint-Genis-Laval a su séduire, aux XVIIe et XVIIIe siècles, les élites lyonnaises fortunées qui y ont construit à leur tour au milieu de jardins leurs maisons des champs  « pour jouir en bonne compagnie des plaisirs de la campagne ». Certaines ont encore belle allure. Longchène, bâtie pour Octavio Mey, un de ces capitaines d’industrie, immigrés, fondateurs de manufactures, lui même inventeur de l'art du lustrage, devait vite changer de mains après sa faillite. C’est sur une partie de son vaste domaine que sera fondé l’hôpital Sainte Eugénie à partir de 1866. Lumagne ou La Citadelle a été bâtie pour un banquier lyonnais et transmise à son neveu, échevin de la ville en 1663. Sa façade initiale, de facture classique, a été légèrement modifiée au XIXe siècle. On a conservé l’imposte grillagée au-dessus de la porte centrale avec l’entablement aux trois boules de pierre, mais les portes-fenêtres ont été habillées de frontons triangulaires et de balustrades en pierre. Le château de la Tour a pris sa forme imposante de quadrilatère cantonné de pavillons à quatre pans couverts d'ardoise au XVIIe siècle, lorsqu'il était la propriété de la famille dombiste des Villars. L'escalier monumental, avec sa niche centrale logeant la vasque d'une fontaine entre ses deux volées divergentes, a mérité à lui seul le classement aux monuments historiques.

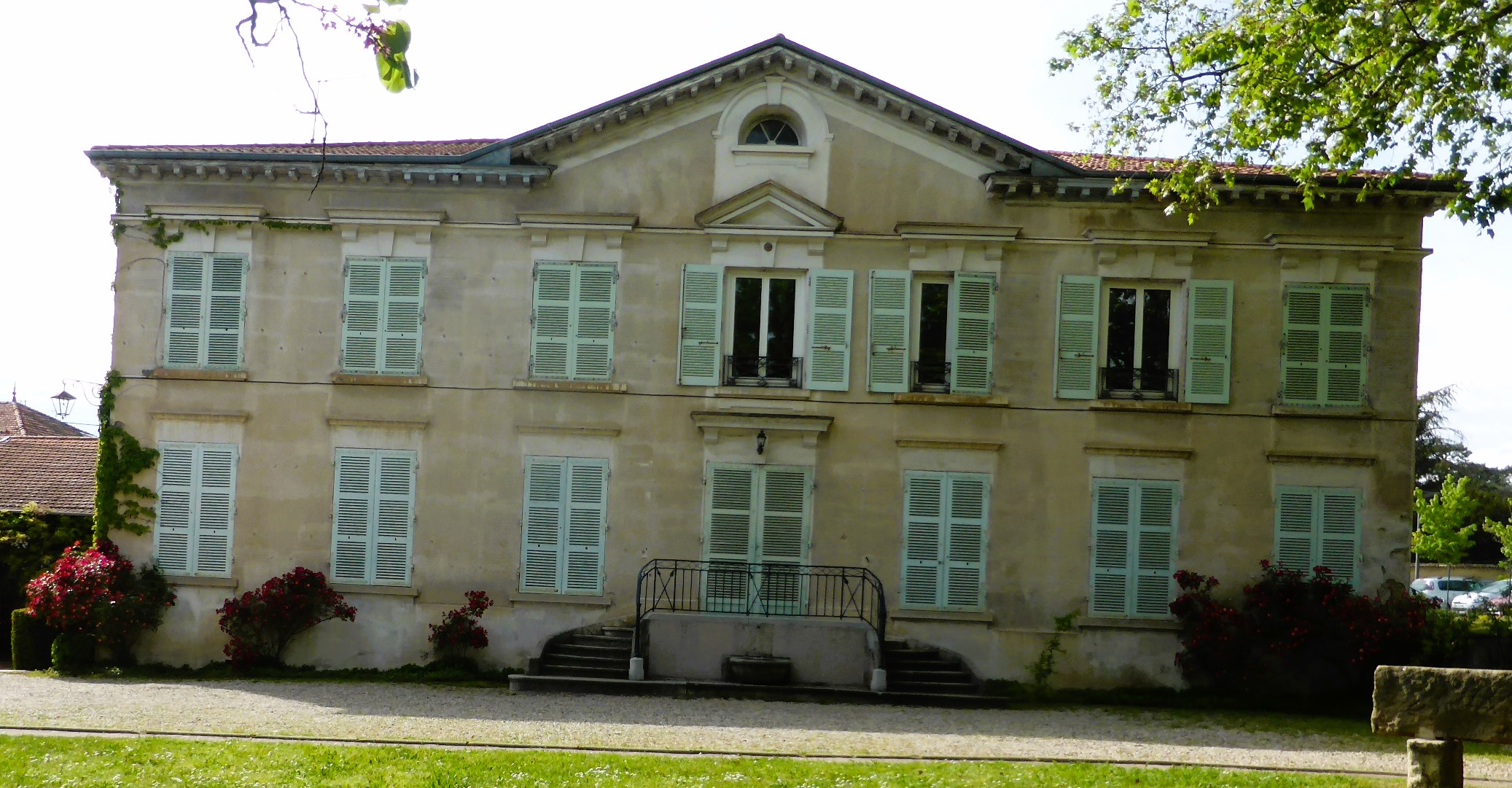
Longchène.
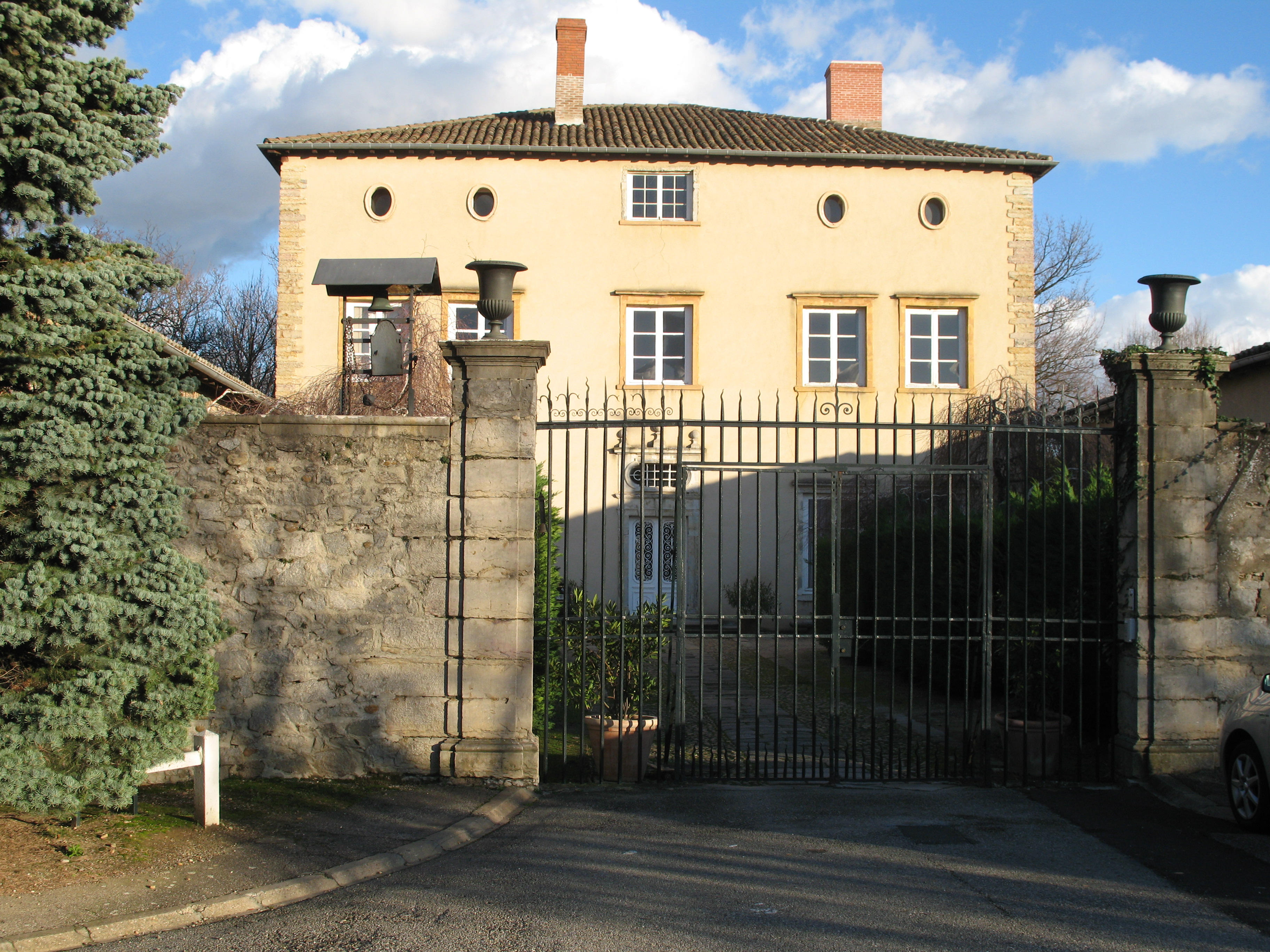
Château de Lumagne.
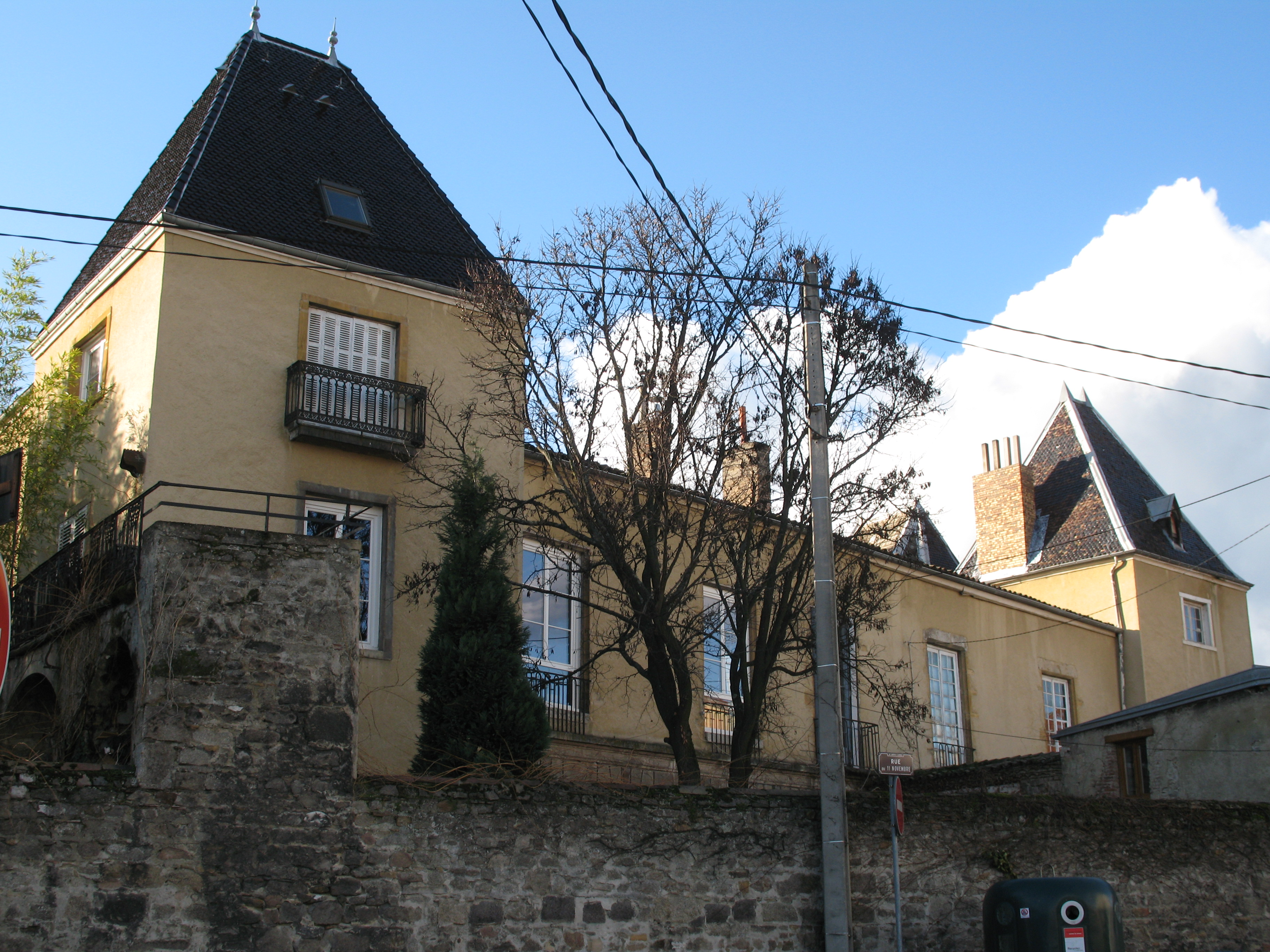
Château de La Tour.
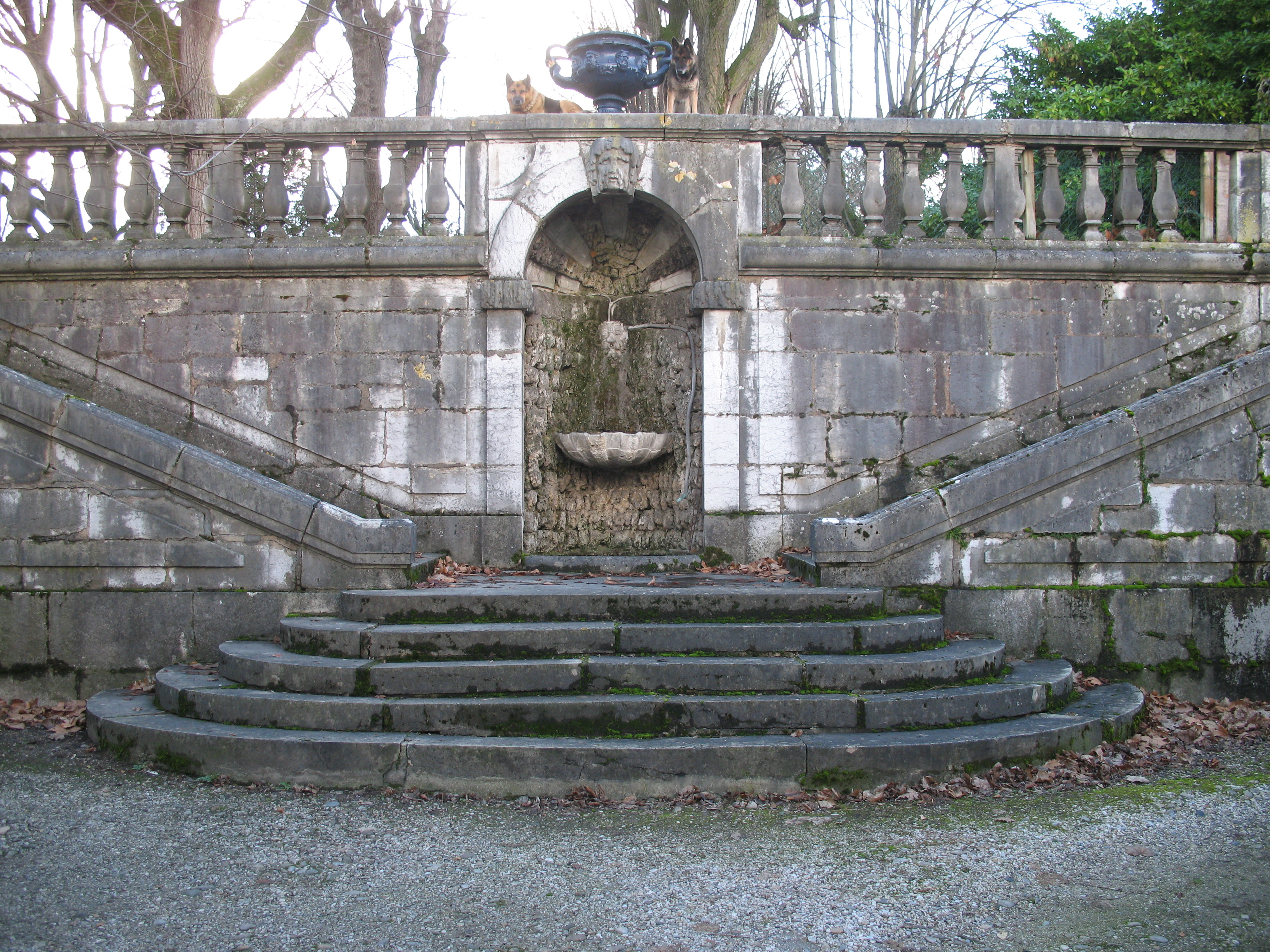
Château de La Tour.

### La période contemporaine jusqu'en 1945
Pendant la Révolution, Saint-Genis-Laval prit le nom de Genis-le-Patriote. C'est au château de La Tour (construit par la famille de Villars, et dont on peut voir le perron monumental) que fut installé le siège du tribunal du Directoire exécutif du district de la Campagne de la Commune Affranchie (Lyon), présidé par le comédien Dumanoir. La ville est demeurée siège d'un arrondissement judiciaire jusqu'à la loi du 28 pluviôse an VIII (17 février 1800).
Avec ses 2 114 habitants en 1801, la commune de Saint-Genis-Laval fait figure de gros bourg. Au terme de quelques fluctuations, on compte 5 029 Saint-Genois en 1945, la croissance s’étant accélérée pendant l’entre-deux-guerres (4 602 habitants en 1936 contre 3 524 en 1921). Ce bilan favorable s’explique moins par un dynamisme interne que par l’effet d’attraction que son territoire continue d’exercer sur les habitants de la métropole lyonnaise à de nombreux titres.
Renouant avec la tradition des maisons des champs, certains bourgeois lyonnais s’y sont construit des résidences campagnardes. Deux d’entre elles sont très représentatives de cette mode. La maison qui tire son nom du musicien Michel Chapuis (1860-1934) a été bâtie en 1822 mais rachetée par ses parents en 1851. Après en avoir hérité en 1895, il lui a apporté quelques transformations. Ses trois étages sont coiffés d’un toit brisé en pavillon couvert d’ardoises. La maison Alice, construite sur le territoire du château Beauregard, date aussi du XIXe siècle. La façade antérieure présente un corps central en retrait, précédé d’une colonnade supportant une terrasse, et encadré de deux ailes ; sur une façade latérale, un bow-window polygonal fait saillie.

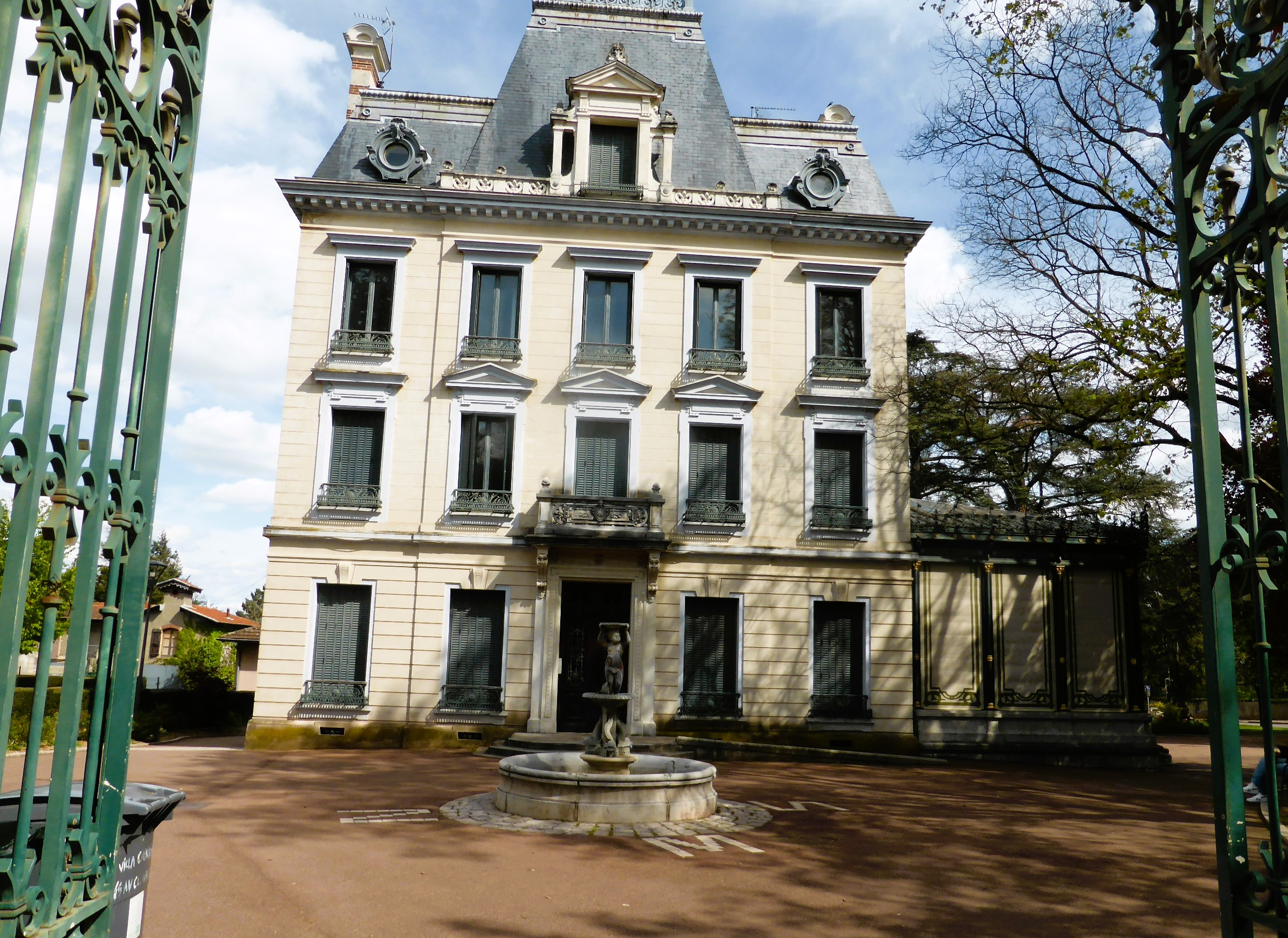
Maison Chapuis de face.
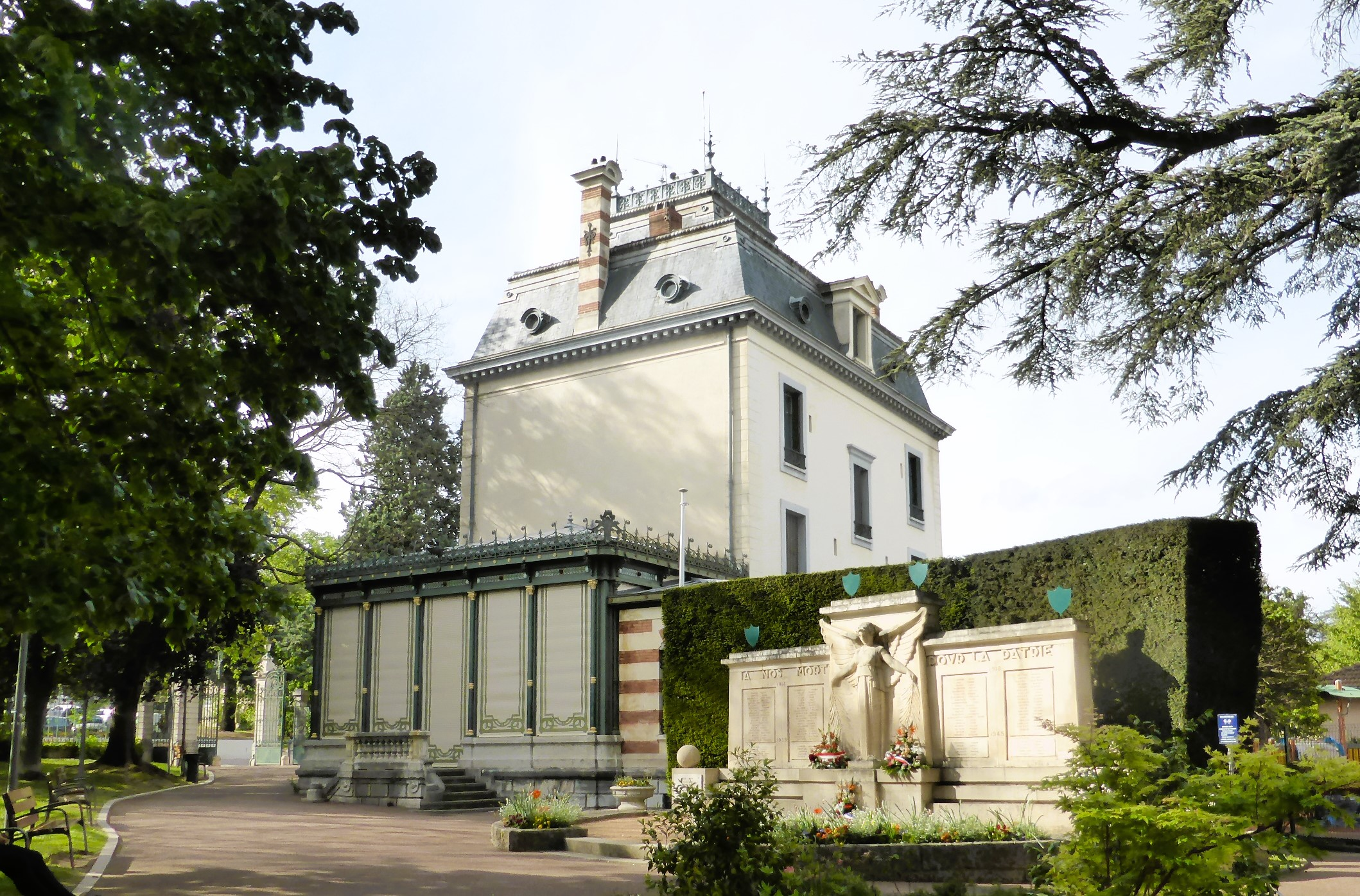
Maison Chapuis.
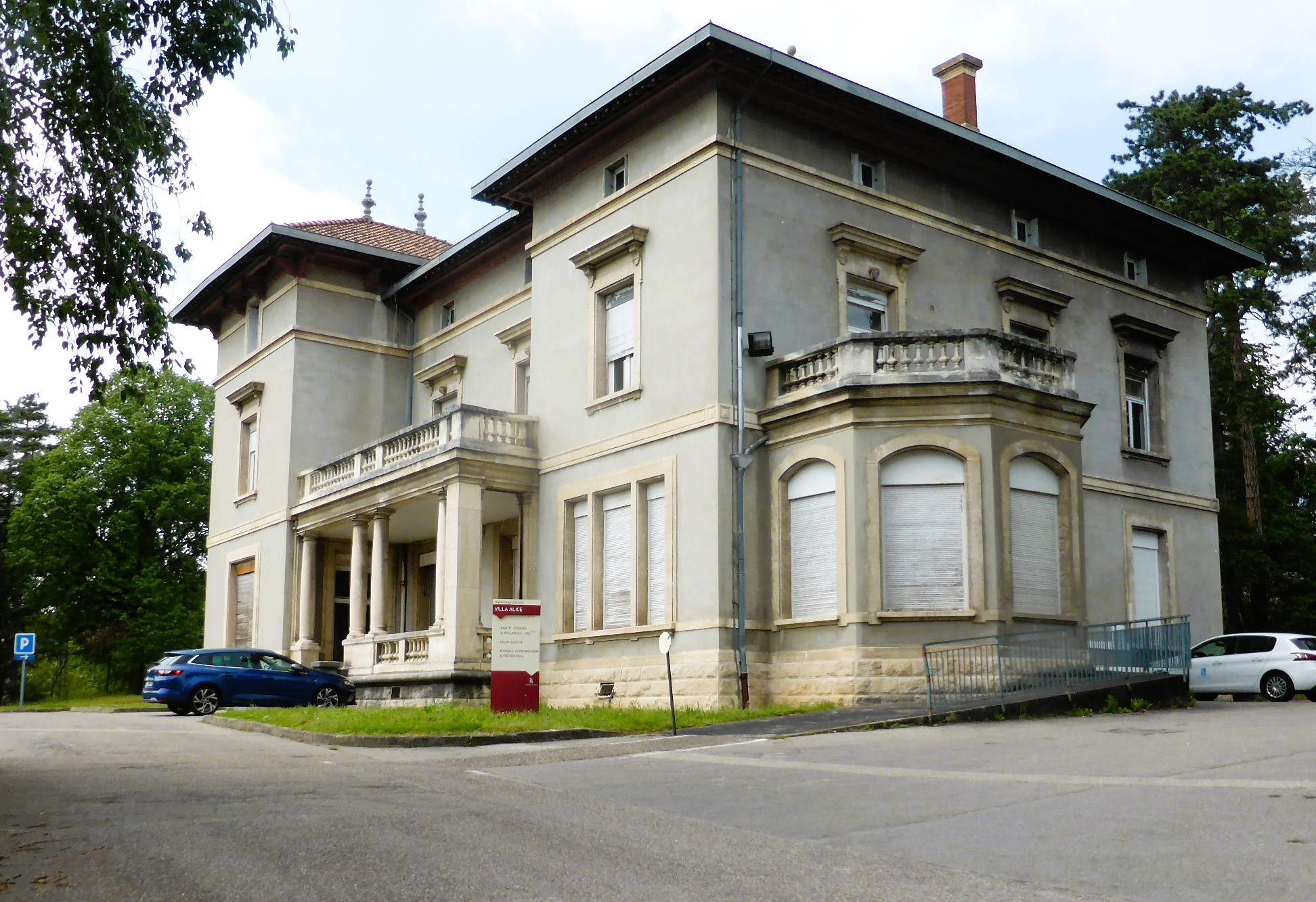
Villa Alice.
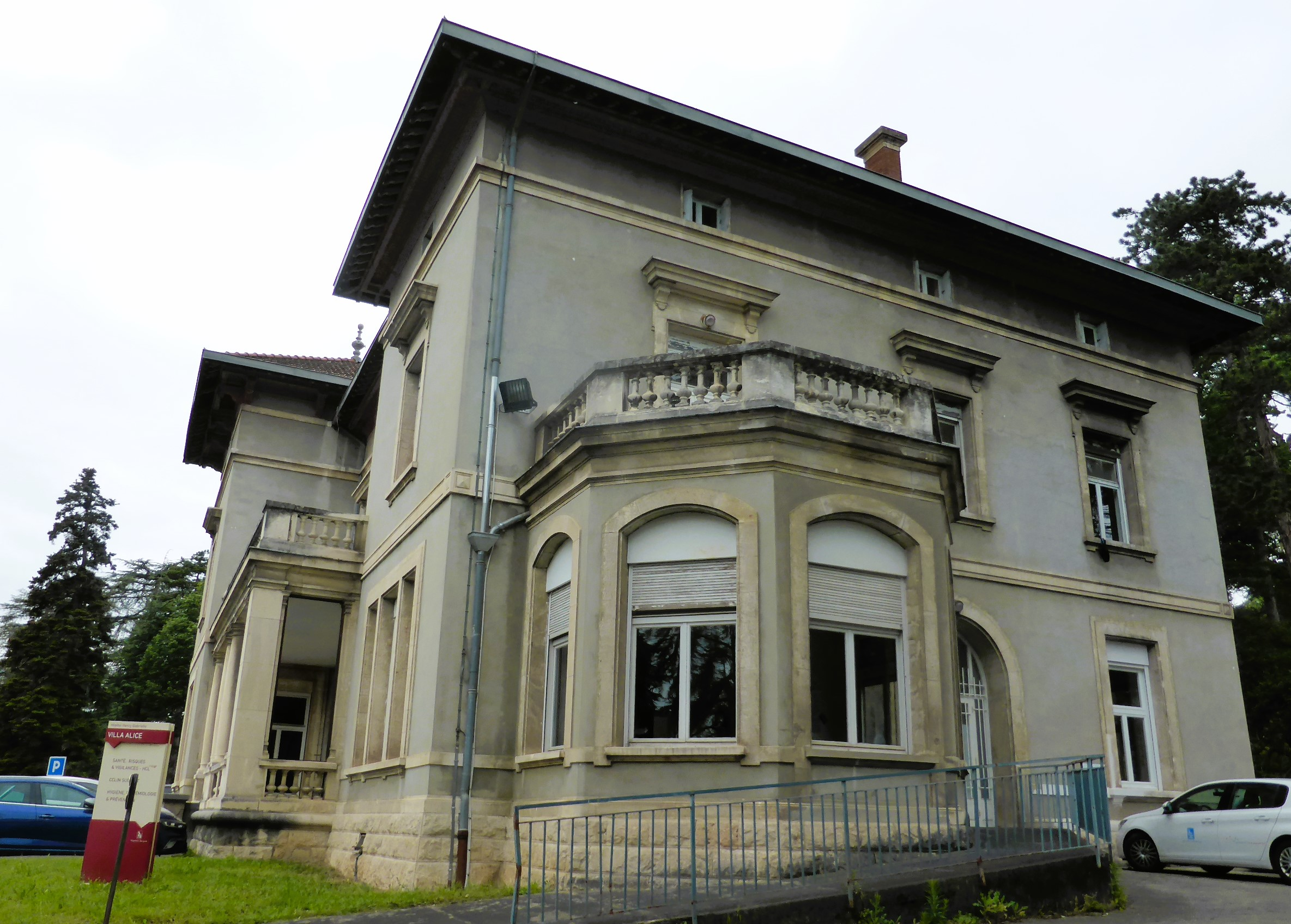
Villa Alice.

L’arête sommitale de la commune à une altitude voisine de celle de Fourvière a justifié le choix des militaires au XIXe siècle. Les habitants du département du Rhône, soulagés d’avoir échappé à l’occupation allemande en 1870, ont financé la construction de la basilique de Fourvière. Mais, les Lyonnais eux-mêmes n’ont été rassurés sur leur sort que grâce à la ceinture de forts réalisée selon le système Séré de Rivière de 1871 à 1874. Celui de Côte Lorette s’insérait entre ceux du Bruissin, à Francheville, et de Feyzin. Sa caserne pouvait contenir une centaine de soldats. Le fort est aujourd’hui la propriété de la commune qui l’utilise comme atelier.
Cette arête présentait autrefois un autre avantage. A cette altitude et à l’écart de l’agglomération, la pureté de l’atmosphère se prêtait à l’observation des phénomènes célestes. Ce sont à la fois la ville de Lyon, le département du Rhône et l’État qui décidèrent en 1878 de la création d’un observatoire astronomique et météorologique. Sa construction fut confiée à l’architecte de la ville de Lyon, Robert Hirsch. Il fut inauguré en 1887. Les installations initiales n’ont cessé par la suite d’être agrandies et modernisées. Mais depuis la construction de la raffinerie de Feyzin dans les années 1960, l’observation astronomique permanente n’est plus possible. D’où une spécialisation dans la conception et la réalisation d’instruments auxquelles collaborent un atelier de mécanique, un laboratoire d’électronique et un service informatique, le financement étant conjointement assuré par l’Éducation nationale, le CNRS et l’Université Lyon 1. Les curieux d’astronomie ont de quoi satisfaire leur passion aux heures propices et ont à leur disposition une riche bibliothèque scientifique dont certains ouvrages datent du XVIe siècle.

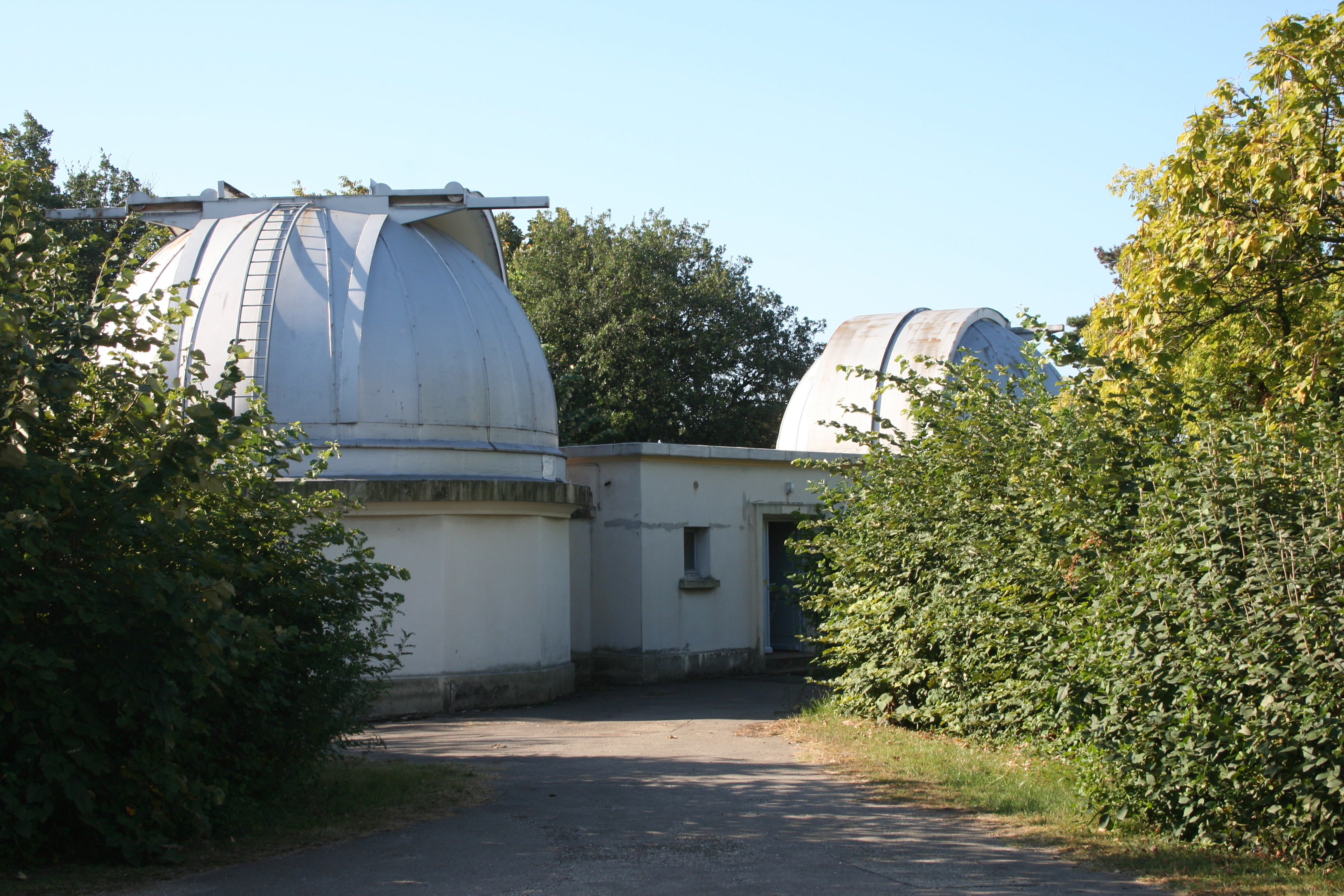
Une coupole de l'observatoire.
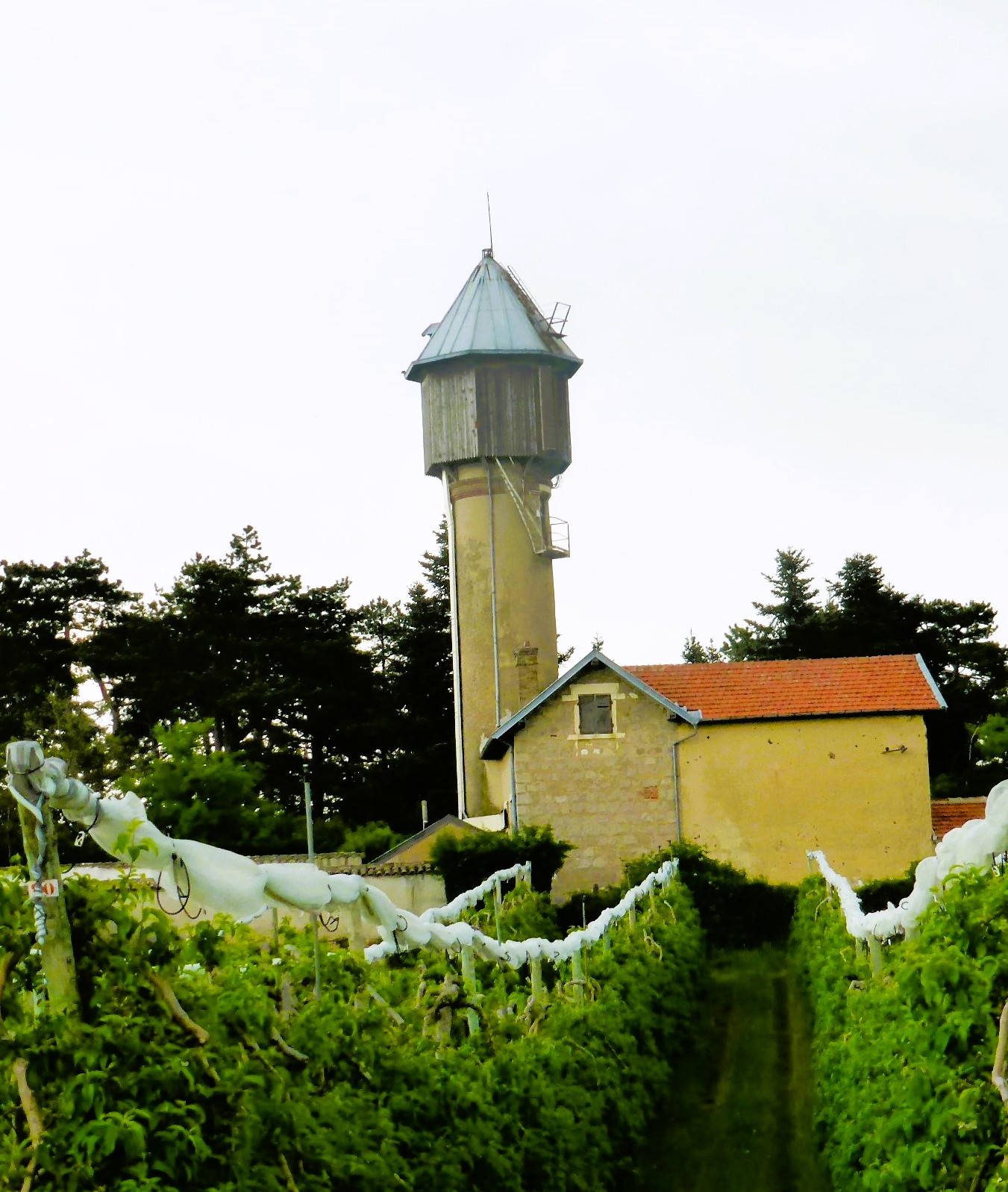
Château d'eau de l'observatoire.

On rappellera, pour mémoire, que la présence du clergé régulier à Saint-Genis-Laval remonte au début du XVIIe siècle, Claude de Gadagne ayant autorisé l’ordre mendiant des Récollets, né d’une réforme des Franciscains, à s’installer sur son domaine. Il ne devait pas survivre à la Révolution et ses biens furent vendus comme biens nationaux. Après plusieurs changements de propriétaires, il a été acheté par la commune dont il est devenu la mairie en 1977. Au XIXe siècle, le séminariste lyonnais Marcellin Champagnat a fait part à ses confrères de son intention de fonder une œuvre pour la scolarisation des enfants de milieux défavorisés. Devenu vicaire à La-Valla-en-Giers, sur les pentes du massif du Pilat, il est passé à l’acte et a fondé la Congrégation des petits frères de Marie plus communément connue sous le nom de Maristes et dont les membres n’auraient pas forcément été ordonnés prêtres. Saint-Genis est géographiquement sur la trajectoire entre les deux communes. Il n’est donc pas étonnant qu’une école de garçons y ait été ouverte (entre beaucoup d’autres !) en 1853. Plus surprenante est l’importance des bâtiments en pierre de taille construits sur le vaste domaine (50 ha) du Montet entre 1863 et 1866 : c’est à cette époque que la  Congrégation a décidé d’y établir son siège. Particulièrement impressionnante la chapelle de style gothique avec ses quatre travées voutées d’ogive et son abside à cinq pans. Le hasard a voulu que simultanément le frère Emmanuel de l’Hermitage, près de Saint Chamond, passionné de botanique, ait mis au point la formule d’une liqueur pour la commercialisation de laquelle il a eu recours à un négociant lyonnais : cette Arquebuse de l'hermitage « dont le succès nécessita des aménagements locaux et des agrandissements en 1893 ». La fabrication prendra fin en 1962.

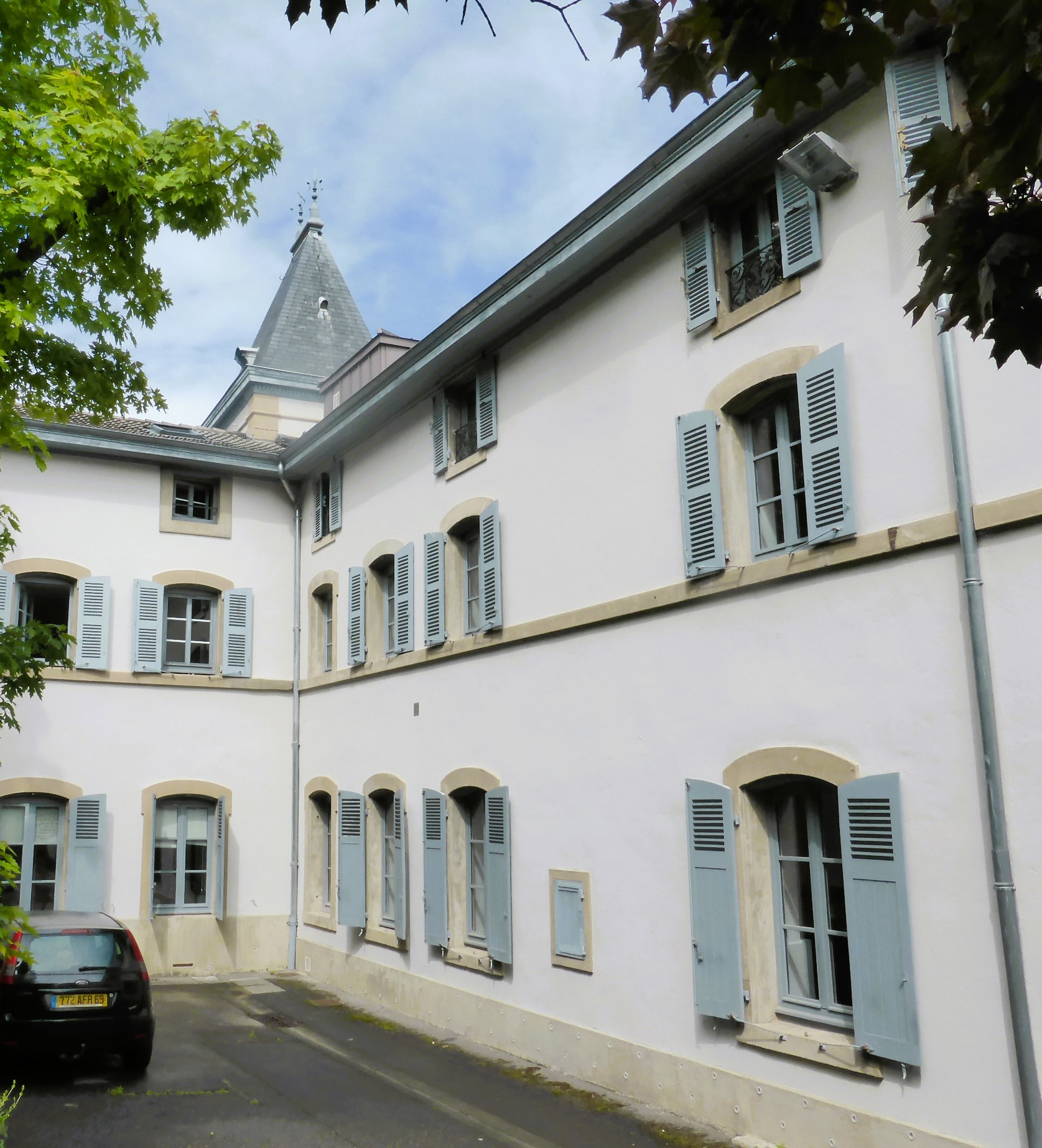
Ancien couvent des Récollets.
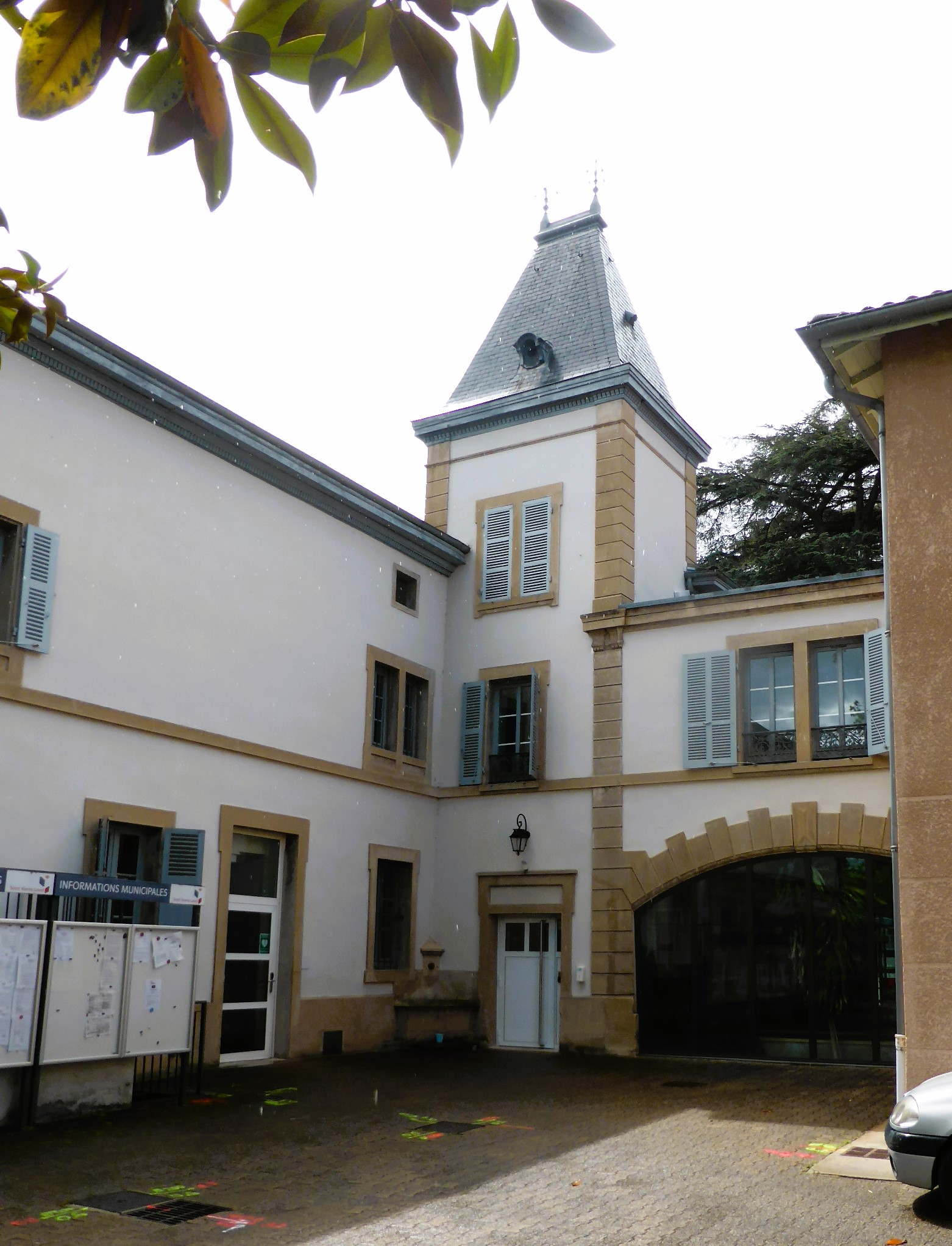
Couvent des Récollets.
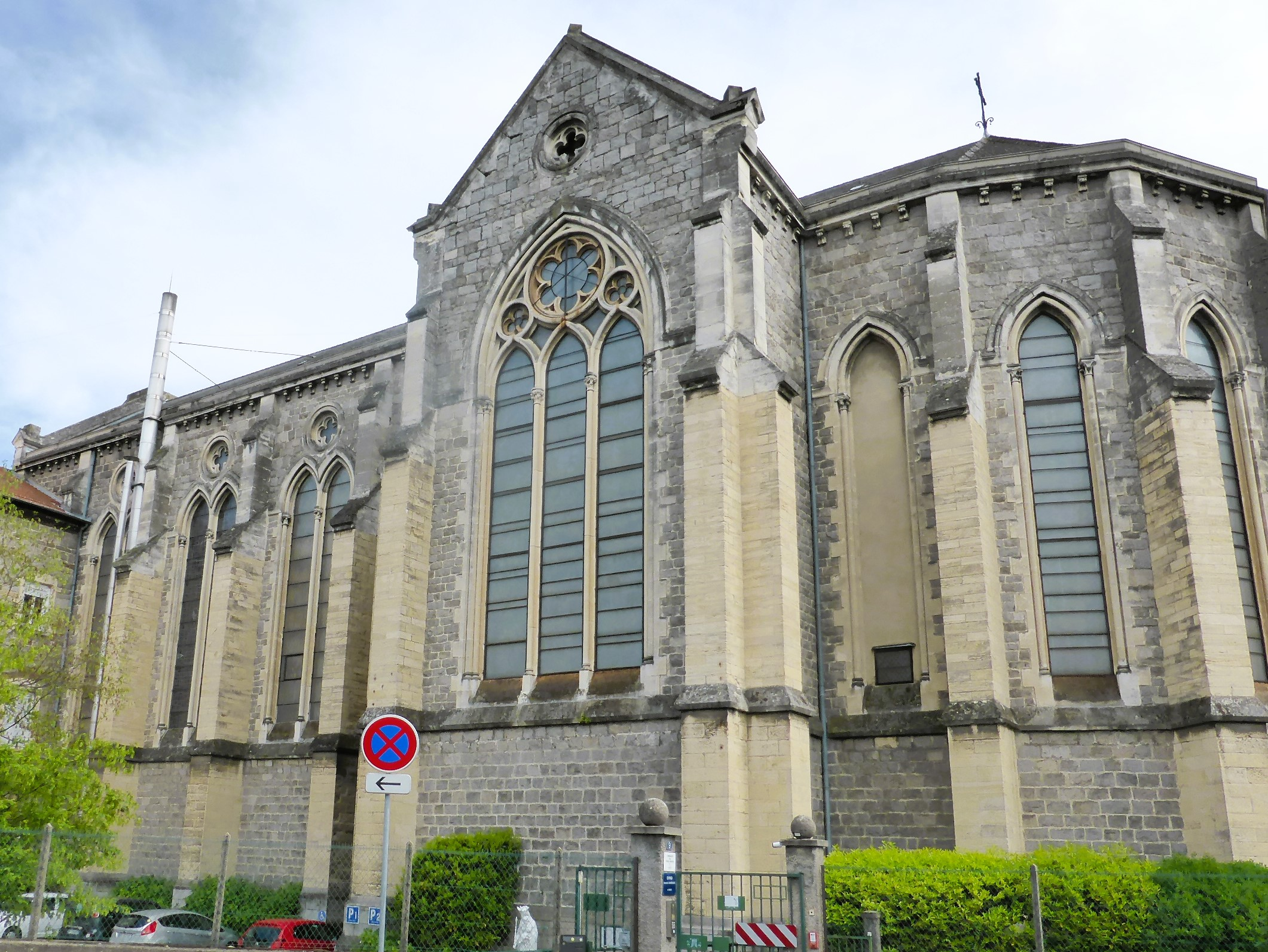
Chapelle des Maristes.
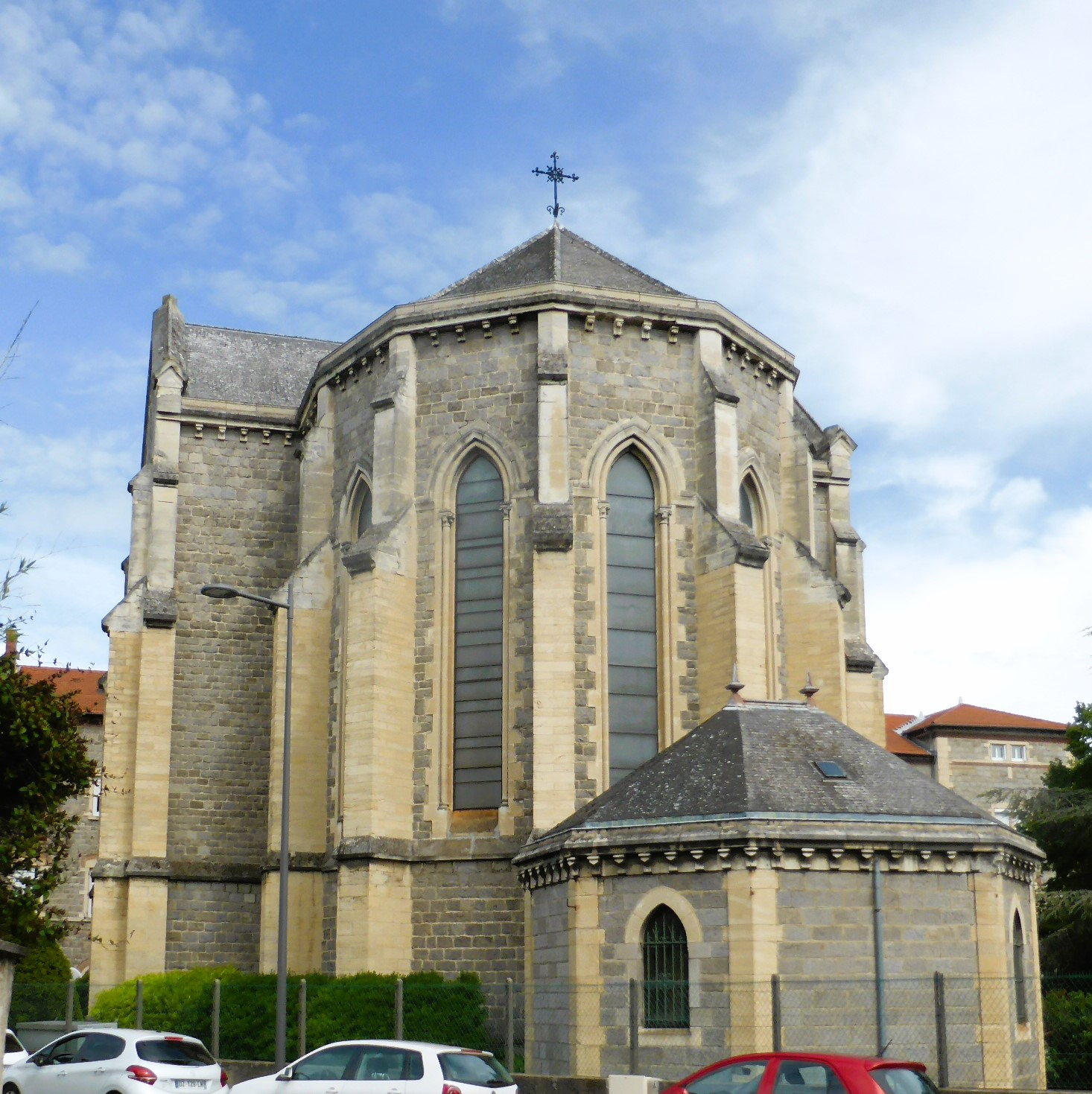
Abside de la chapelle des Maristes.
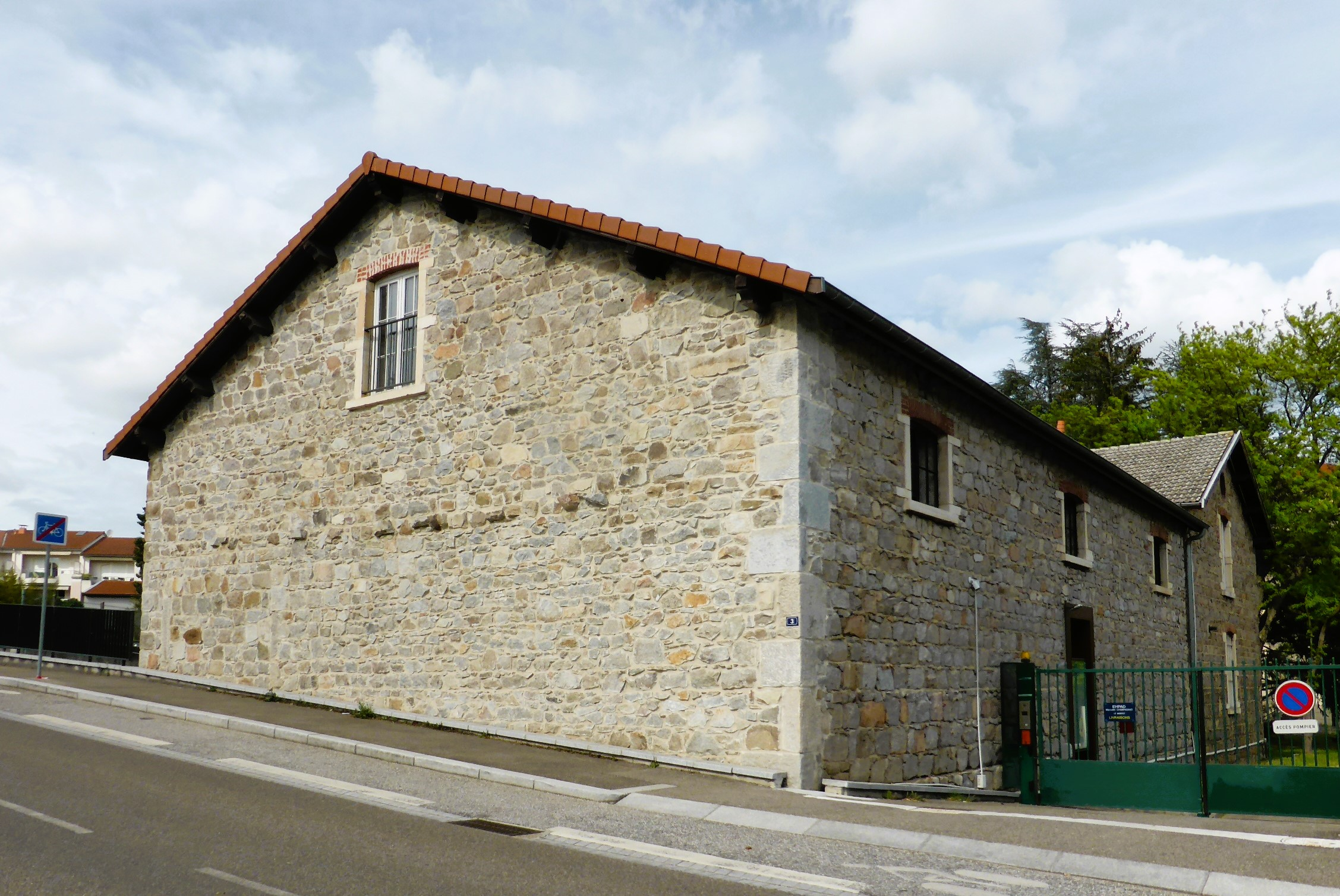
Distillerie de l'Arquebuse.
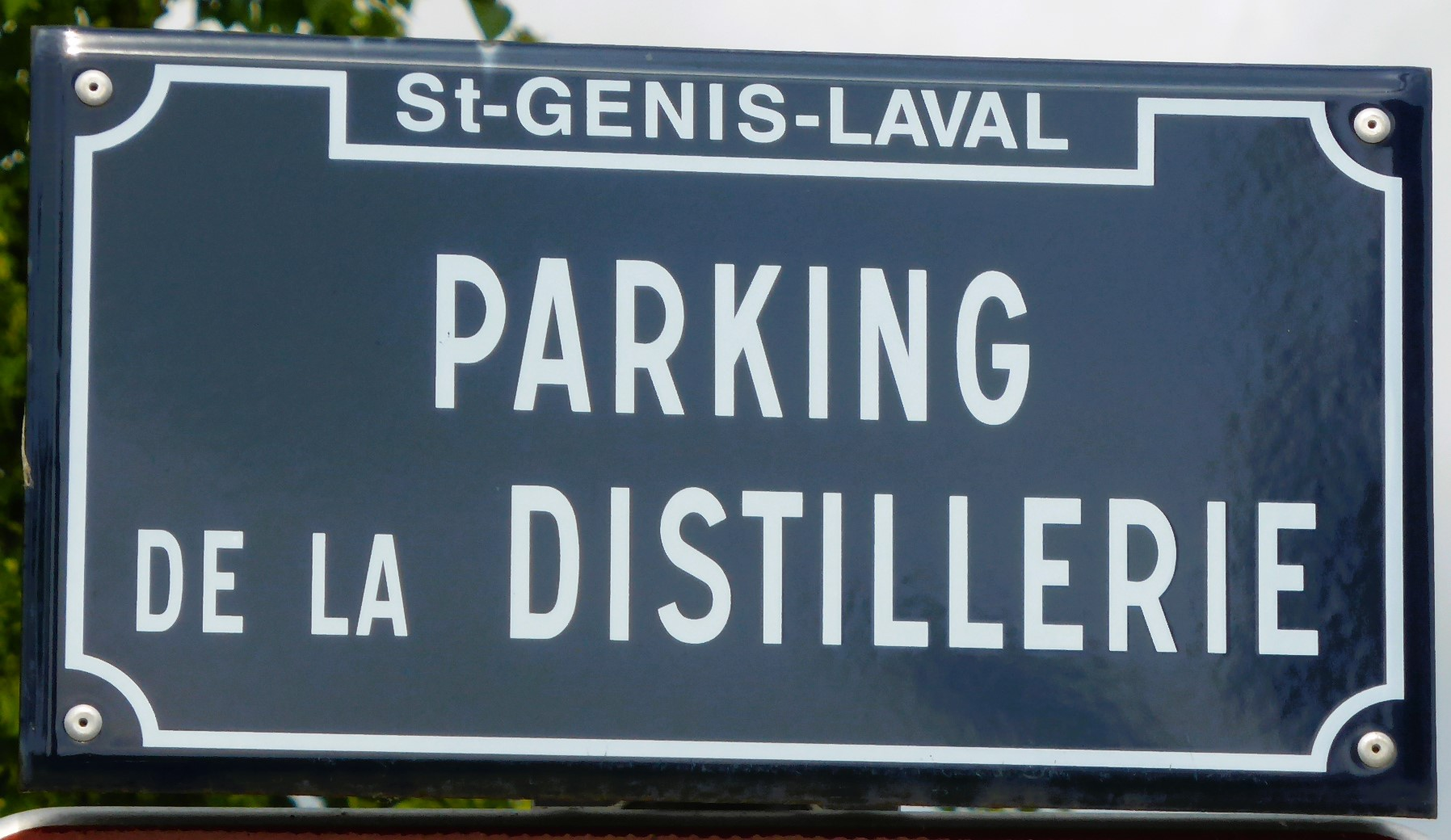
Parking de la distillerie.

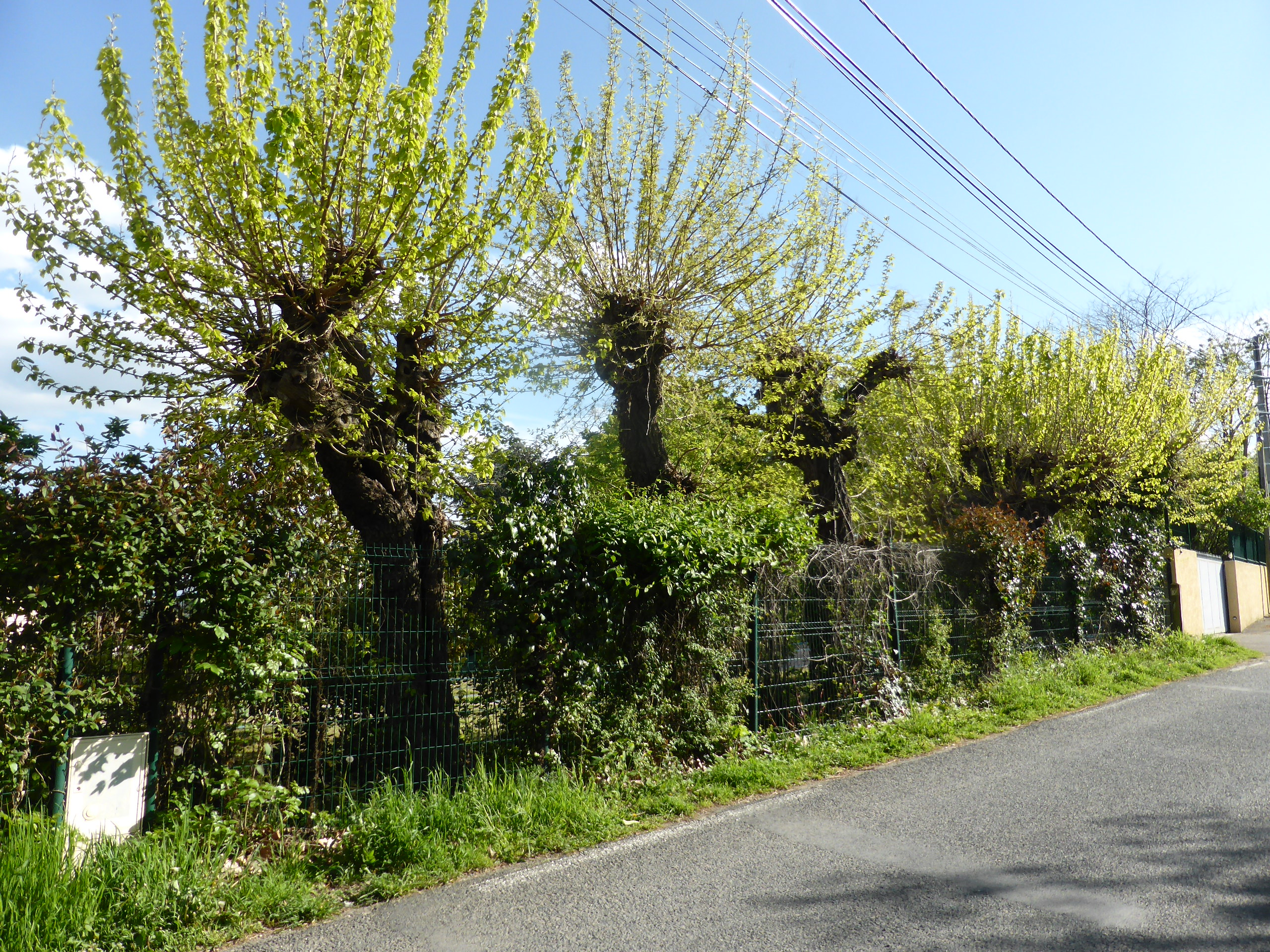
Plantation de mûriers.

En ces temps d’exode rural, il reste à expliquer le maintien un bon niveau de l’emploi sur la commune de Saint-Genis-Laval. Certes, l’agriculture mobilise toujours la majorité de la population soucieuse d’assurer sa subsistance par une polyculture traditionnelle à base de céréales, de pomme de terre. Les plantes fourragères permettent d’enrichir l’alimentation du bétail en complément des prairies naturelles. Le terme de clos (Rival, Chabrand) est généralement réservé aux parties du territoire vouées à la vigne. Aux plantations d’arbres fruitiers s’ajoute celle des mûriers à destination de la magnanerie de Beaunant. Les fonds humides aux sources du ruisseau de la Mouche sont convertis en cressonnière.
Mais le voisinage de la métropole a favorisé l’implantation d’une industrie légère en quête de main-d’œuvre. Successivement se sont installées trois manufactures de papiers peints : Richoud dès la fin du XVIIIe siècle, Pignet et Paillard en 1826, Olivier et Chabert à partir de 1829. Le pré-inventaire en dresse une liste détaillée dans les domaines de l’alimentation (huile et moutarde) de la chimie (couleurs, colles,  dépôts de suif), du textile et de la confection (métiers de tulle et soie, impression sur étoffes, chapeaux de paille, boutons, tresses et lacets), du bâtiment (tuilerie, carrière de granite).

#### Une foi fortement affichée

##### Église
La construction a été réalisée en plusieurs étapes. La façade monumentale, œuvre de l’architecte Benoît, date de 1844. Les deux nefs qu’il avait alors ajoutées ont été complétées avec la construction du transept, du chœur et du clocher par l’architecte Bresson entre 1861 et 1864. Vers 1918 ont été agrandies les fenêtres basses et hautes des nefs, excepté celles de la dernière travée. Quant à la tribune, elle, avait été rapportée de l’ancienne église.
Les matériaux sont de diverses provenances. Pour la façade, on a fait venir le calcaire blanc de Tournus alors que l’ensemble est en moellons de granite et pierre de taille de Saint-Just. Le clocher est en ardoise, les toits sont couverts de tuile mécanique, avec écaille pour l’abside.
Le plan d’ensemble est assez banal. L’église normalement orientée vers l’est comporte trois vaisseaux, avec un transept saillant et une abside en cul-de-four éclairée de cinq baies en plein cintre ; deux absidioles semi-circulaires, percées chacune d’une baie flanquent celle-ci. Mais quant au style, tout oppose la façade et l’église proprement dite. La première est de type classique : les trois portes rectangulaires, les pilastres toscans, le fronton triangulaire évoqueraient le baroque sobre à la française. L’effet pyramidal n’y contredit pas : les ailerons en raccords des deux niveaux entre nefs et le clocheton sommital à dôme de cuivre et croix en amortissement y concourent élégamment. L’intérieur, malgré les différentes étapes de la construction, présente une grande unité. Les vaisseaux des travées sont voûtés d’arête, les arcs en plein cintre sont appuyés sur des colonnes engagées à chapiteaux feuillagés ; la croisée du chœur est surmontée d'une  coupole sur pendentifs. On pourrait qualifier ce style en parlant du néo-roman alors à la mode.

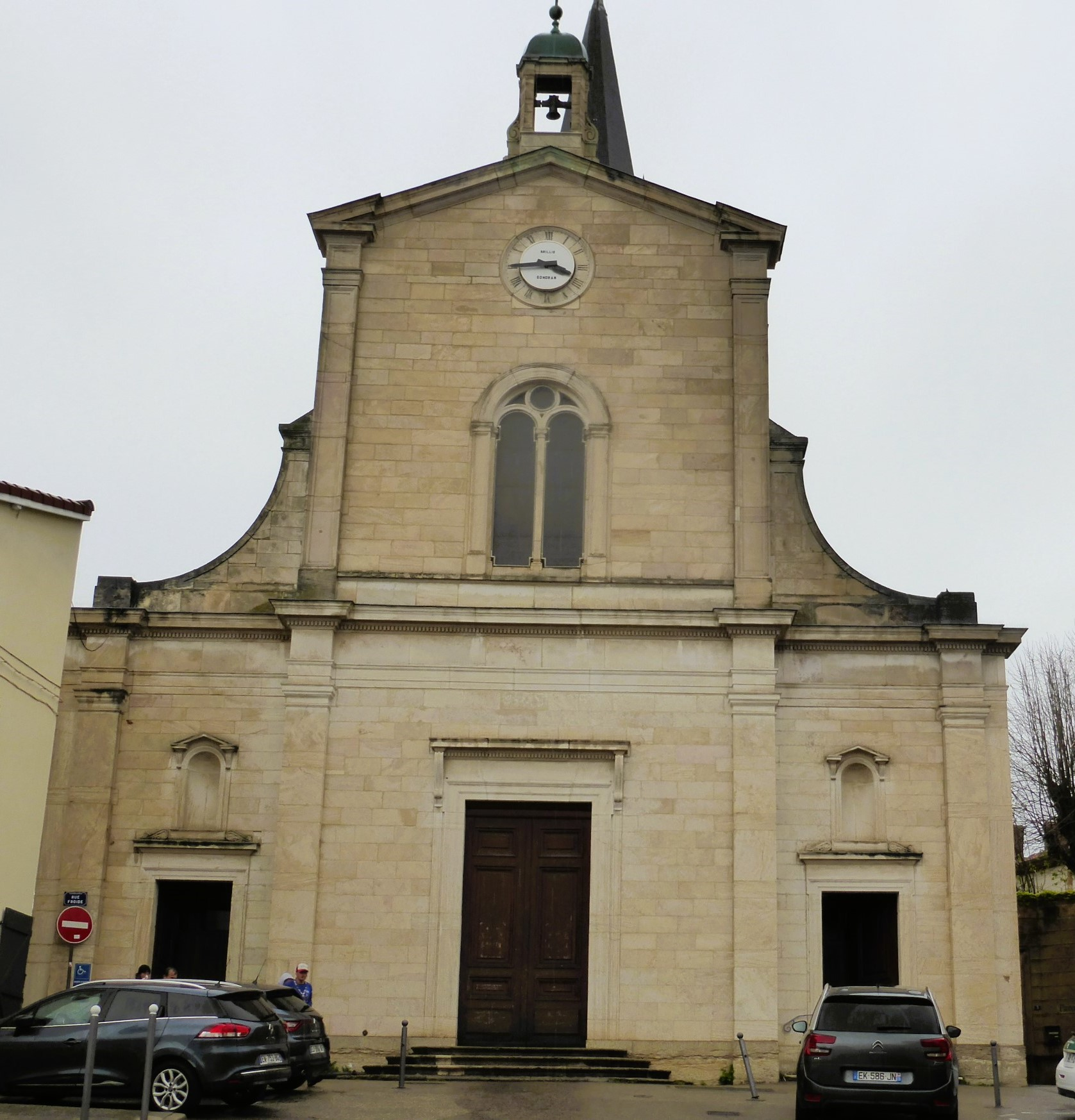
Façade de l'église de Saint-Genis.
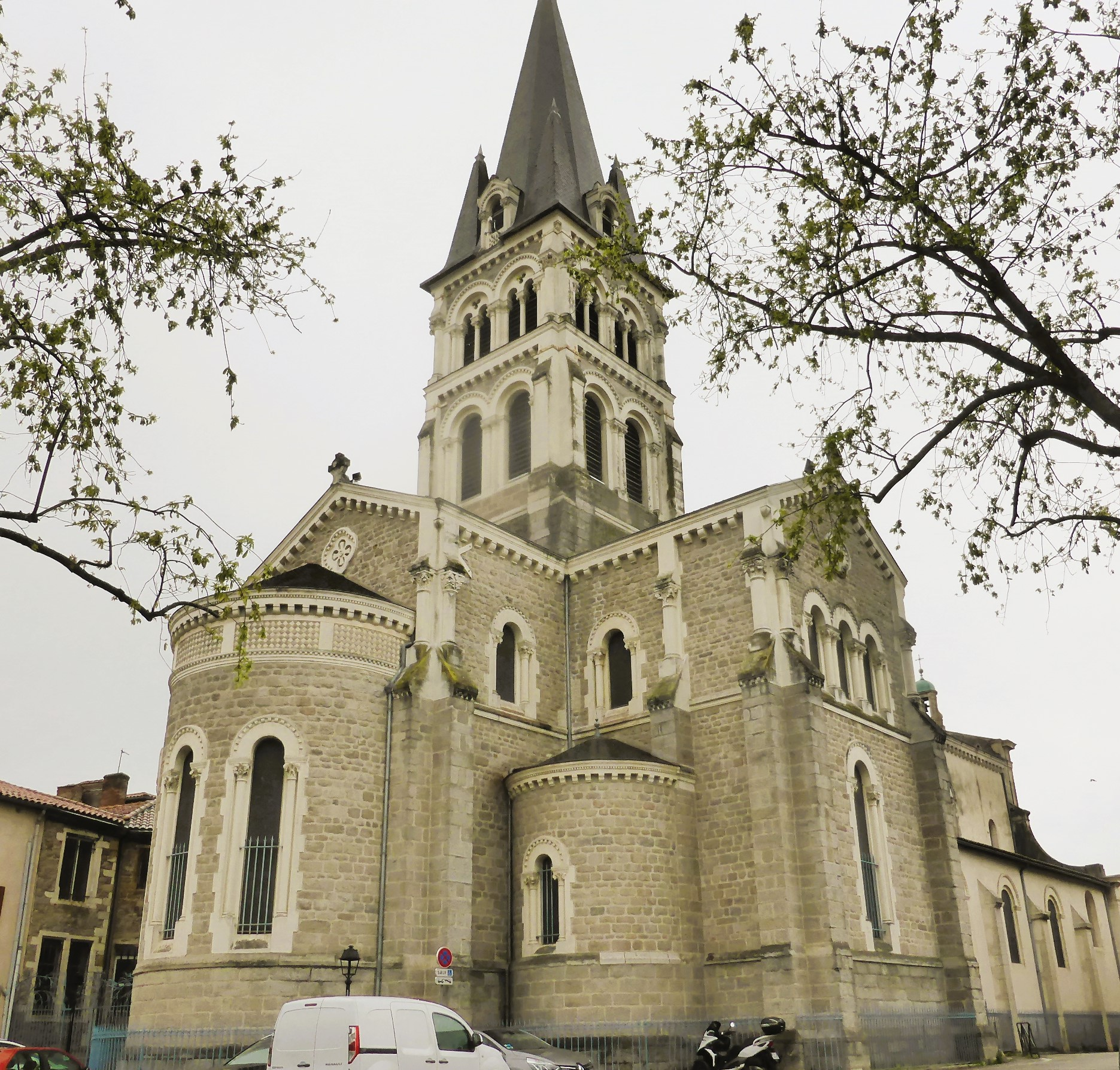
Église de Saint-Genis-Laval ensemble.
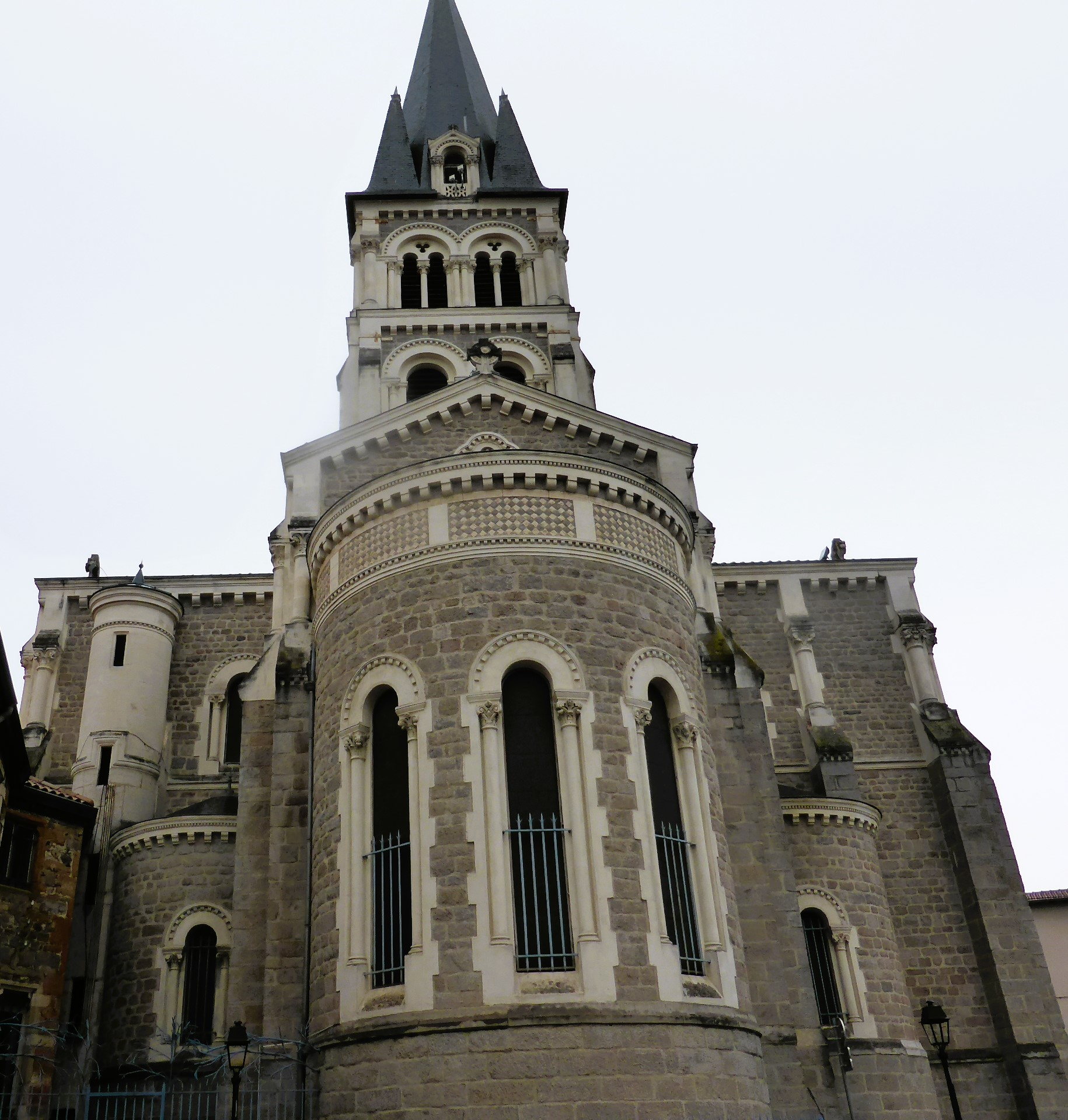
Chevet de l'église.
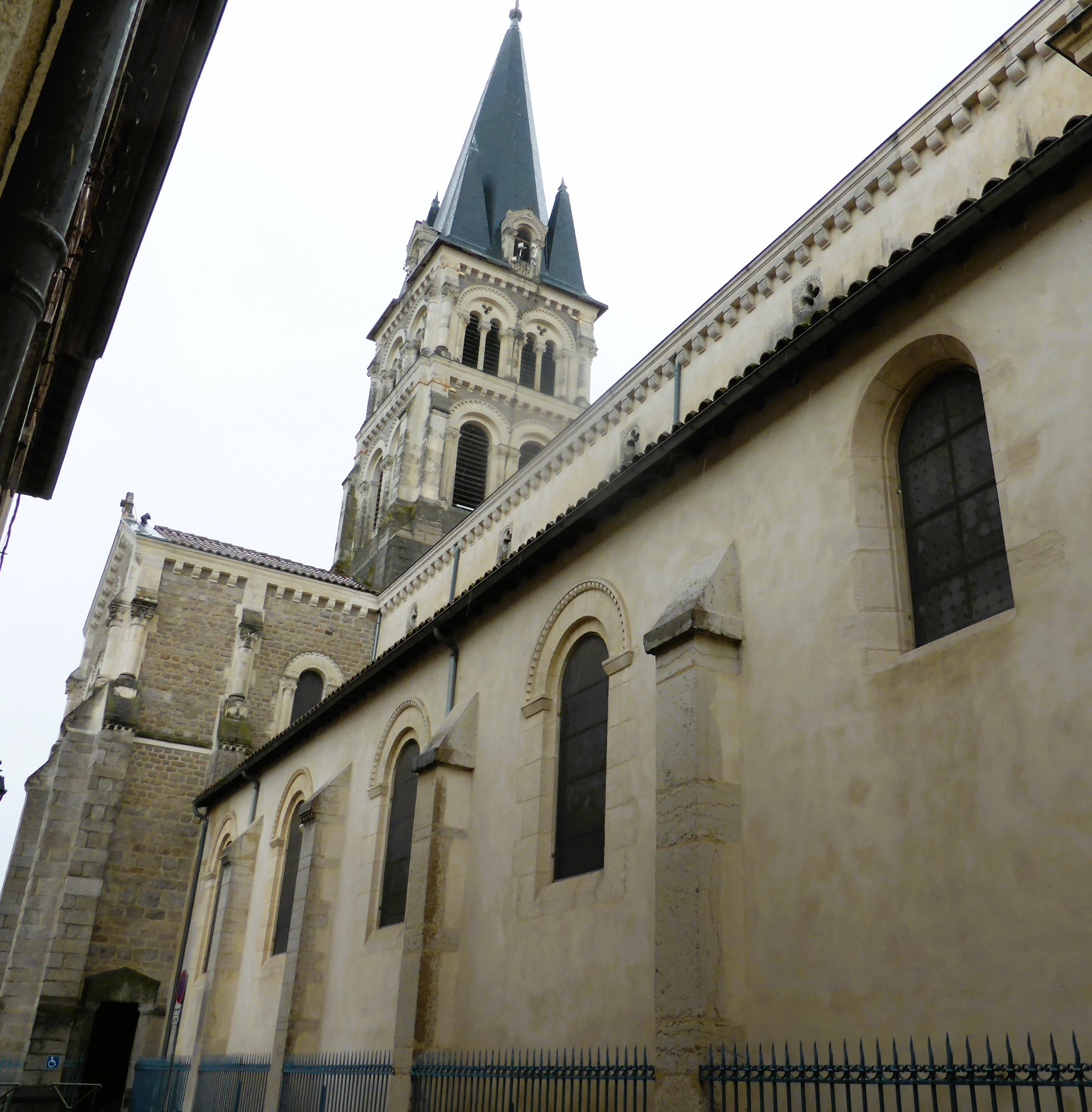
Côté nord de l'église.
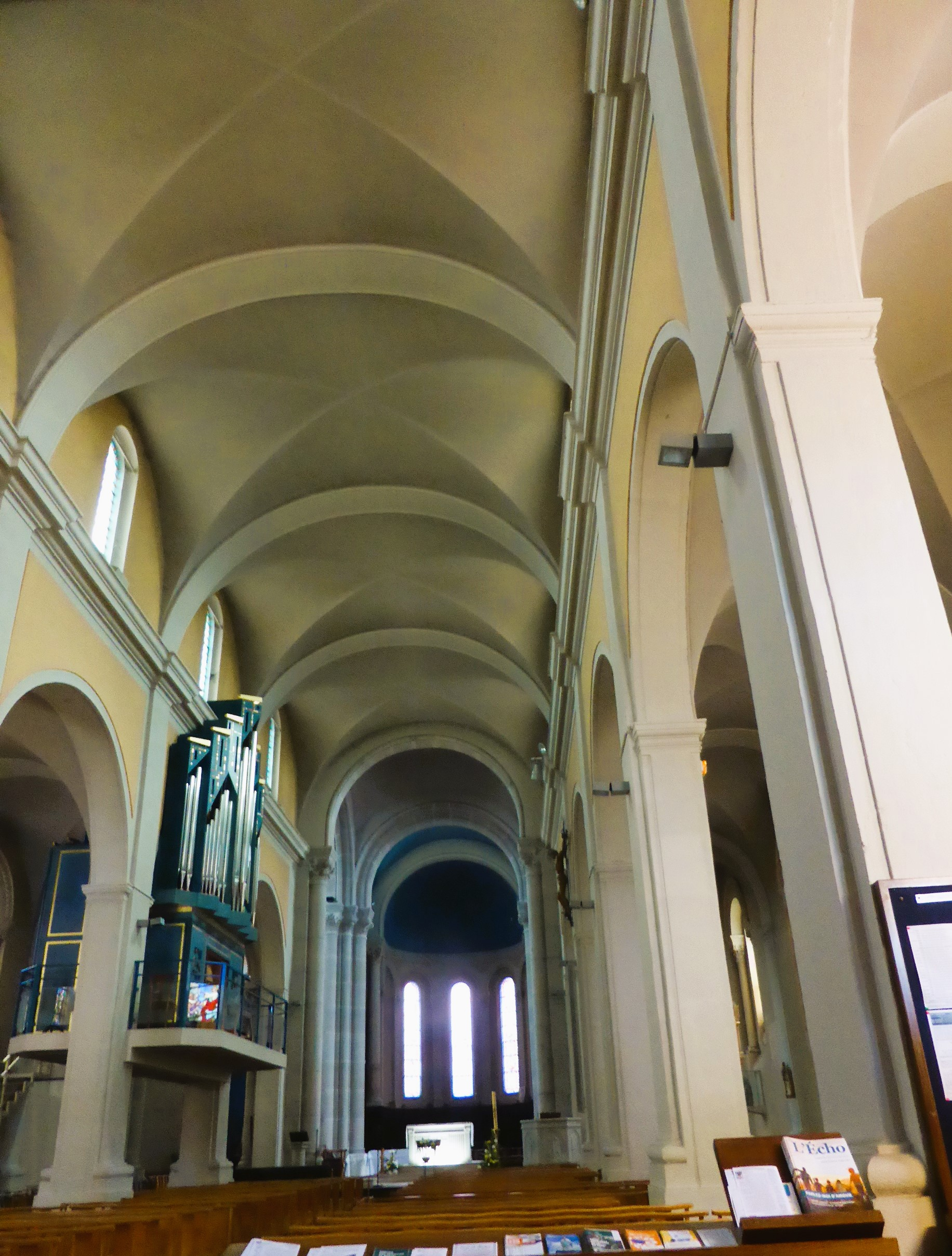
Intérieur en direction de l'entrée.
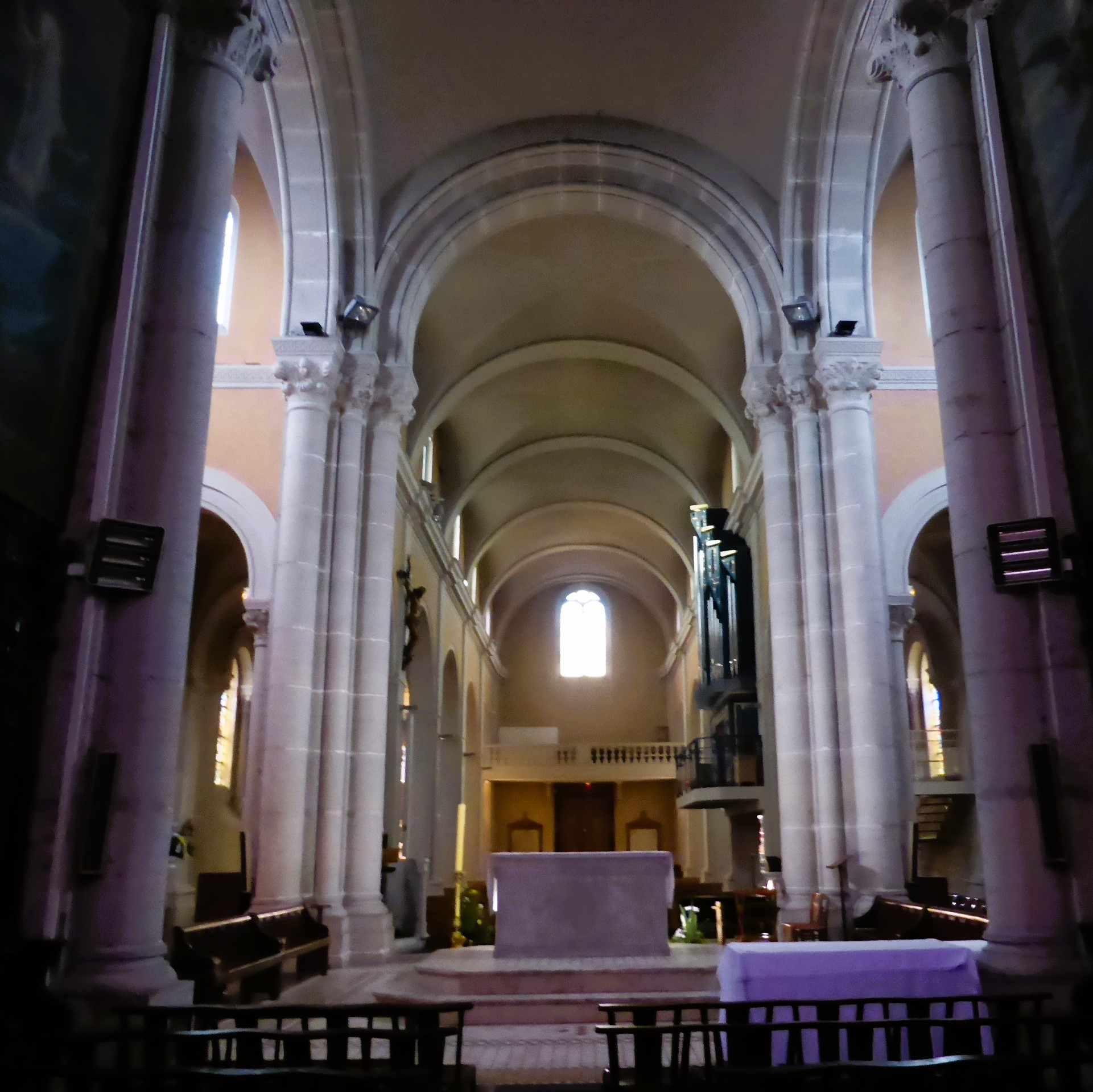
Église de St-Genis (direction entrée).
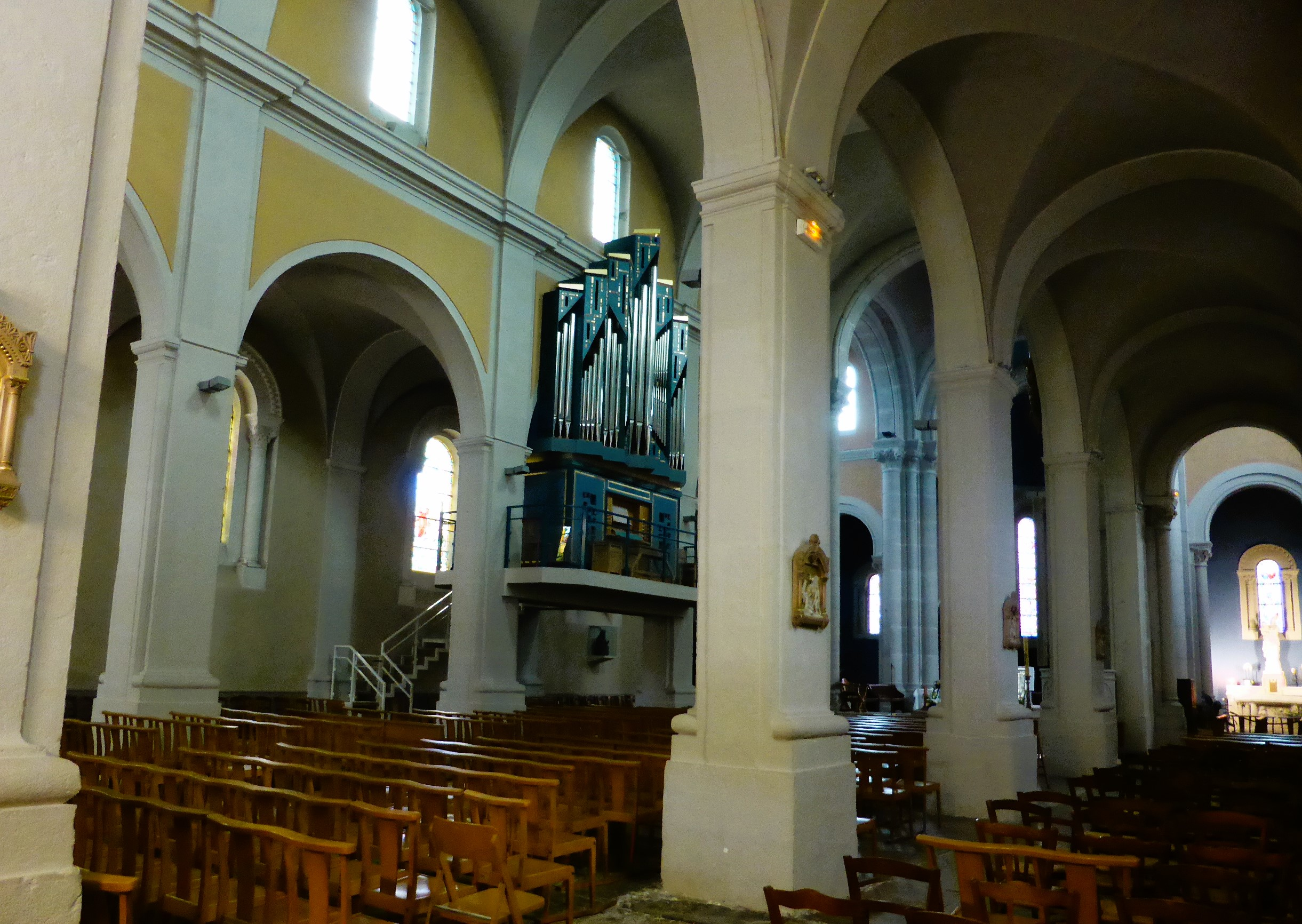
Les trois nefs.

###### Mobilier
Divers maîtres d’ouvrage ont collaboré à l’enrichissement du mobilier de l’église comme les sculpteurs sur bois pour les confessionnaux et les stalles. On doit aux spécialistes du marbre la statue de la Vierge en sa chapelle et le devant de son autel où est figurée la scène de l’Annonciation, la chaire à prêcher ainsi que les fonts baptismaux dont la vasque est ornée de godrons. Beaucoup plus spectaculaires, les grandes orgues imposent leur présence sur le côté de la nef centrale.

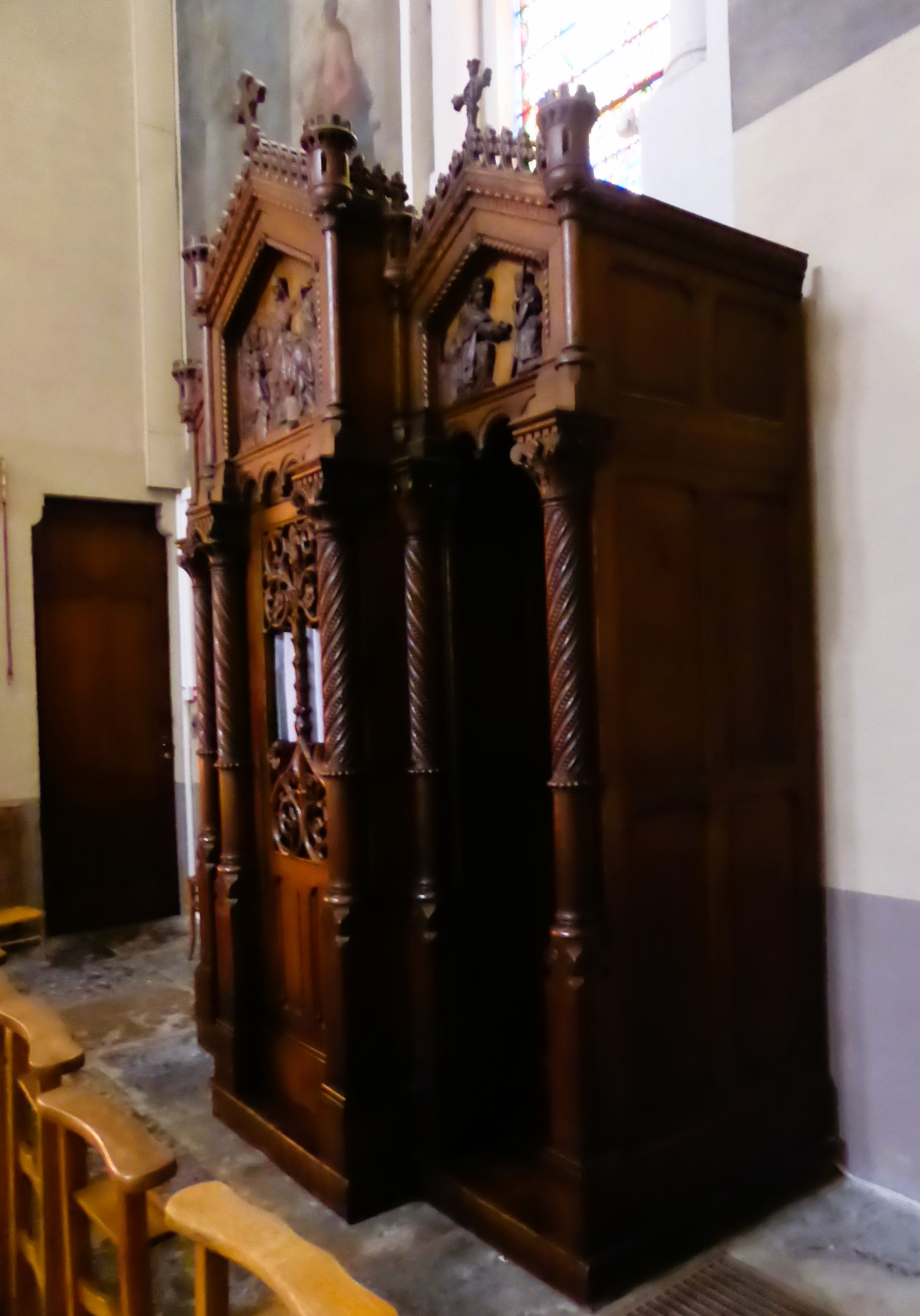
Confessionnal.
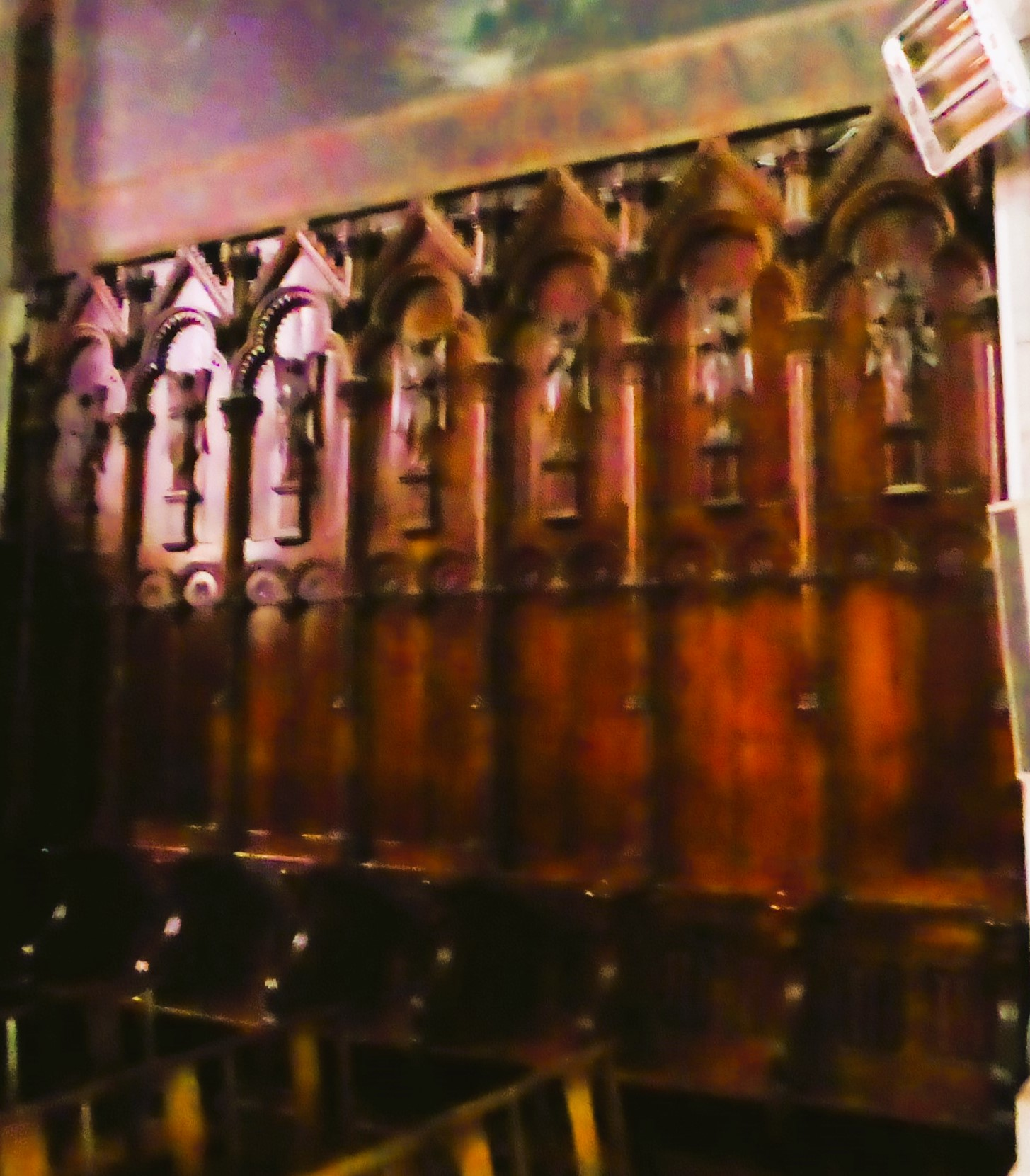
Stalles.
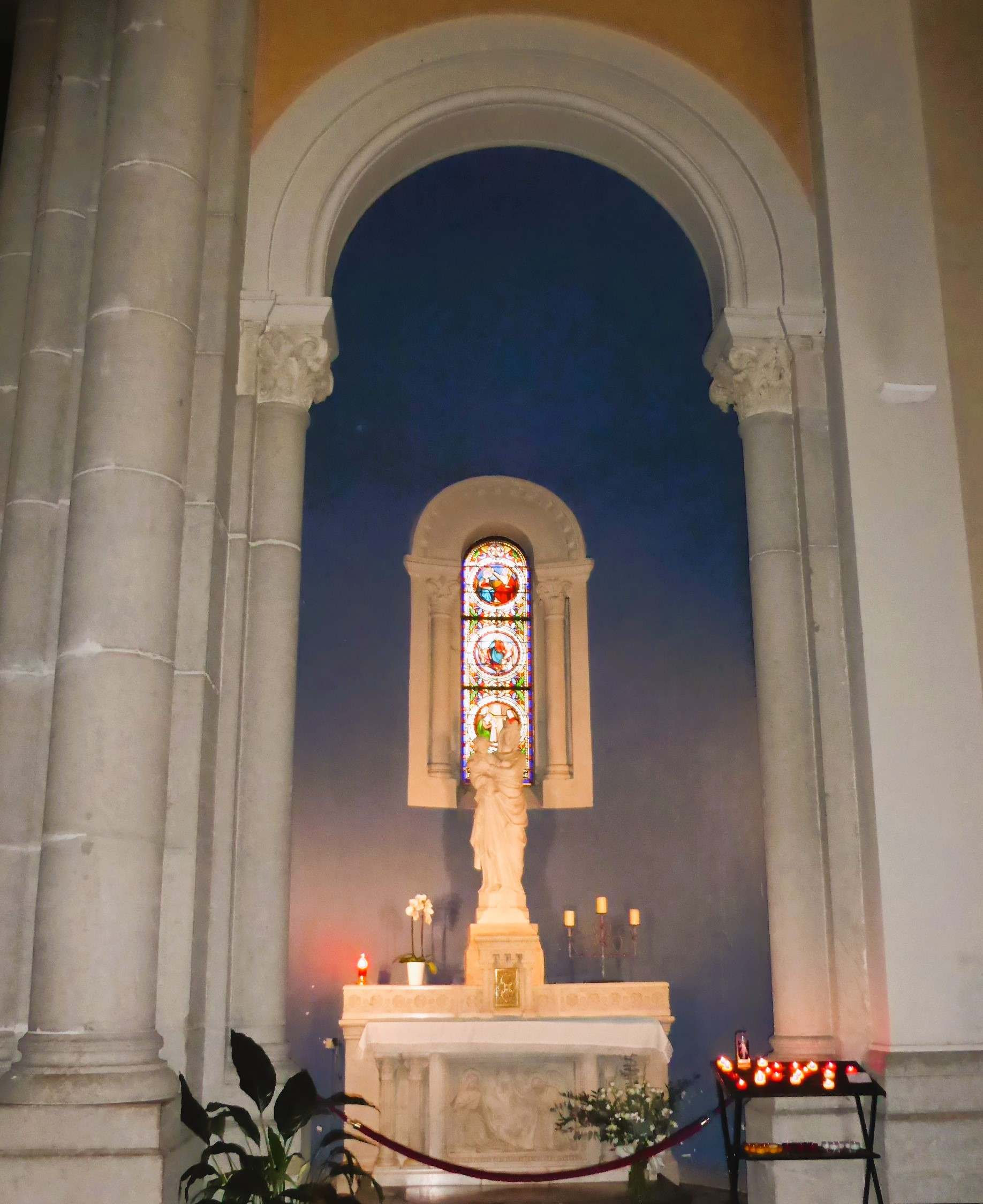
Chapelle de la Vierge.
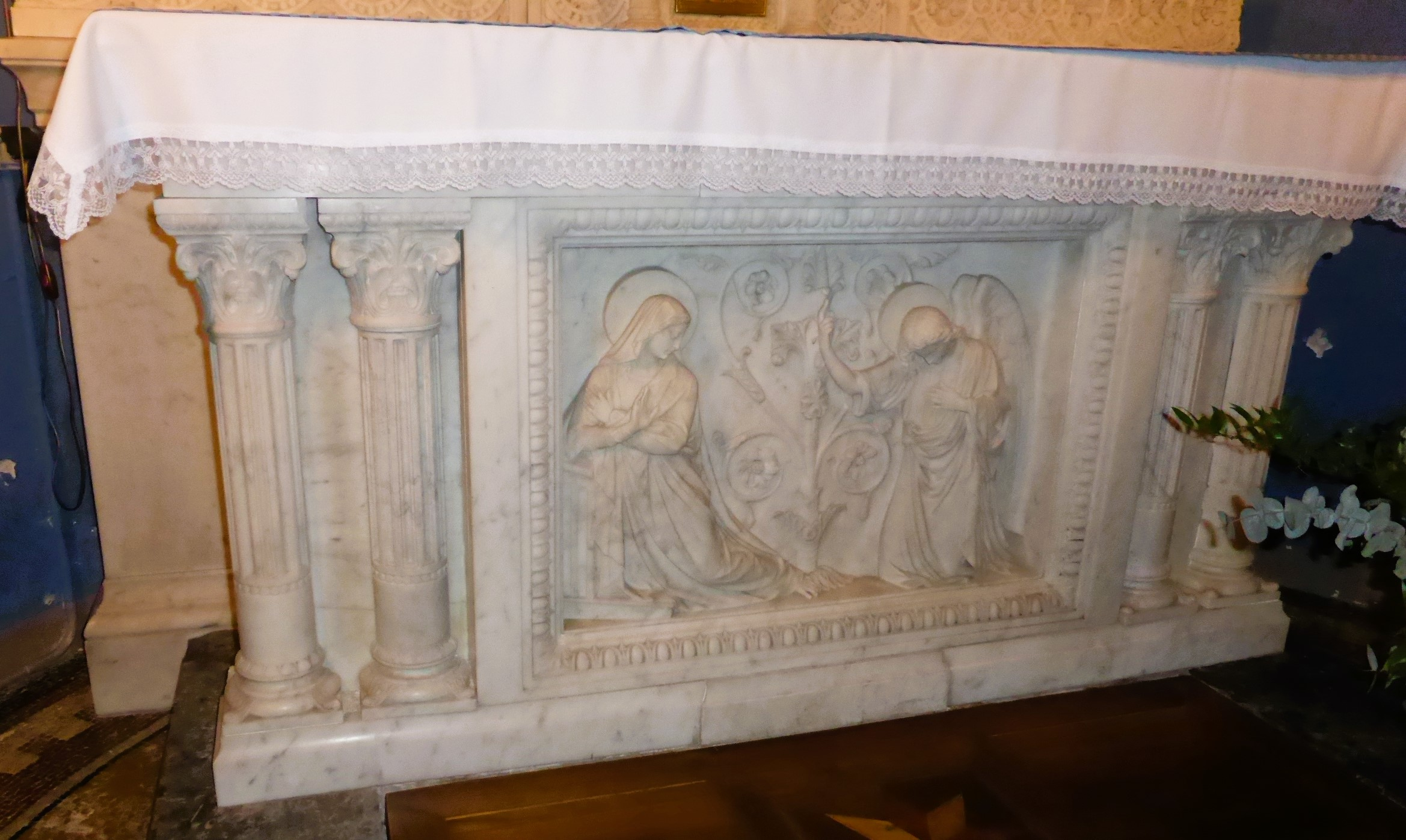
Autel de la chapelle de la Vierge.
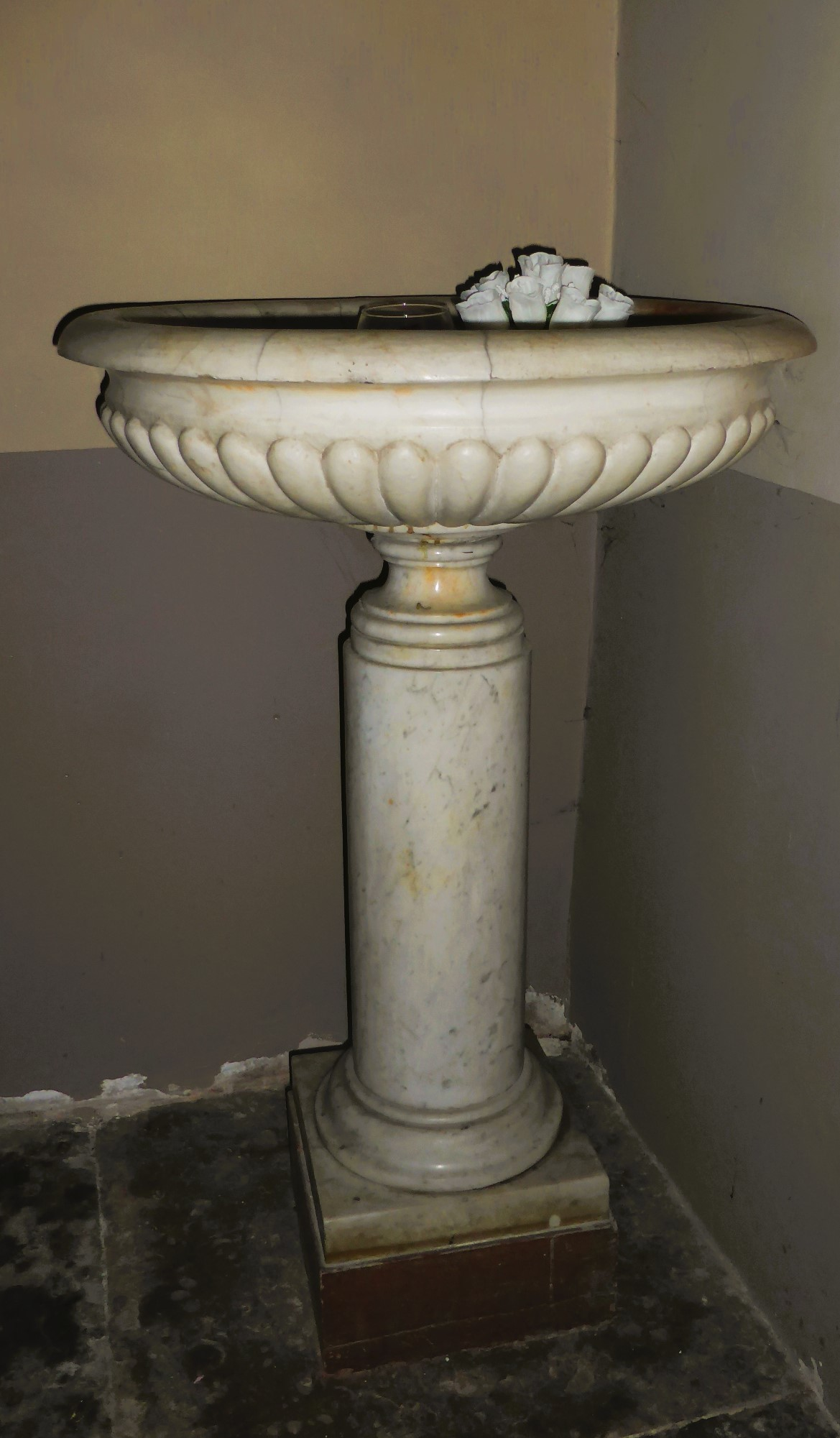
Cuve baptismale.
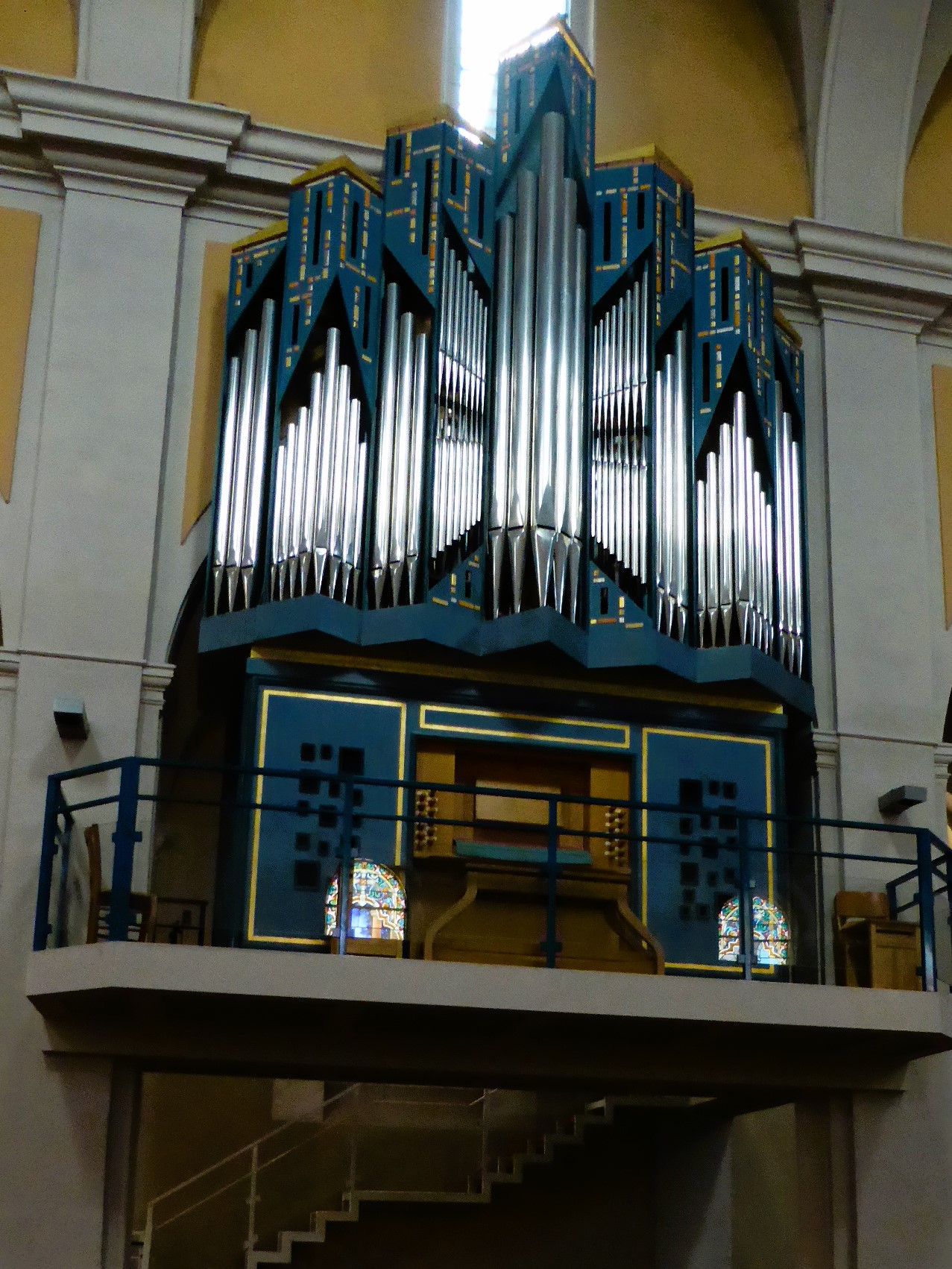
Orgues.

###### Vitraux
Le plus grand soin a été apporté à la qualité des 14 vitraux figuratifs dont la plupart, sortis de l’atelier Nicod et Jubin, ont été installés entre 1929 et 1930 et restaurés en 1982. Ils content autour de la nef et dans l’abside les divers épisodes de la vie du Christ. En façade sont rappelées les apparitions de Lourdes.

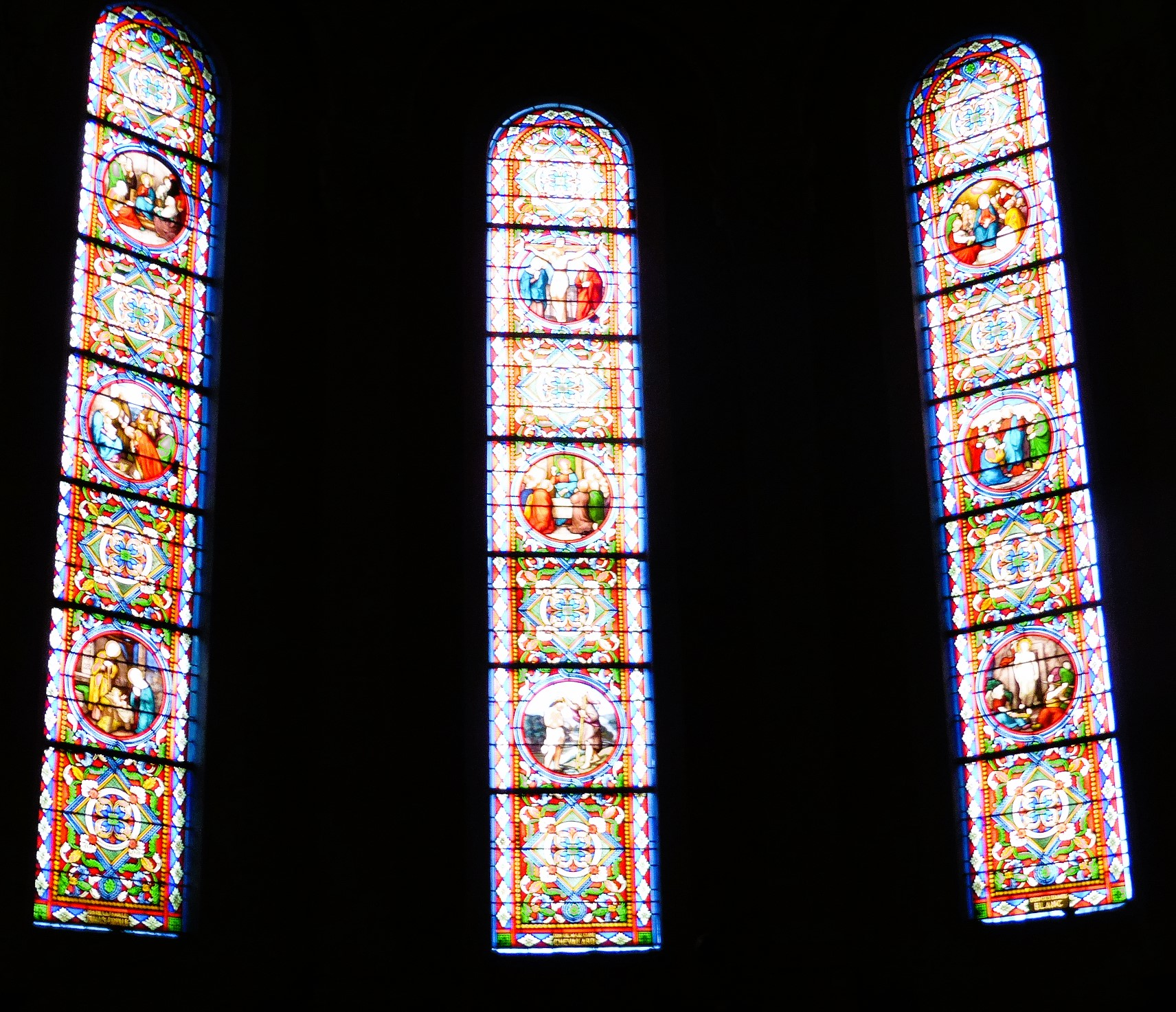
Vitraux de l'abside.
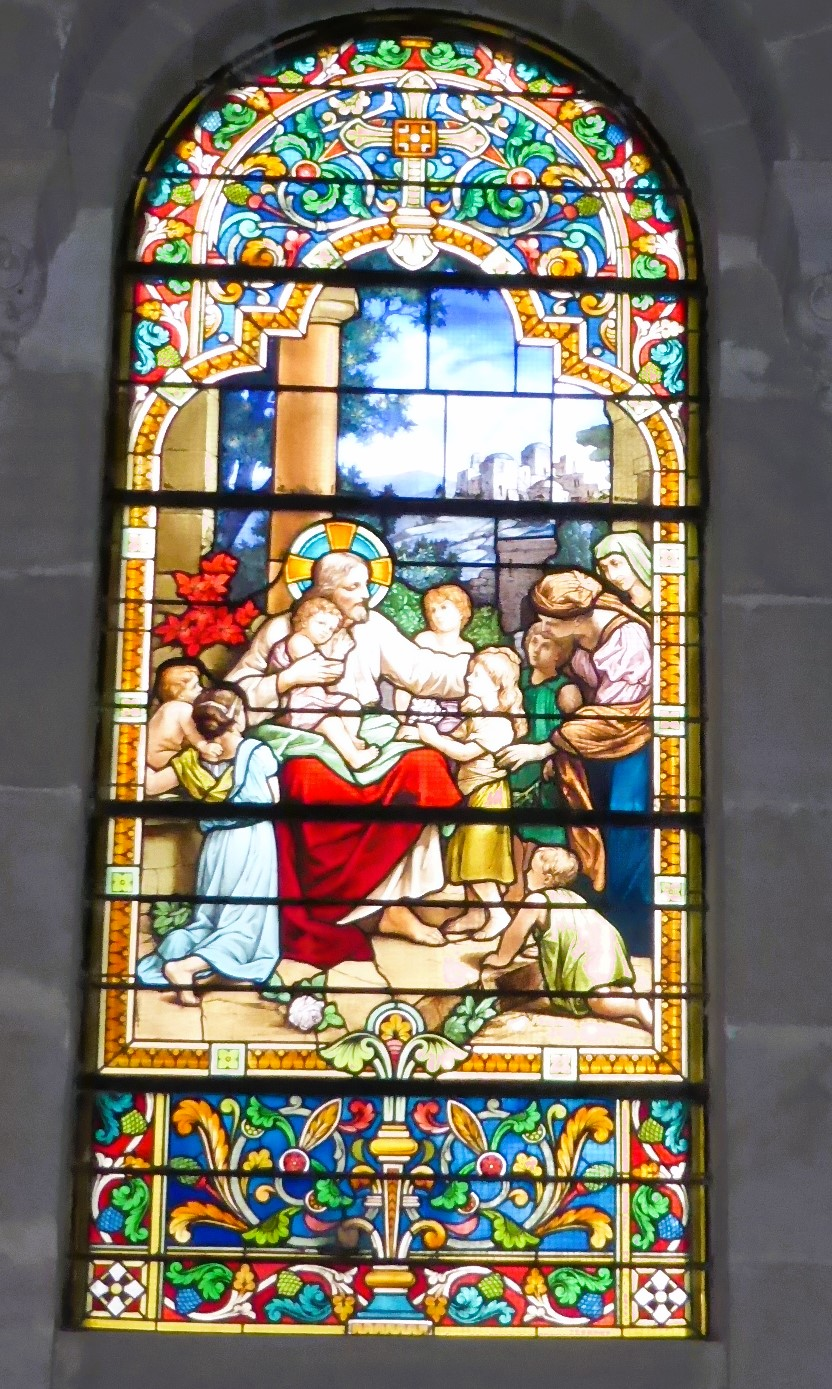
Jésus parmi les enfants.
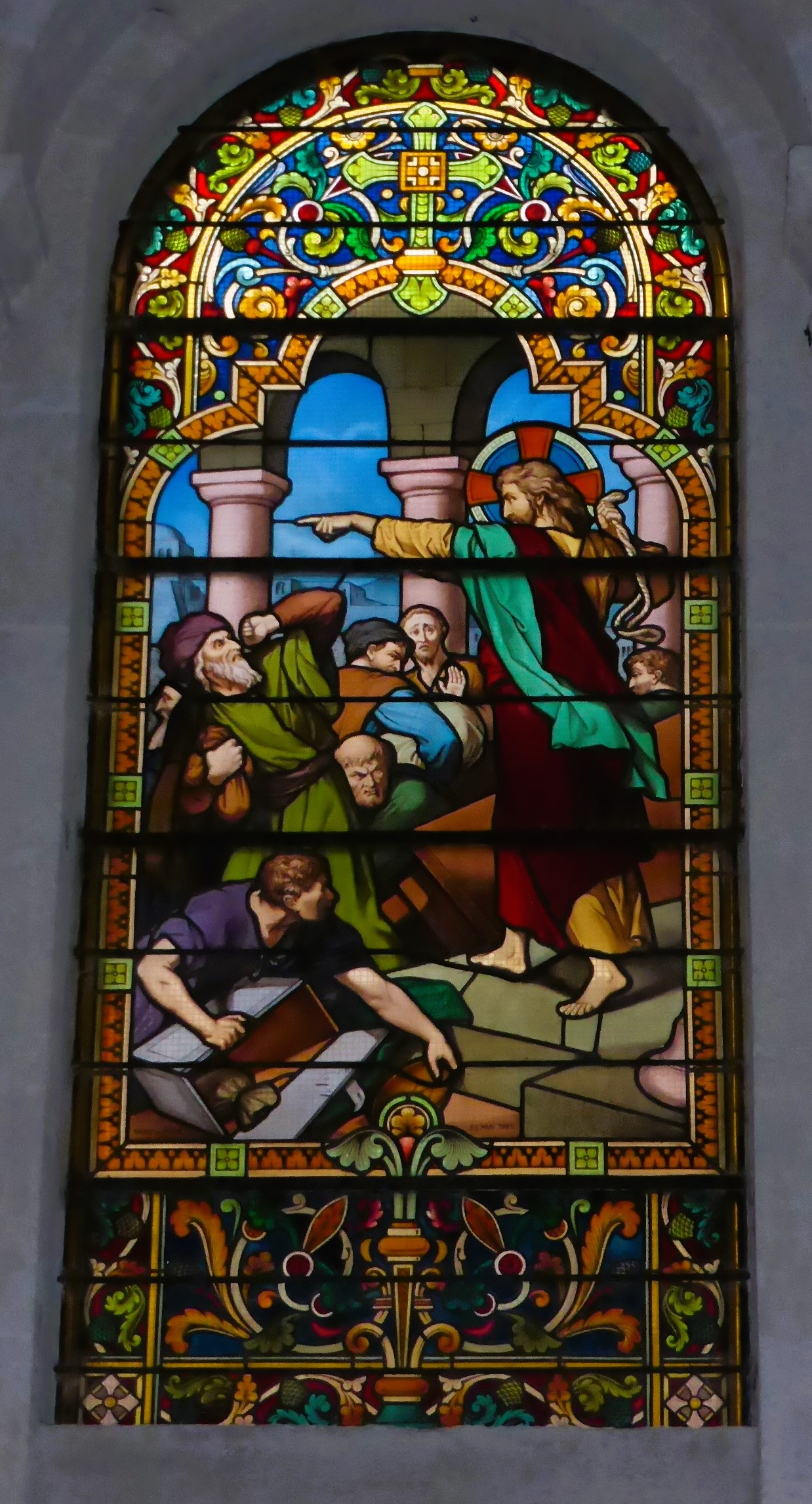
Jésus chasse les vendeurs du Temple.
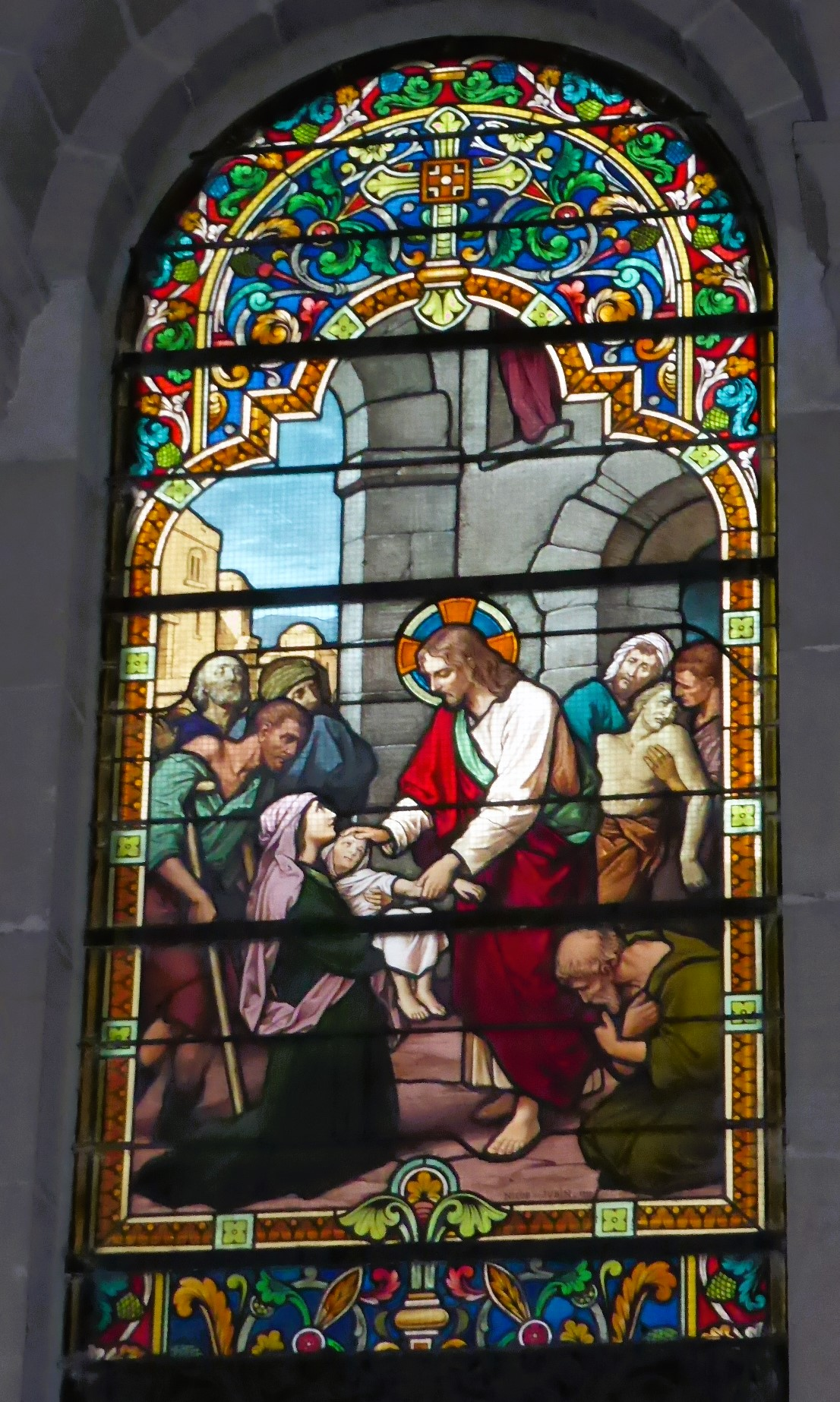
Jésus guérissant un enfant.
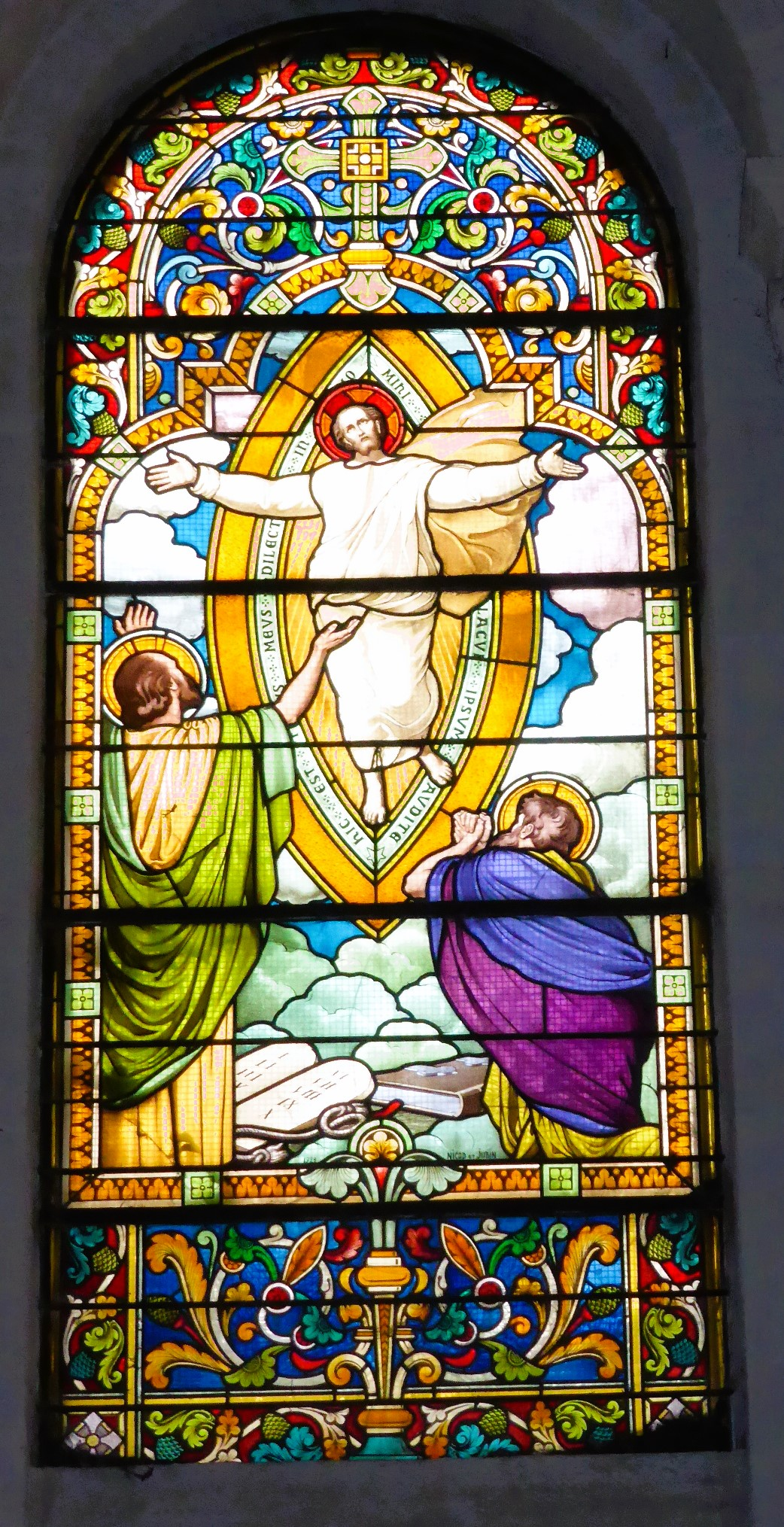
Transfiguration du Christ.
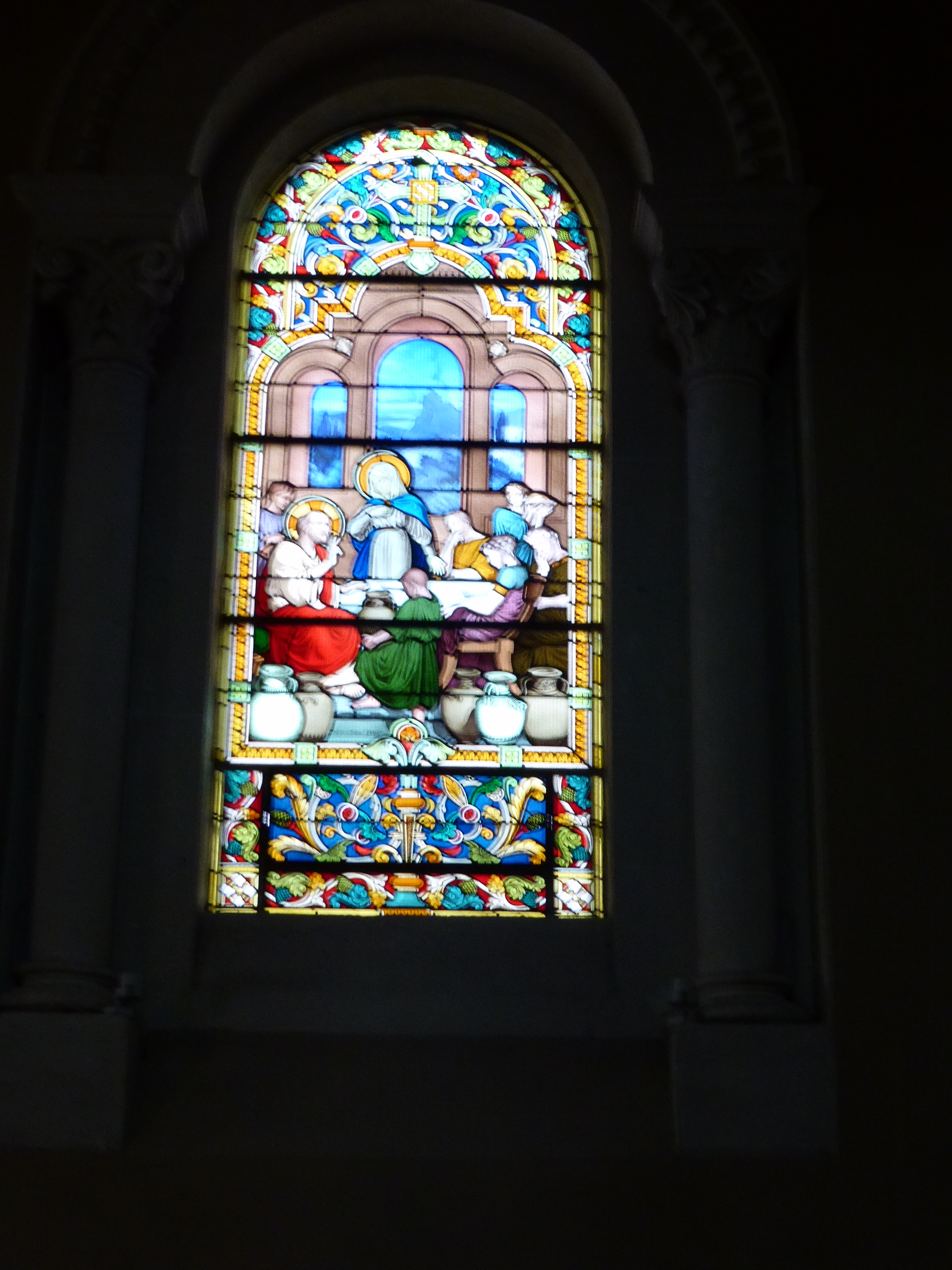
La Sainte Cène.
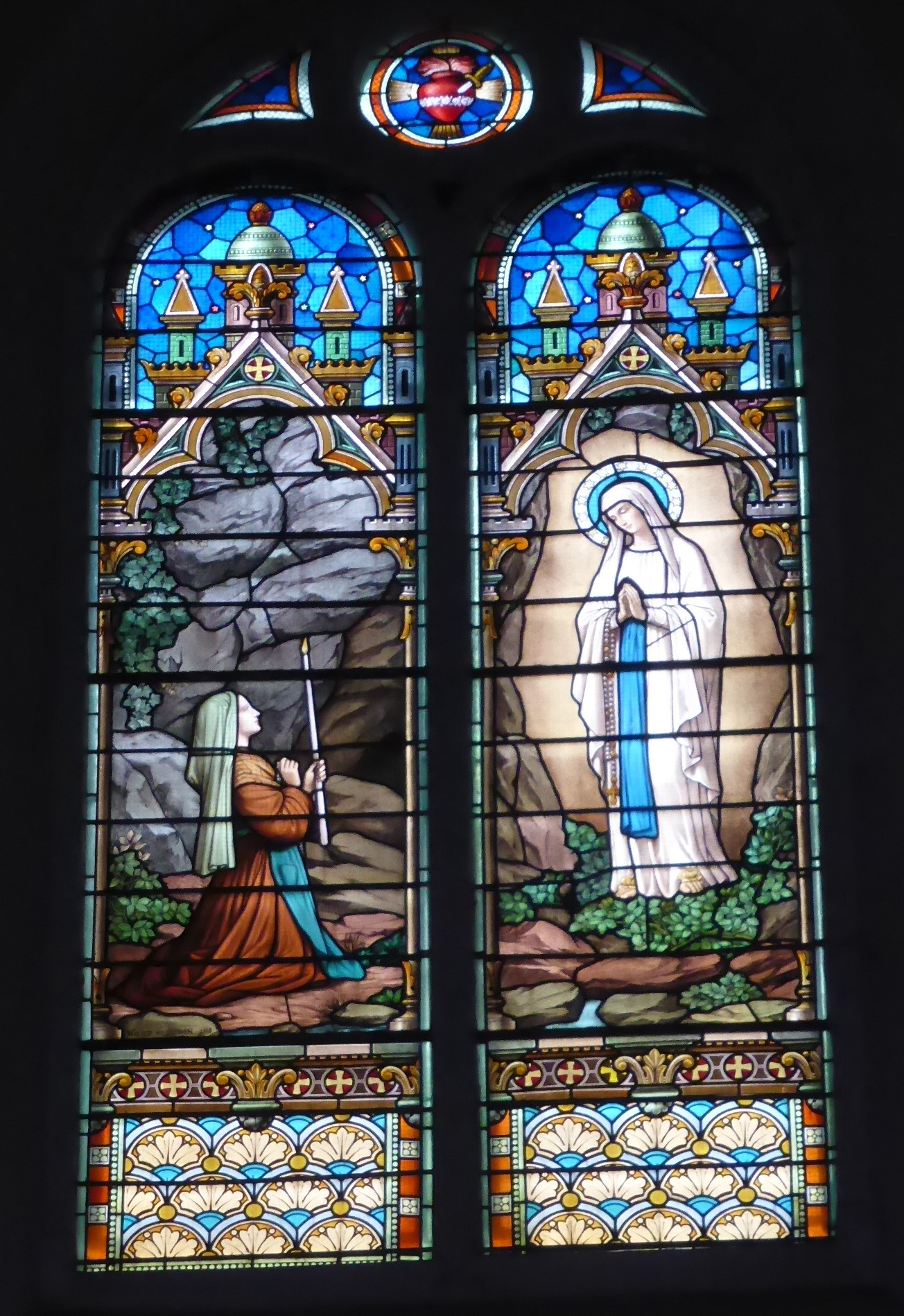
Vitrail de Lourdes.

##### Autres lieux de culte
Si l’église paroissiale, en position centrale, a toujours été et demeure le point de rassemblement de l’ensemble des fidèles, elle n’a pas été seule à assurer les services religieux. Mais il existe d’autres lieux de culte.
Comme il était de tradition, l’hôpital Sainte Eugénie a été doté d’une chapelle  mais sa fréquentation était réservée prioritairement à ses patients. Le clocher, comme incorporé dans son étroite façade n'en paraît que plus élancé avec sa flèche d'ardoise sommé d'une croix. La pierre de taille utilisée pour la construction disparait sous un blanc crépi. Le contraste n'en est que plus étonnant avec l'abside de couleur ocre dont les cinq pans sont éclairés d'étroites baies en plein cintre.
La chapelle de Lorette a une longue histoire qui débute au XVe siècle à proximité d’une source aux vertus curatives. Son nom, inspiré de celui de la localité italienne réputée  pour abriter la demeure de la Vierge, lui a été donné au XVIe siècle à l’occasion d’une reconstruction. Mais il fallut la démolir à deux reprises et l’édifice actuel dû à noble Benoît Renaud date de 1720. On imagine mal une plus de simplicité dans la façade de cet édifice de plan rectangulaire curieusement occidenté (à l’opposé de l’orient) : une simple porte en plein cintre, un tympan sommital surmonté d’une croix. Seule une vue latérale révèle plus de complexité.
La chapelle de Beaunant, dédiée à Notre-Dame, a également une longue histoire liée à un pèlerinage qui remonte au XIIIe siècle. Elle a été reconstruite en 1857 et élevée en 1862 au rang de paroisse, sans doute, vu sa situation, pour les fidèles venus des bas de Chaponost comme cela avait déjà été le cas dans le passé.
Mais en 1884 des modifications ont été apportées par les architectes associés Claudius Jamot et Carret. Le style néo-byzantin était alors à la mode, en parenté avec la basilique de Fourvière. Faute d’un entretien régulier, sa visite est interdite aujourd’hui et, à défaut de pouvoir apprécier ses richesses intérieures, il faut se contenter de vanter le soin apporté à sa construction. Le porche  comporte depuis l’origine trois arcs en plein cintre à claveaux bicolores (pierre et brique) appuyés sur deux colonnes. Mais le fronton initial a été surélevé en 1884 et agrémenté d’une enfilade de frêles colonnettes se détachant sur un fond de briques. Le campanile sommital en a été réhaussé d’autant. C’est à la même date qu’a été ajouté le transept avec ses deux absidioles semi-circulaires.

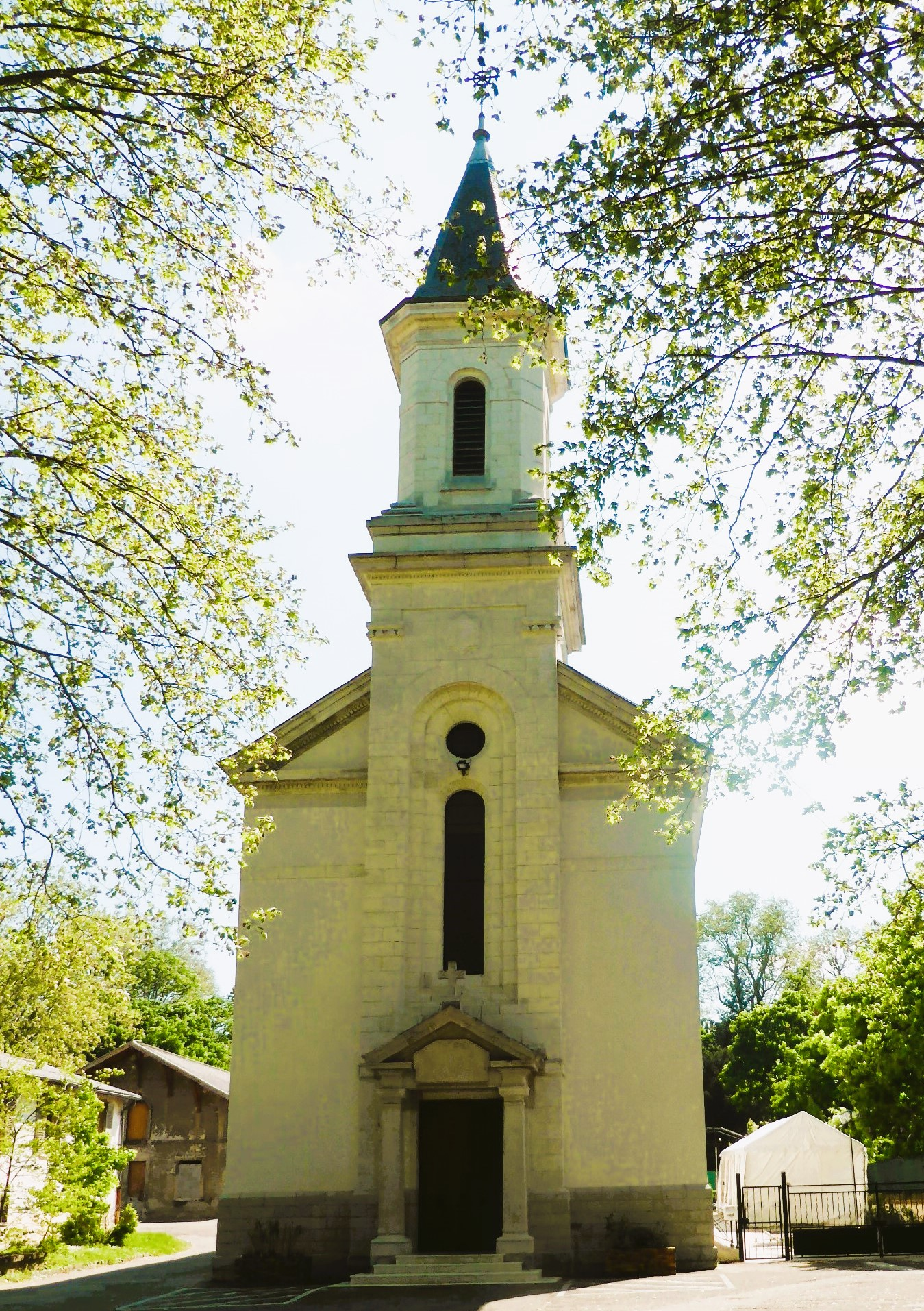
Chapelle de Sainte Eugénie.
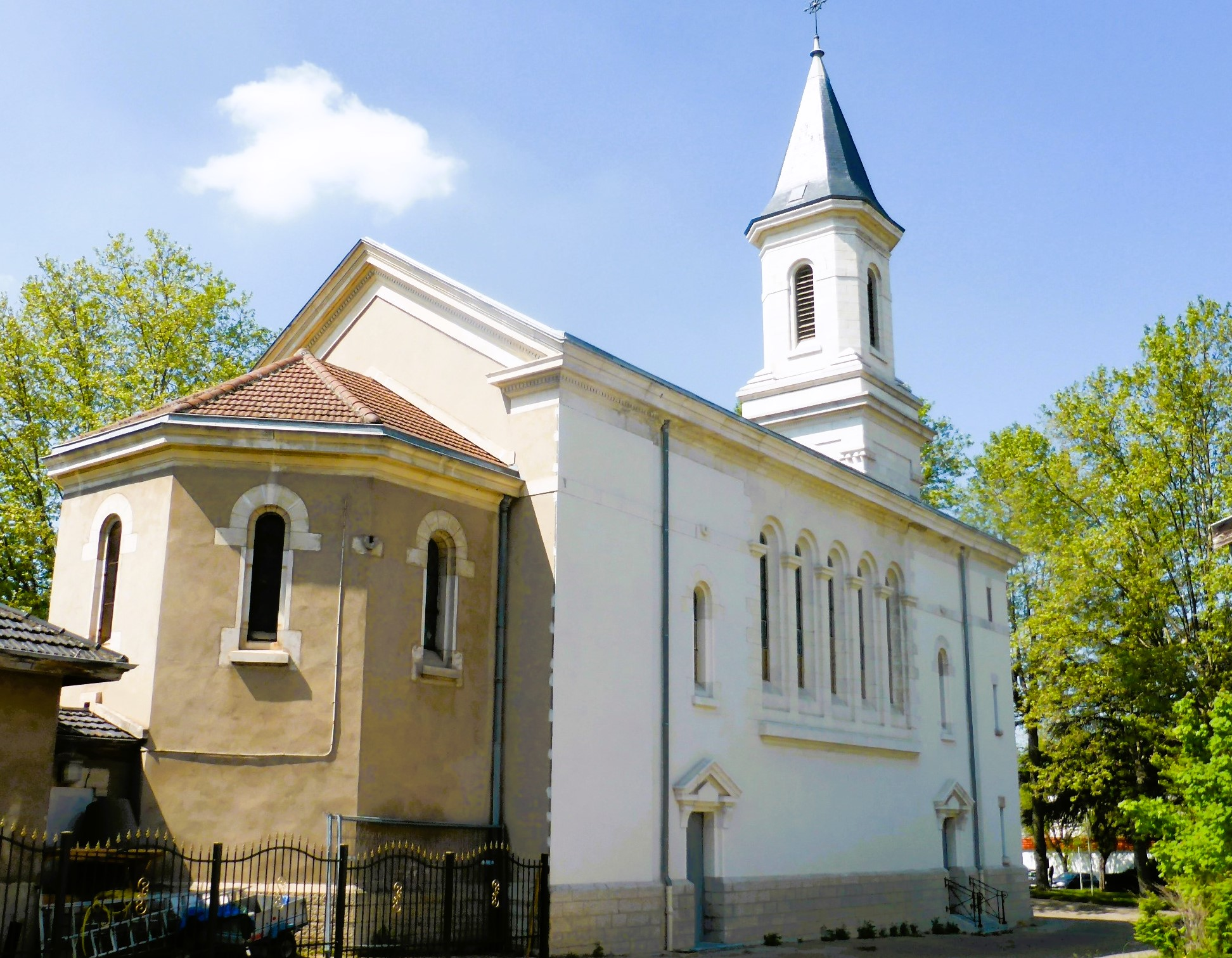
Chapelle de Sainte Eugénie.
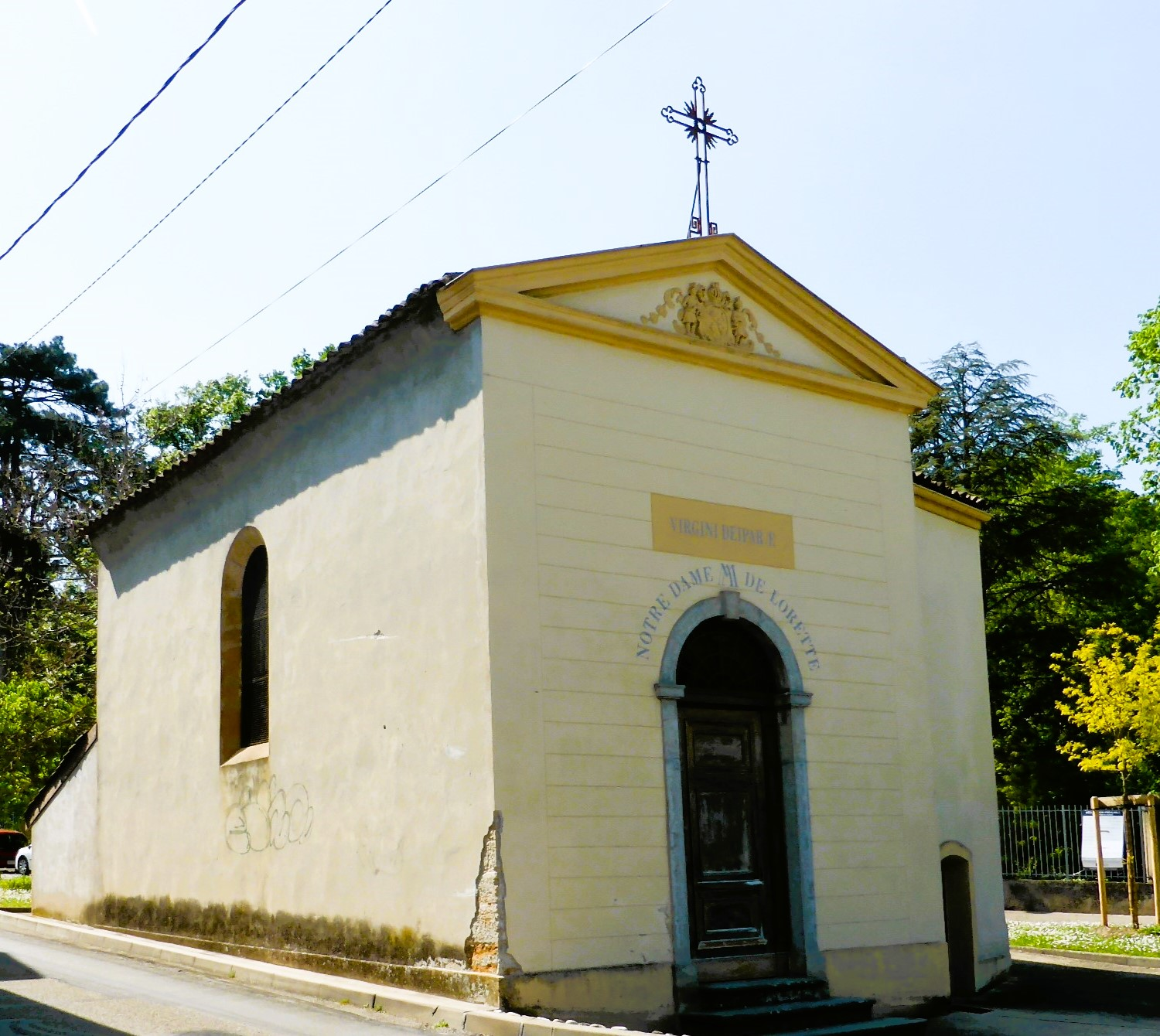
Notre-Dame de Lorette.
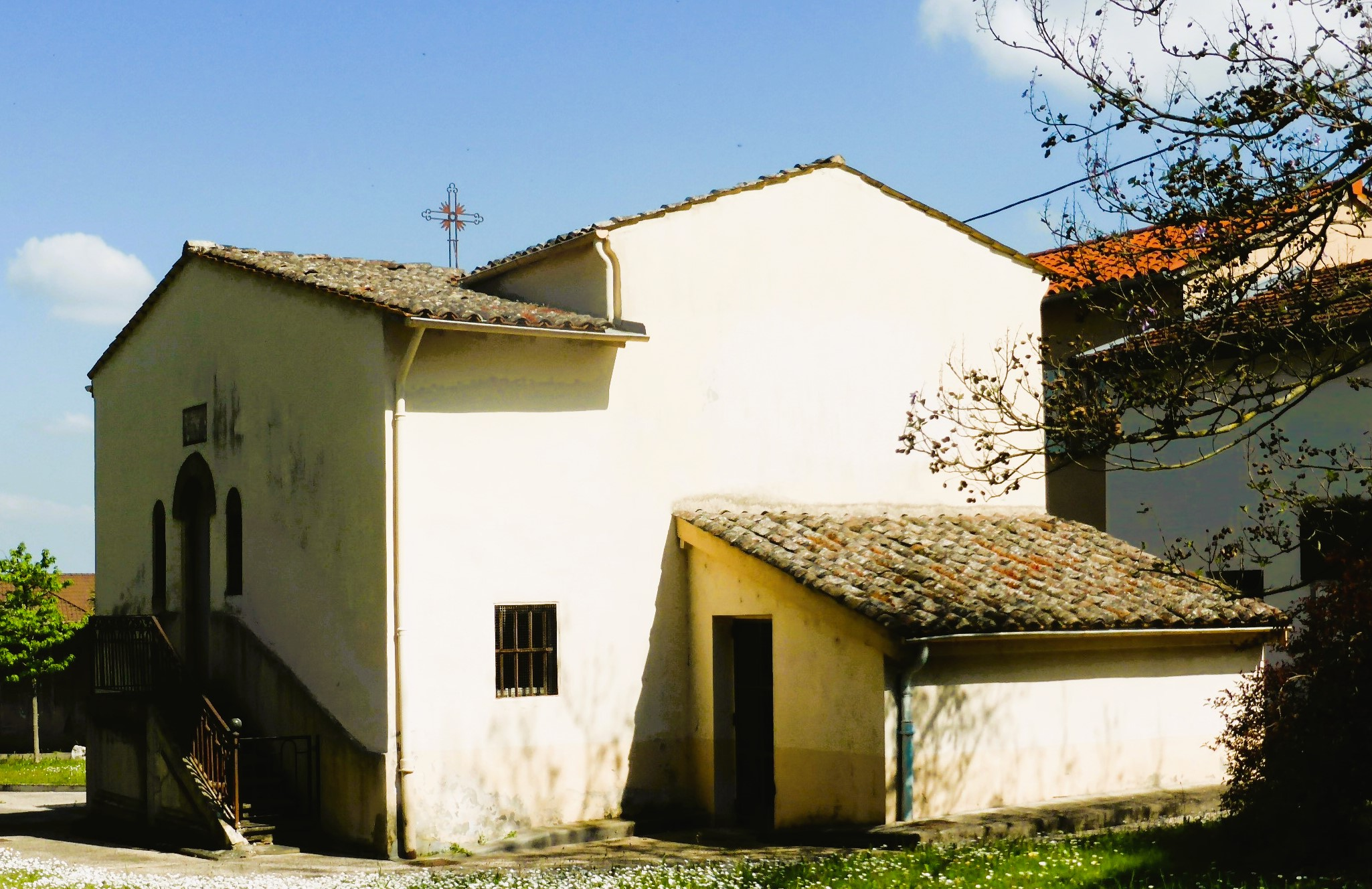
Notre-Dame de Lorette.
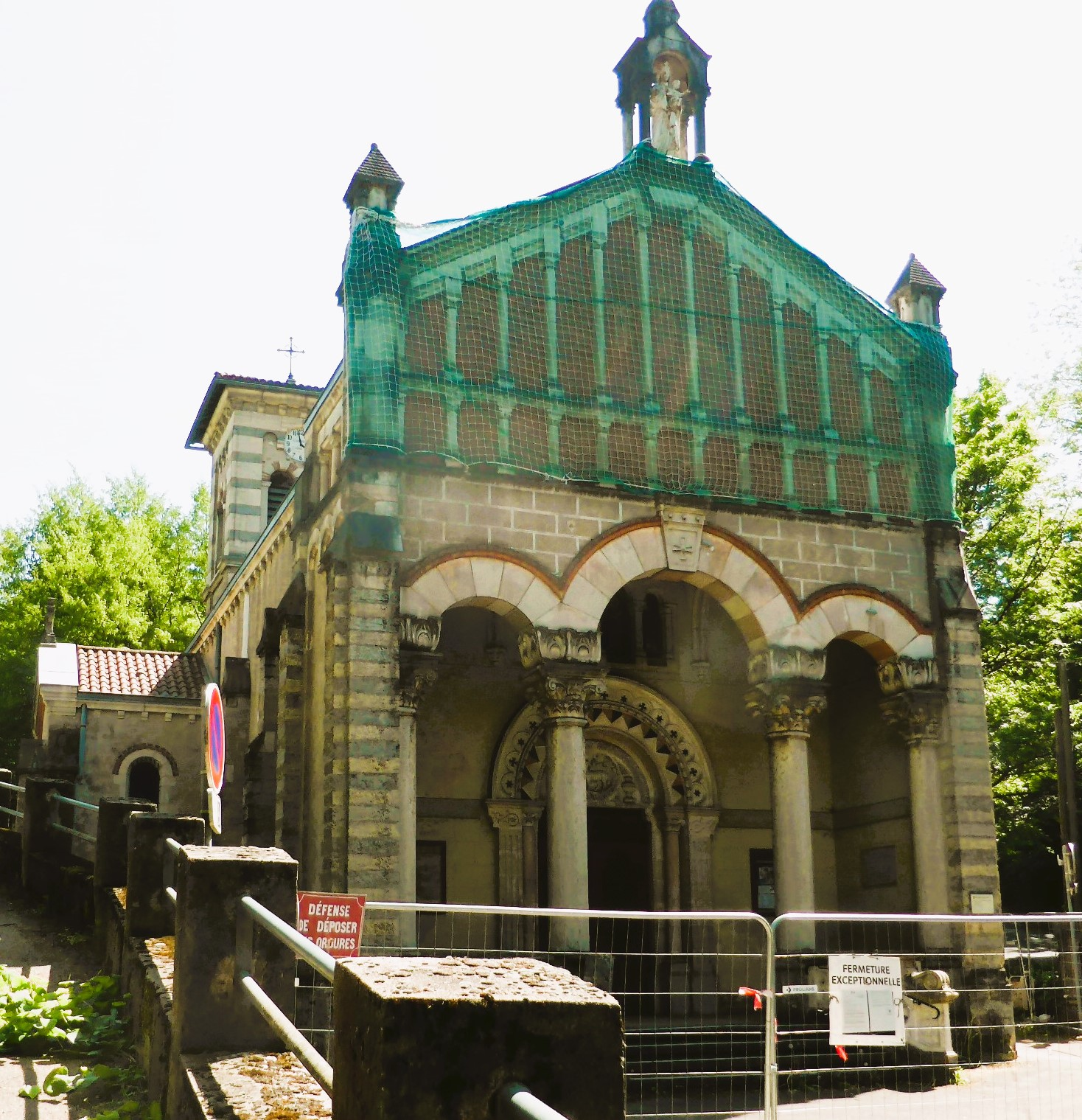
Chapelle de Beaunant de face.
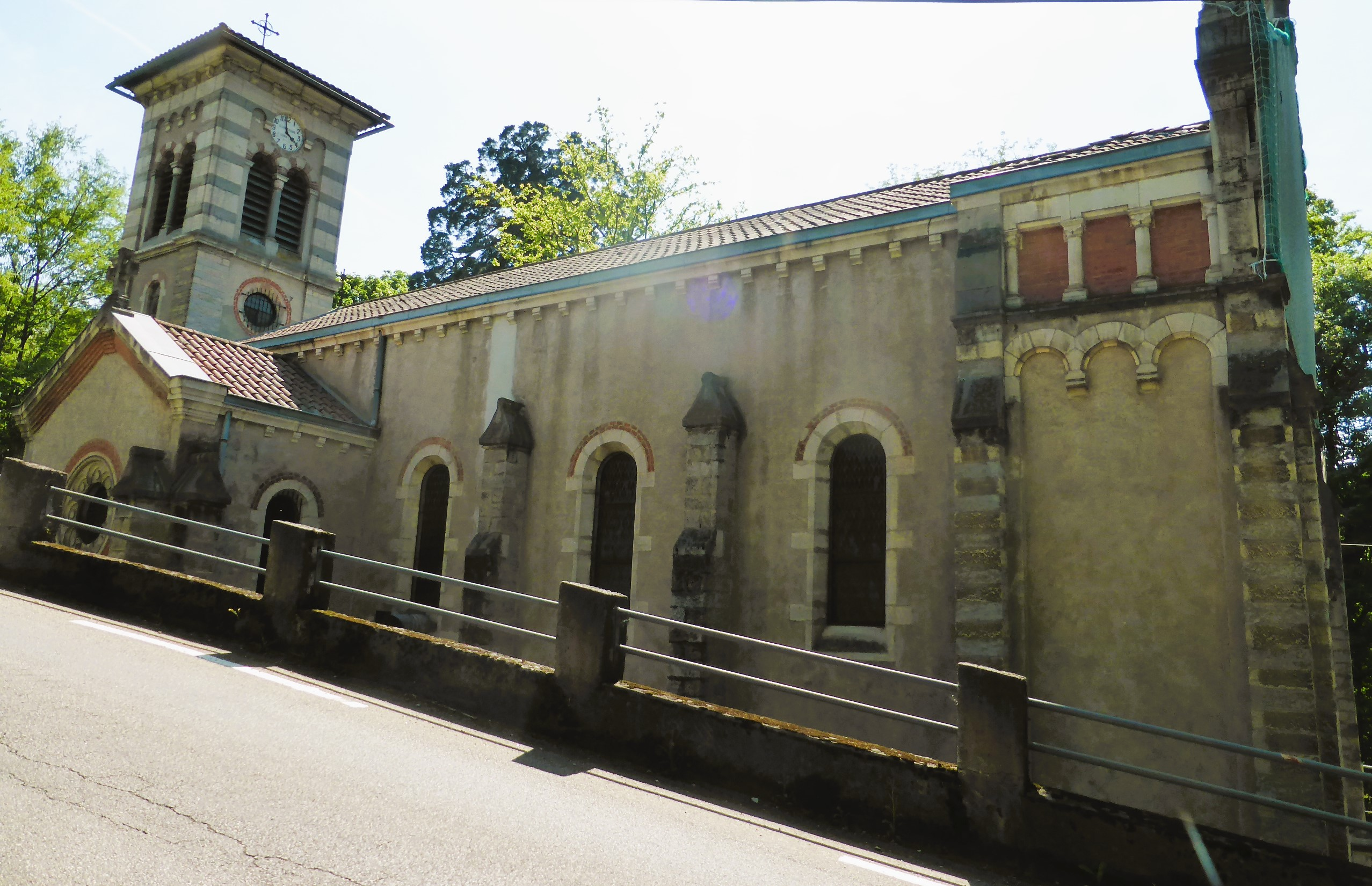
Chapelle de Beaunant côté sud.
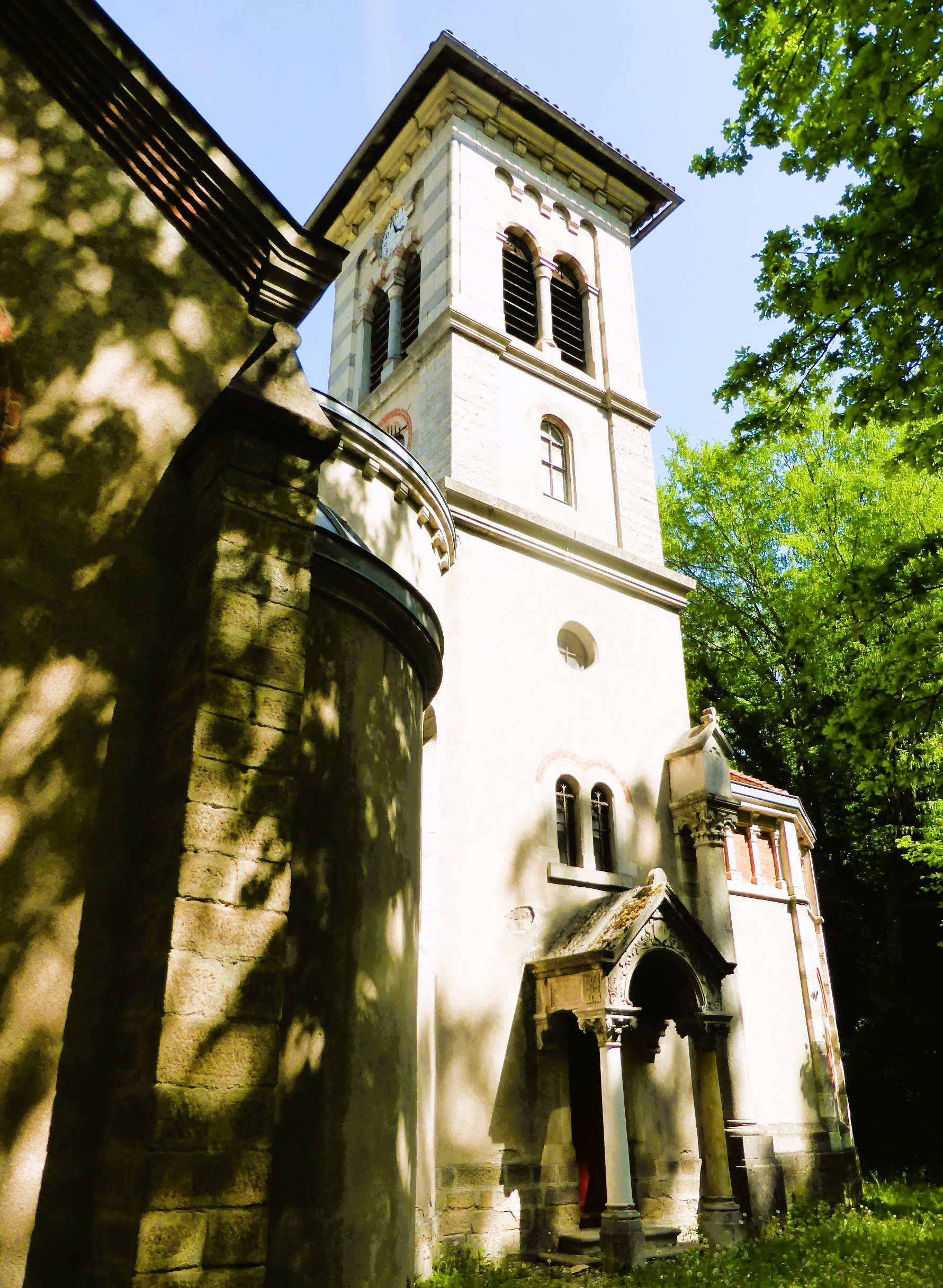
Clocher de Beaunant.
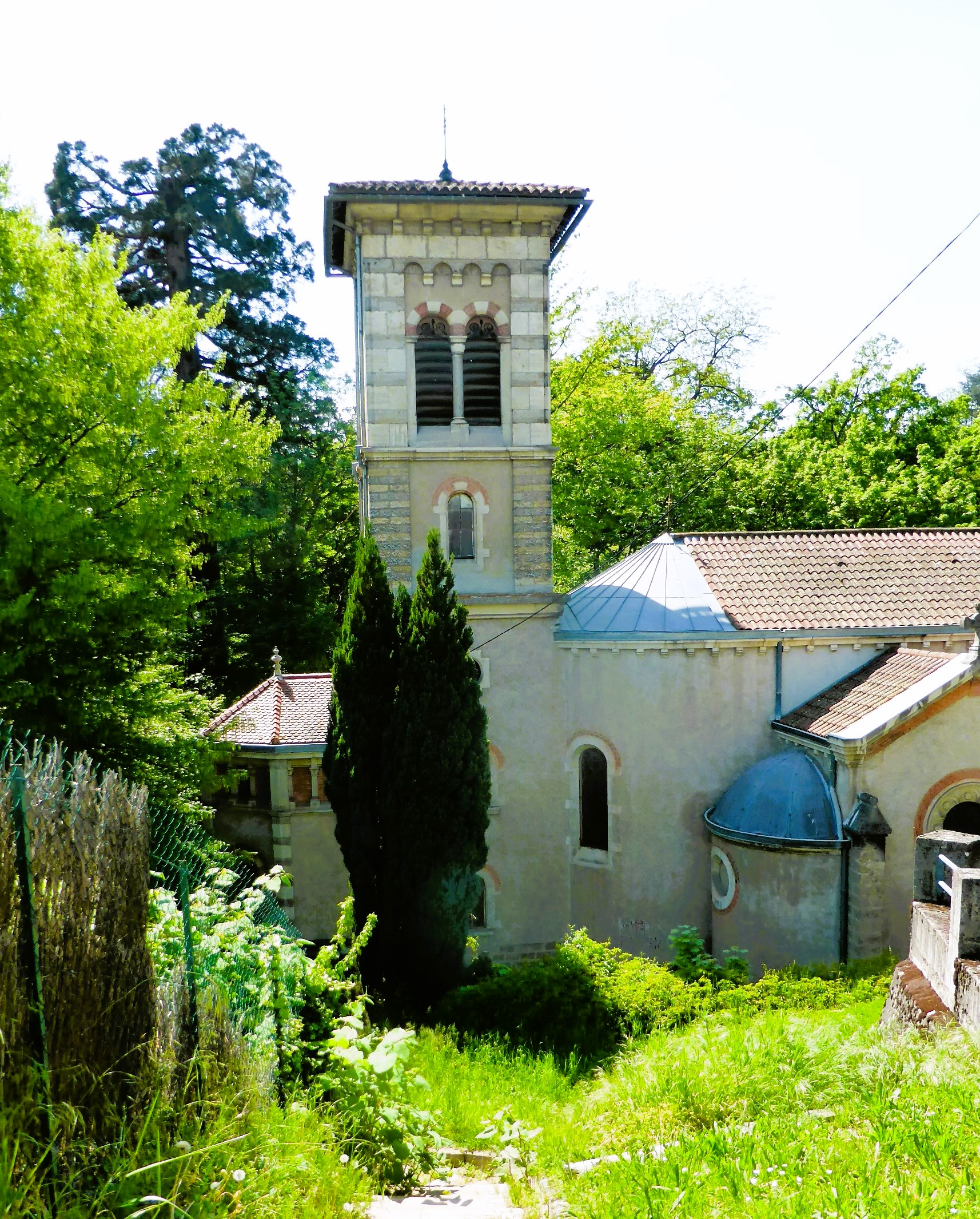
Chapelle de Beaunant clocher.

###### Croix de chemin
Des 10 croix répertoriées dans le pré-inventaire, pour la plupart dans le bourg et à proximité, six sont en fer. Celle érigée en plein centre en souvenir d’une mission de 1827 s’impose avec ses 4,4 mètres de hauteur. Les croix Louis et des Rameaux compensent leur modeste taille et leur frêle croisée par leurs hauts socles de pierre. En exemple de croix de pierre, celle de la Cassine compense sa faible taille de 0,60 mètres par sa robustesse. En dehors du classement du pré-inventaire il apparaît judicieux d’ajouter la croix des prêtres de la paroisse au cœur du cimetière. On devrait plutôt parler d’un monument car elle est érigée au-dessus du caveau où ils sont inhumés. Elle est en calcaire de Tournus. Le célèbre sculpteur Fabisch a mis tout son art dans la représentation du Christ supplicié.

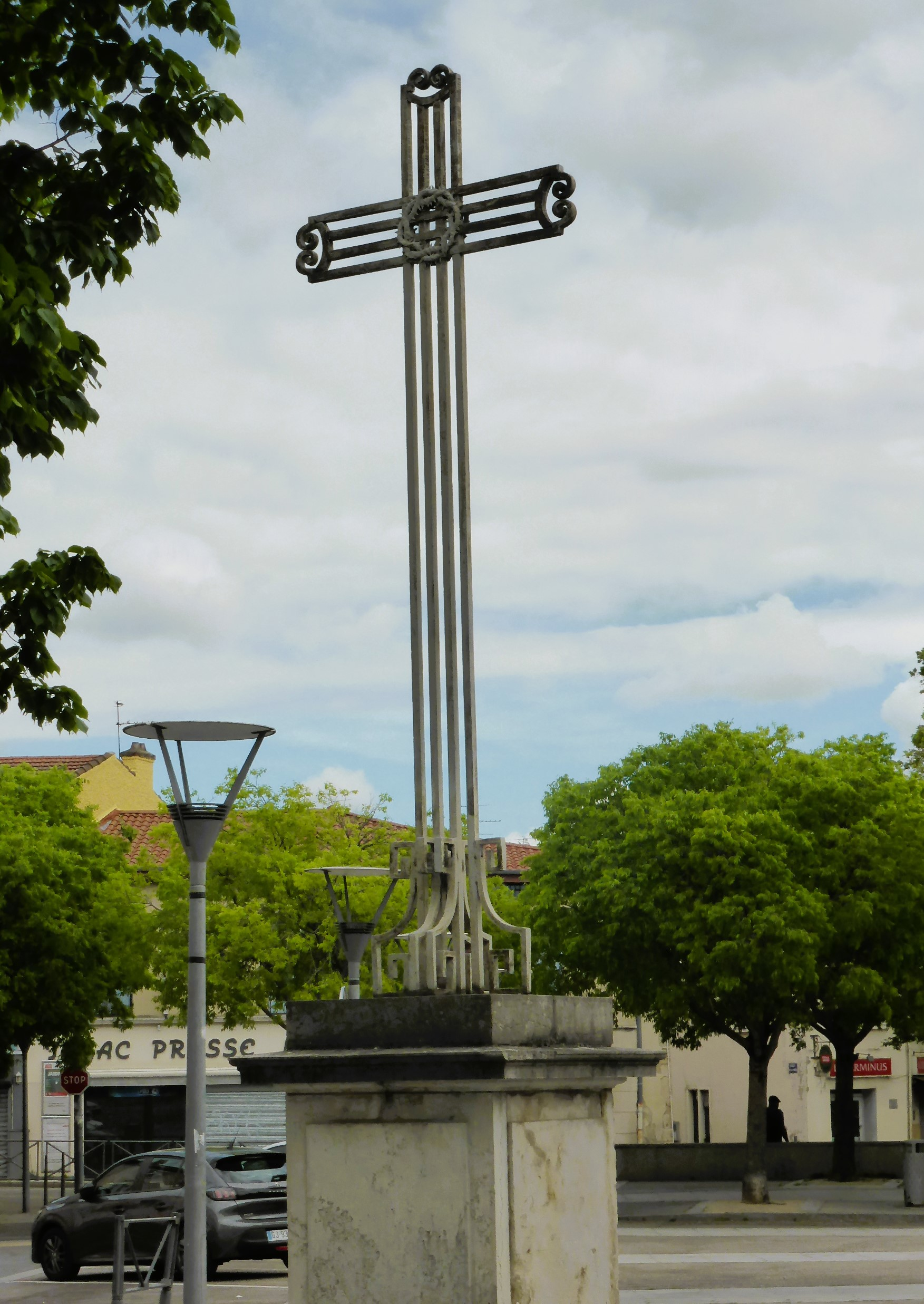
Croix de mission.
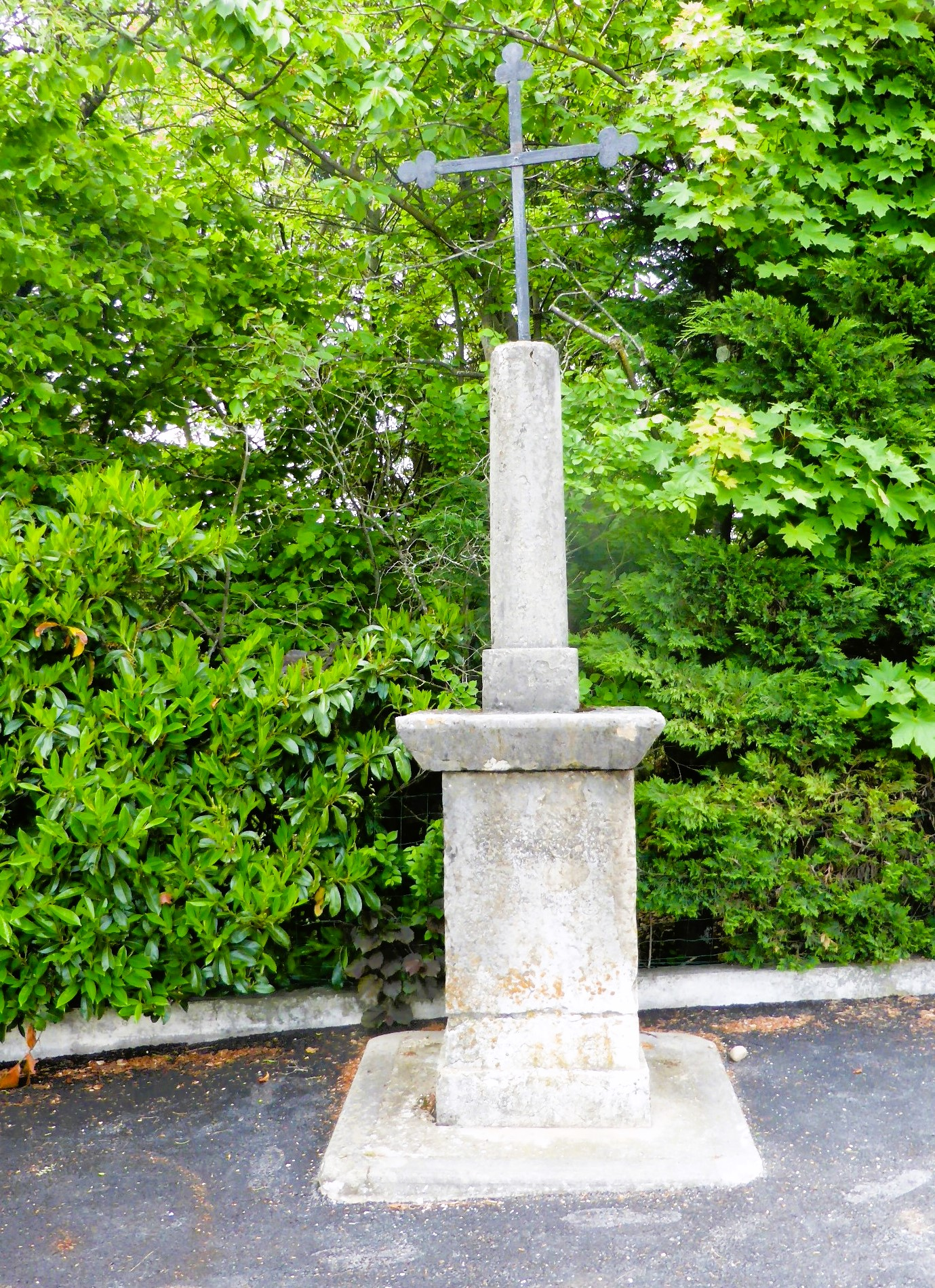
Croix Louis.
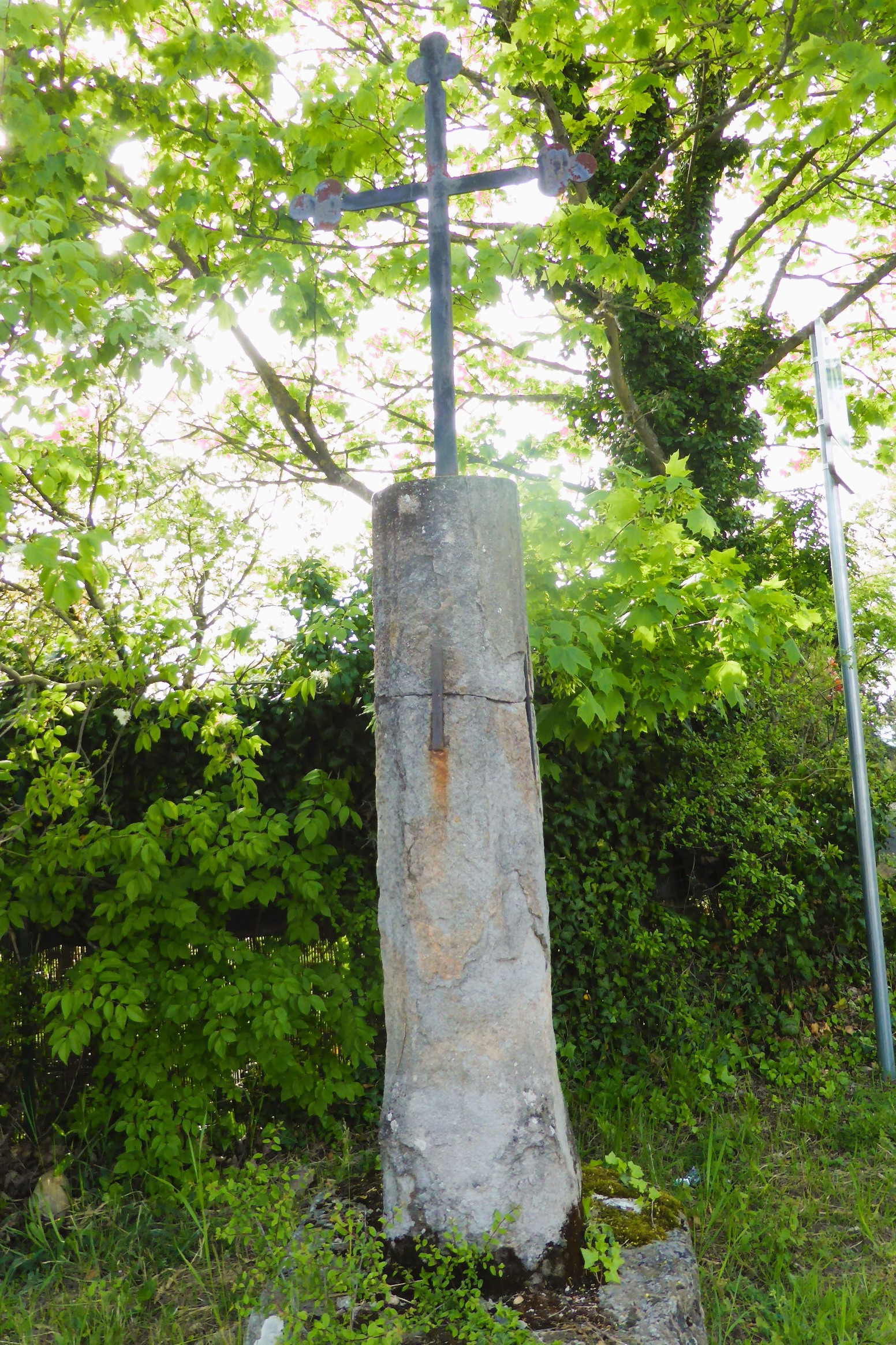
Croix des Rameaux.
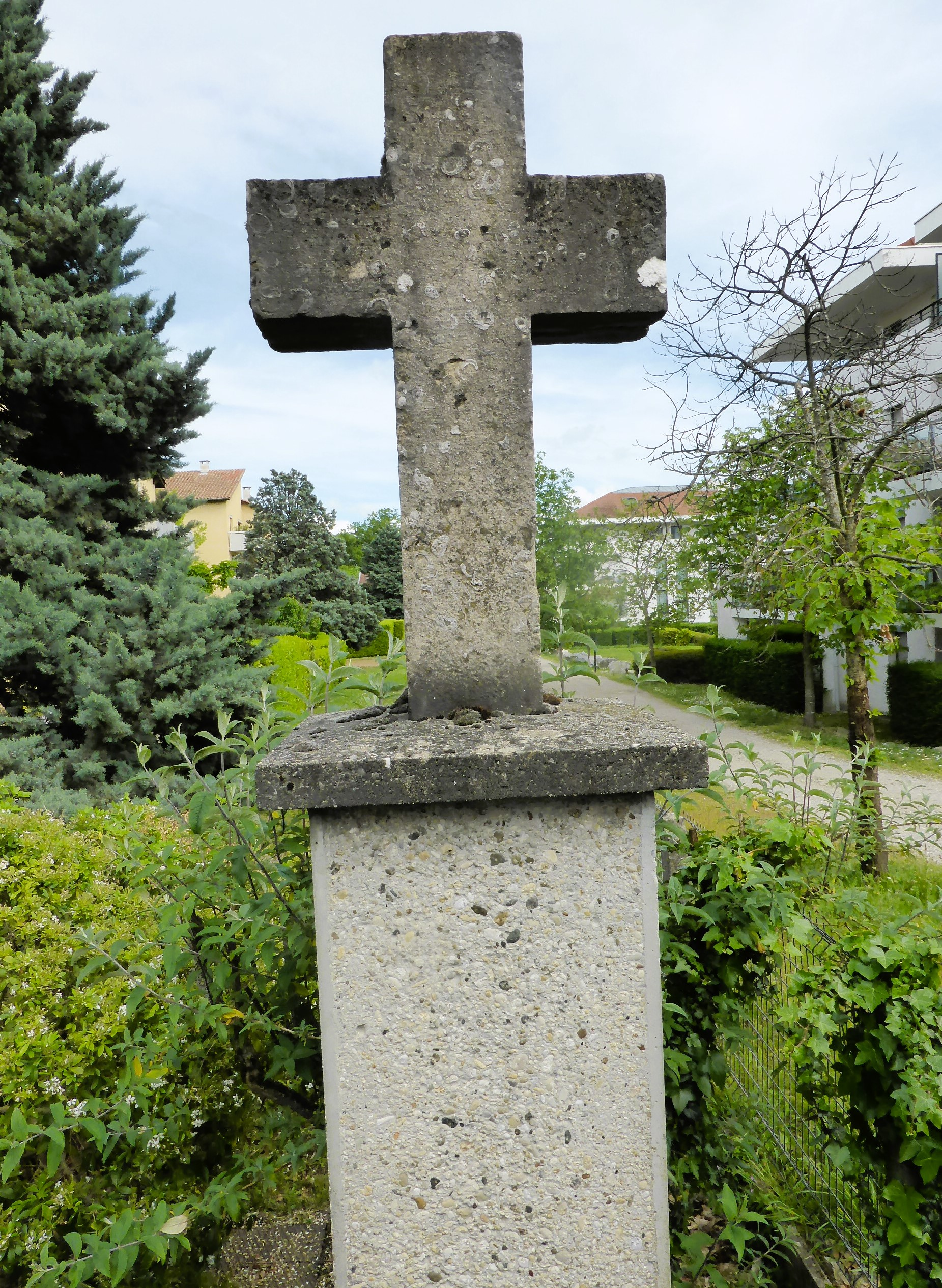
Croix de la Tassine.
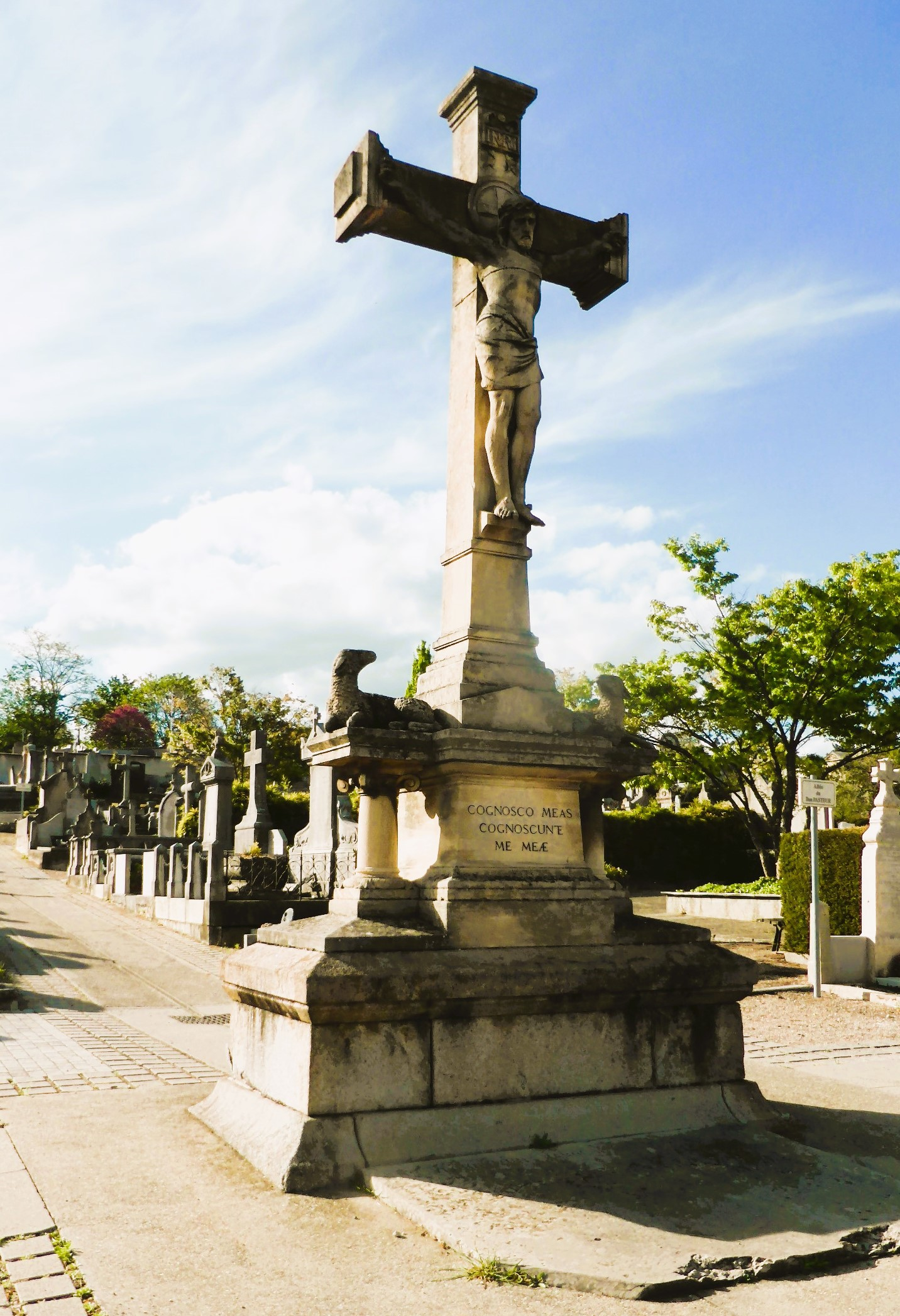
Croix des prêtres.

#### Des guerres très meurtrières
Les familles Saint-Genoises ont été durement éprouvées lors de la Première Guerre mondiale. La liste des soldats tombés au champ d’honneur remplit une stèle en pierre longue de 10 mètres érigée en 1922 à proximité de la mairie. Au centre la Victoire couronnée de lauriers déploie ses ailes.
A ce triste sort, commun à la plupart des communes de France s’ajoute une singularité propre à  Saint-Genis-Laval. Le nombre des hommes victimes des deux guerres mondiales qui y ont leur sépulture s’explique par des considérations sans rapport avec les conditions locales. Au cimetière, dans un imposant mausolée de 8 mètres de long reposent les dépouilles de 911 soldats. Les hôpitaux de la commune avaient, en effet, accueilli loin du front les blessés dont un grand nombre ne devait pas survivre malgré les soins qui leur étaient prodigués. Plus étonnante encore est la présence d’un monument en forme d’obélisque à la mémoire des « soldats serbes morts pour la France en 1914-18 ». Il faut se rappeler que la Serbie luttait aux côtés des pays de l’Alliance. Elle avait été envahie par les troupes de l’empire austro-hongrois dès le début du conflit et après leur déroute bon nombre de ces combattants s’étaient repliés sur le front occidental aux côtés des poilus.
S’agissant de la Seconde Guerre mondiale, après le débarquement des troupes alliées en Provence le 15 août 1944 les Saint-Genois s’attendaient à une libération sans histoire. La commune a pourtant été le théâtre de la plus sombre des tragédies. A la veille de leurs retraite, les Allemands, sous le commandement du fameux Klaus Barbie, se sont livrés à l’exécution des détenus de la prison militaire lyonnaise de Montluc de la manière la plus expéditive. Après 109 fusillades sur l’aérodrome militaire de Bron, le 20 août un convoi a amené 120 résistants jusqu’au fort de Côte Lorette où ils ont pu être massacrés avec plus de discrétion entre 9 et 10 heures du matin. L’identification des corps a été rendue difficile car arrosés d’essence, ils ont été brûlés. Ils ont d’abord été enterrés dans le cimetière de la ville mais 88 d’entre eux ont été transférés en septembre 1947 dans le tombeau monumental qui jouxte le fort. On y accède depuis le centre-ville par la rue des Martyrs.

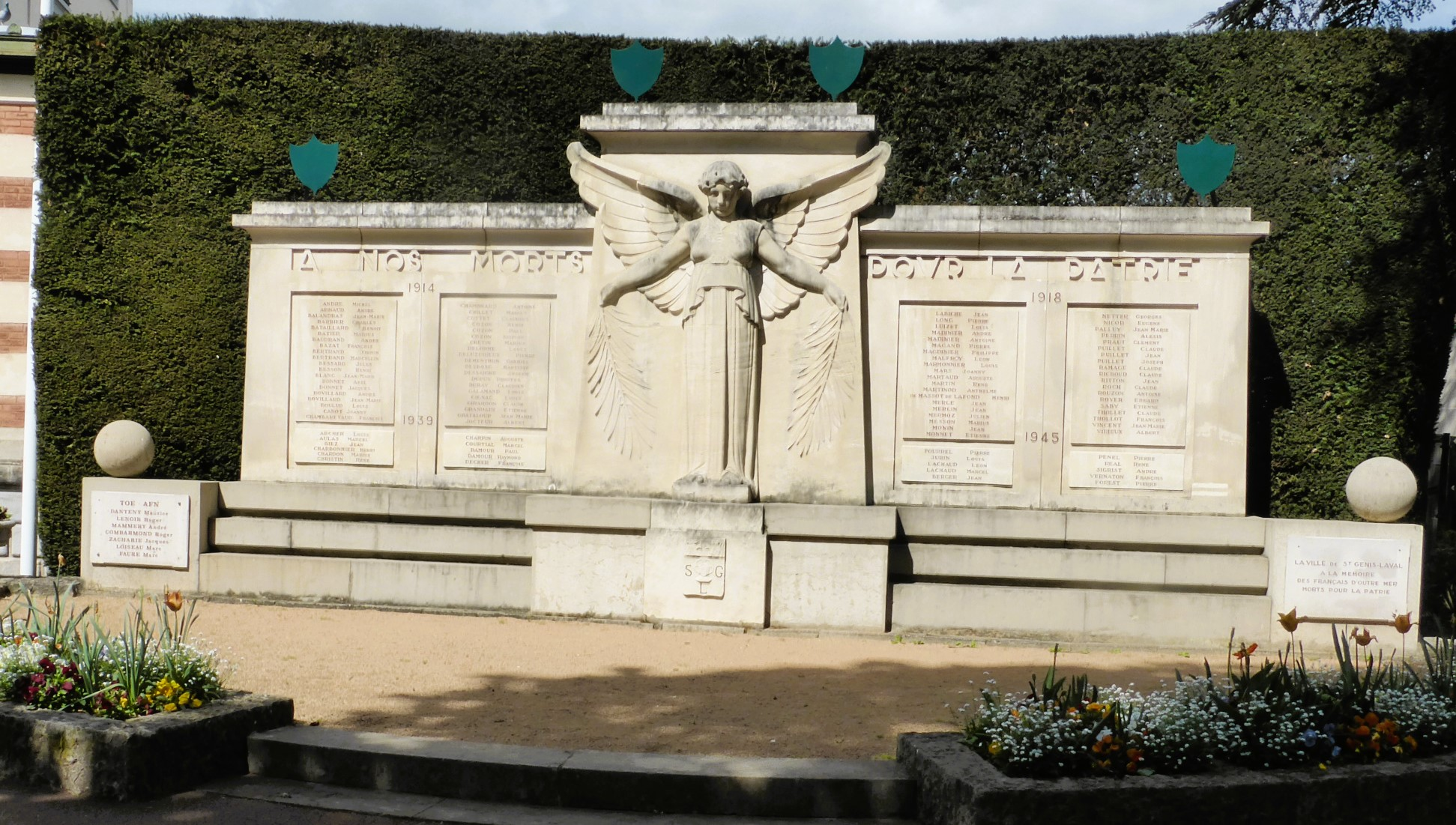
Monument aux morts de 1914-18.
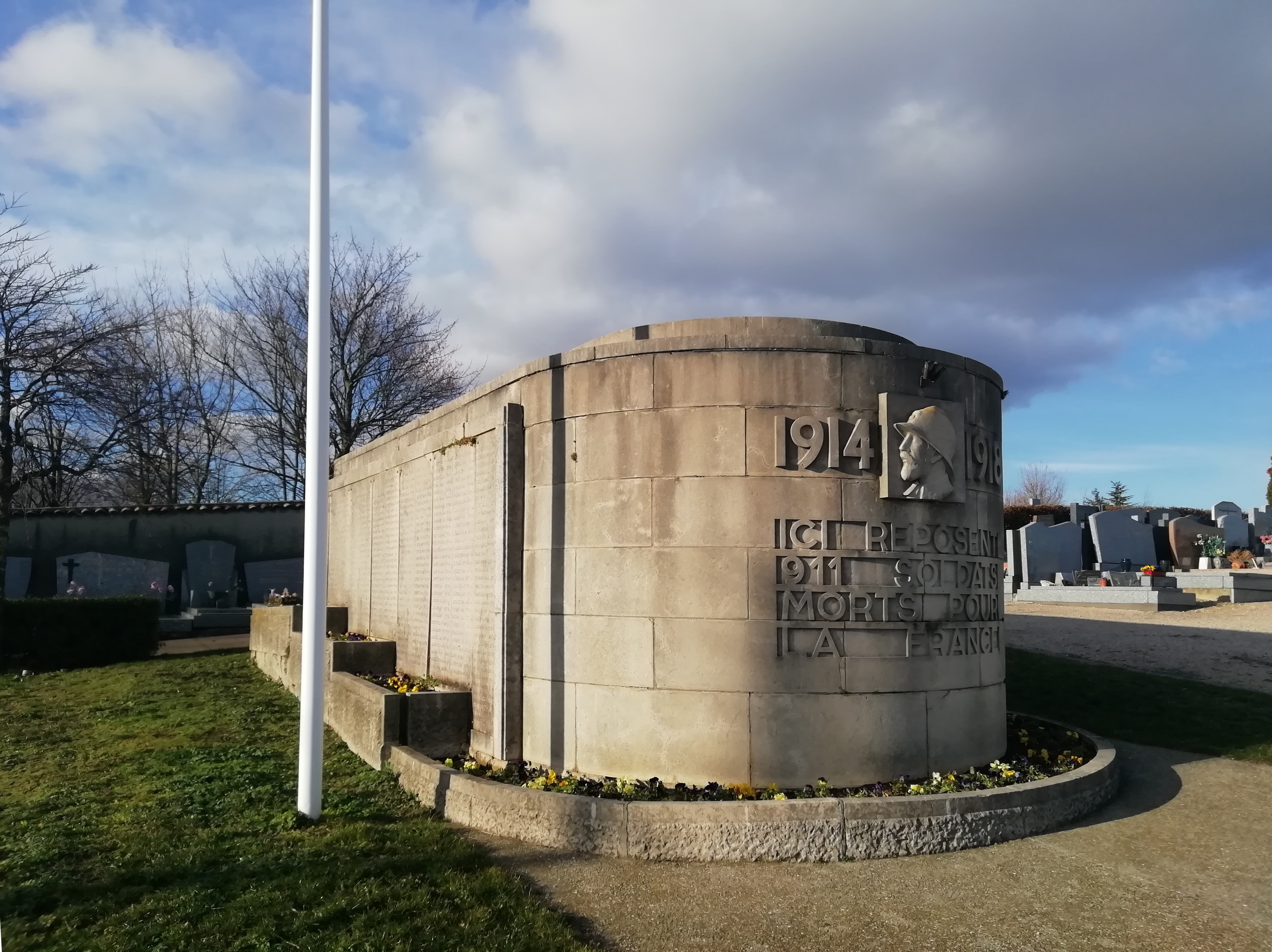
Mausolée aux morts de 1914-18.
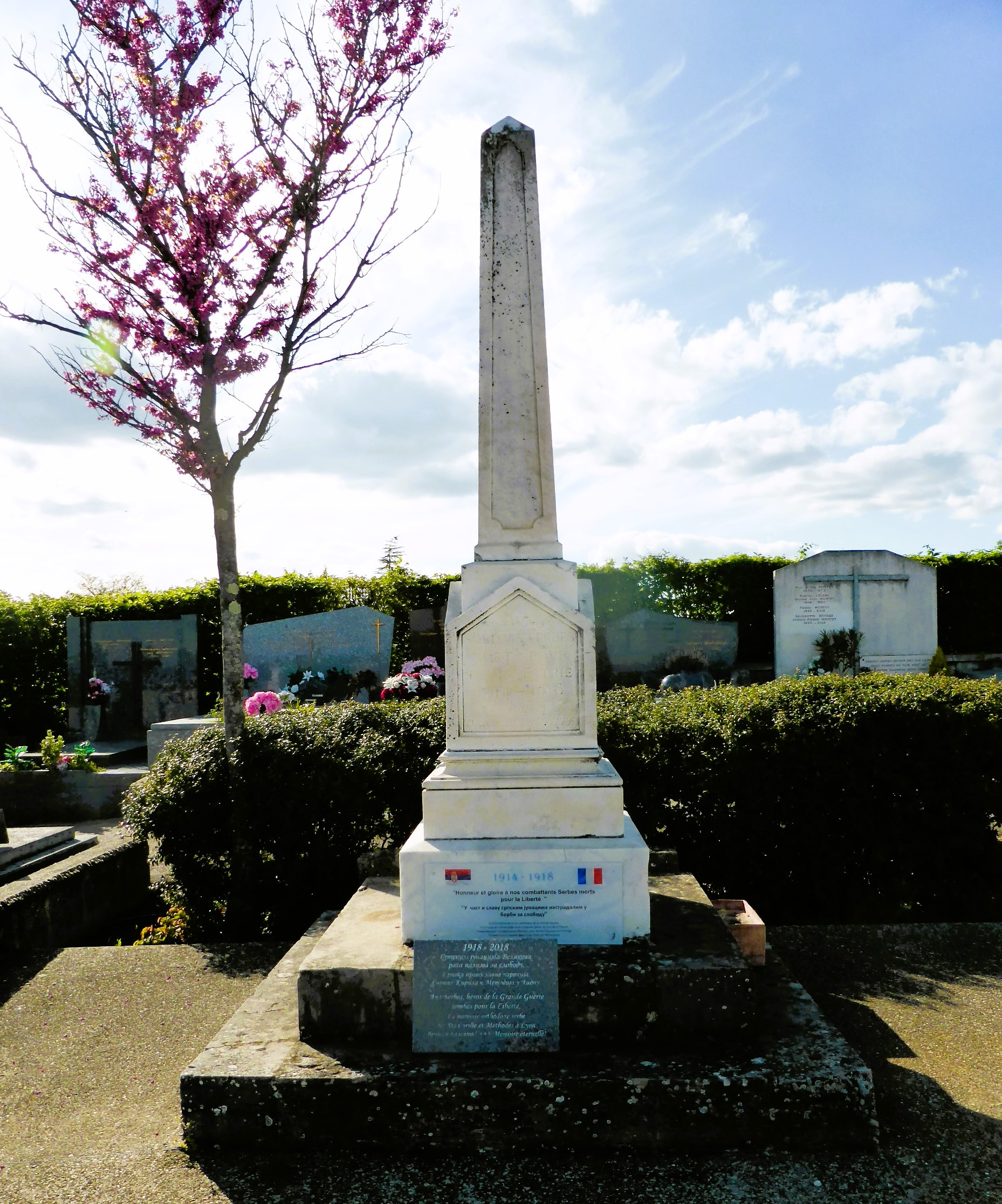
Stèle des Serbes.
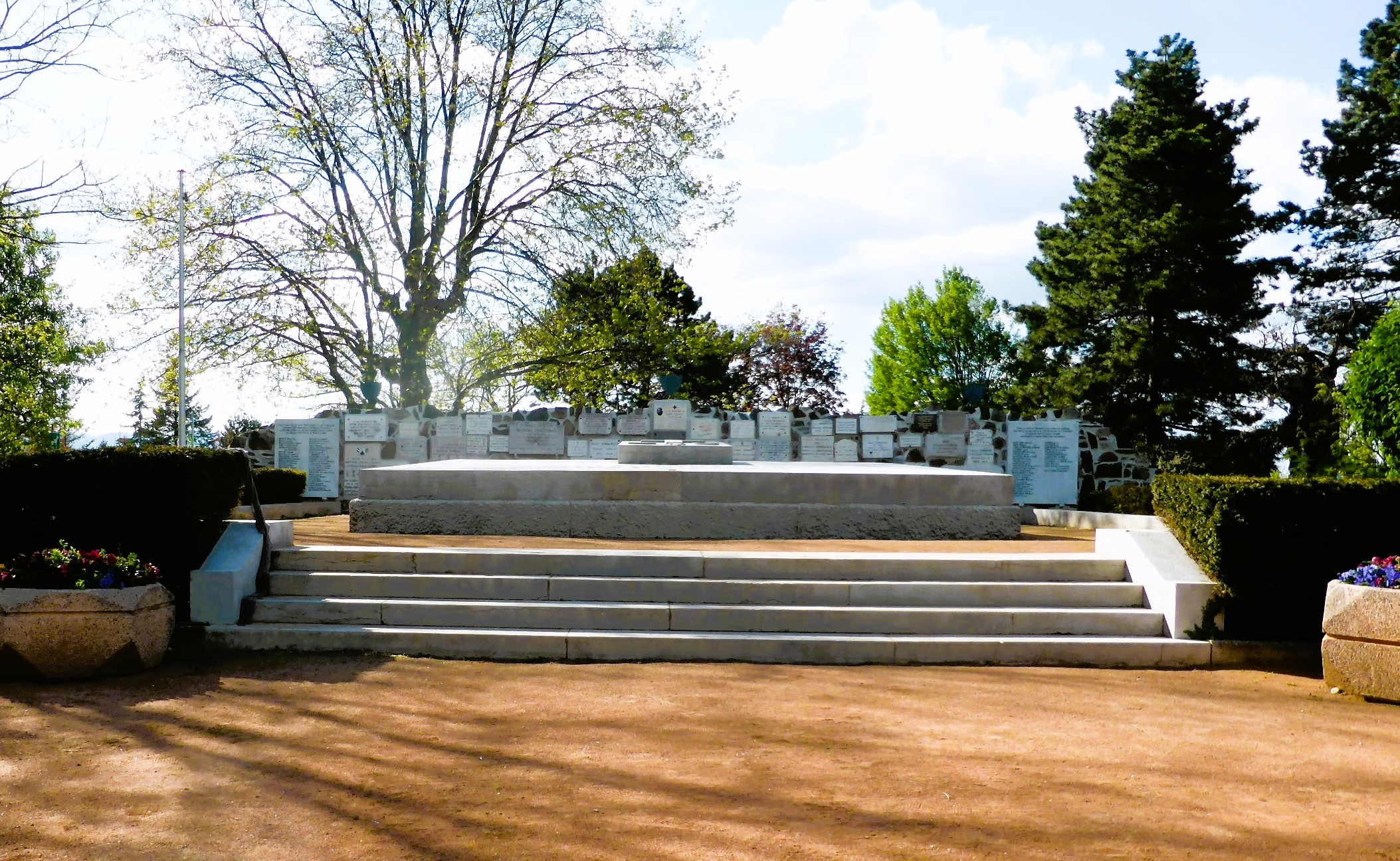
Memorial aux martyrs du fort de Côte-Lorette.

## Politique et administration

### Instances de démocratie participative

#### Conseil d'enfants
C’est en 2004 que la ville de Saint-Genis-Laval a mis en place un conseil municipal des enfants. Composé de trente-trois jeunes de CM1 et CM2 choisis dans leurs classes et par leurs camarades, ce conseil est élu pour deux ans.
Lors de la séance plénière annuelle, les conseillers enfants échangent sur leur expérience et leur rôle au sein des commissions thématiques, dans lesquelles, ils ont eu la possibilité de s'exprimer et de réaliser les actions qu'ils ont décidé ensemble. Par exemple, la commission environnement a participé activement au grand projet nature et plus précisément à la plantation des haies bocagères, sur le plateau des Hautes-Barolles. L'inauguration a eu lieu le mercredi 2 juin 2010 à 17 h au Fort de Côte Lorette. La commission Solidarité Citoyenneté, fidèle à ses animations inter générationnelles, a rencontré les résidents des FLPA.
La commission Aménagement Sécurité s'est intéressée à la sécurité aux abords des écoles. En partenariat avec les parents d'élèves, ils ont mené une action de sensibilisation auprès des conducteurs, sur le secteur de l'école Paul Frantz.

## Équipements et services publics
Dans le cœur historique restent toujours concentrés les organismes de direction. La mairie a été déplacée en 1977 de la villa Chapuis où elle était installée depuis 1937 dans les locaux de l’ancien couvent des Récollets. La police municipale n’est pas très loin dans la rue Pierre Fourel. Sont également logés dans ce centre des lieux de fréquentation quotidienne comme la poste transférée à la même date de 1977 et agrandie en 1981 ou l’imposante  médiathèque. L’animation culturelle est assurée par le théâtre de la Mouche. En revanche, la gendarmerie dont les interventions sont fréquemment hors des limites de la commune s’accommode d’une localisation plus banale dans le quartier des Barolles.

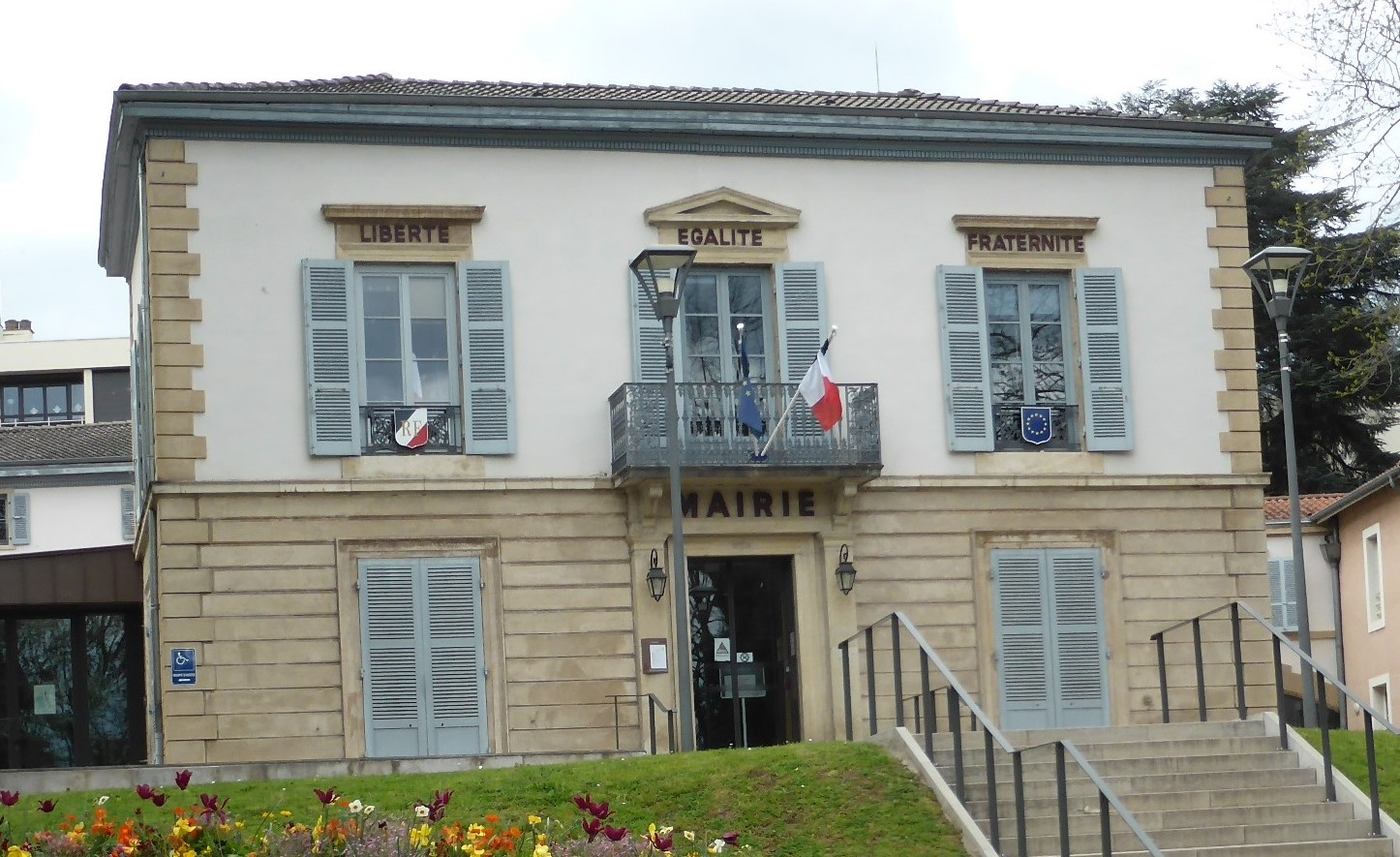
Mairie.
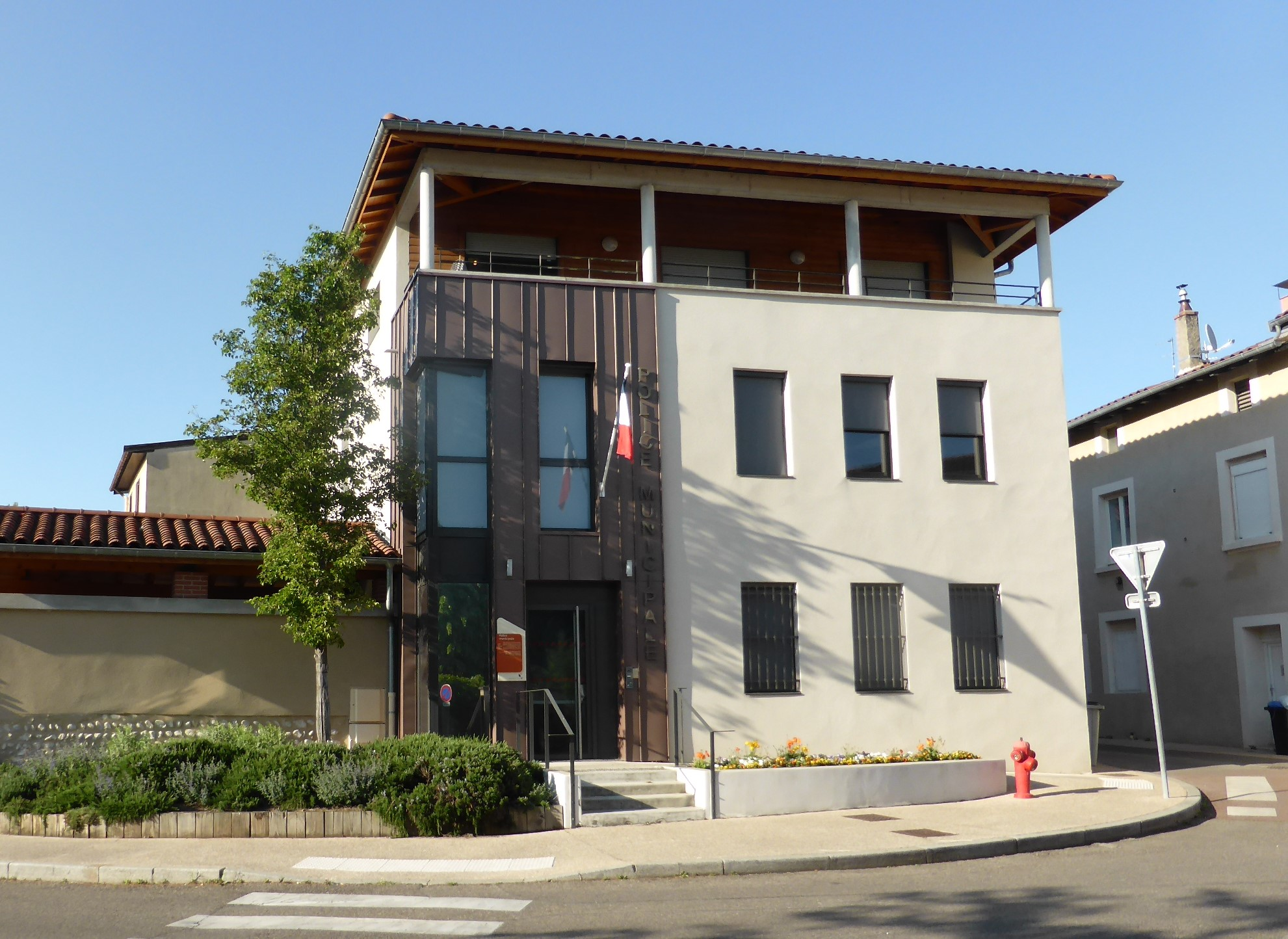
Police municipale.
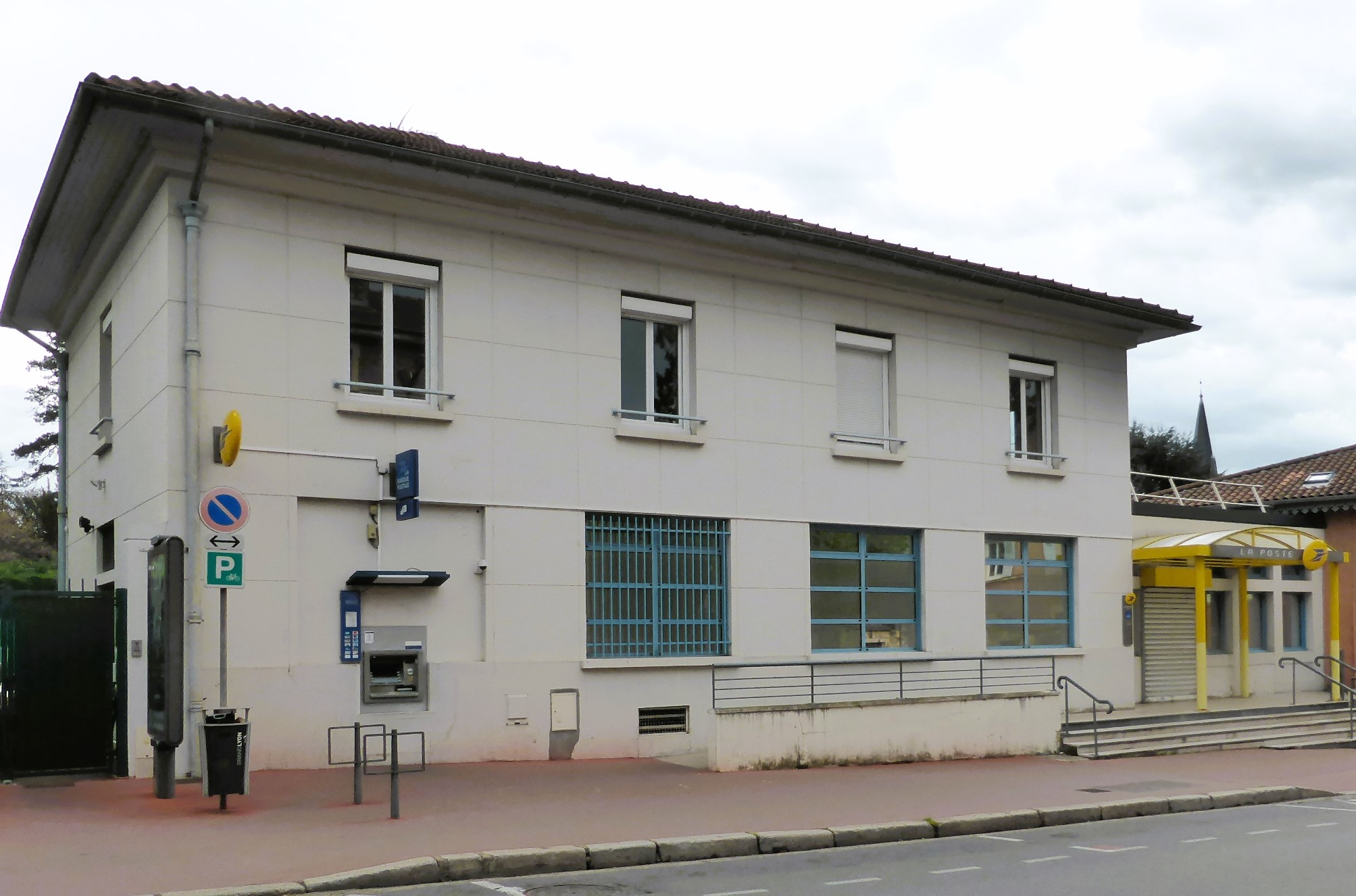
Poste.
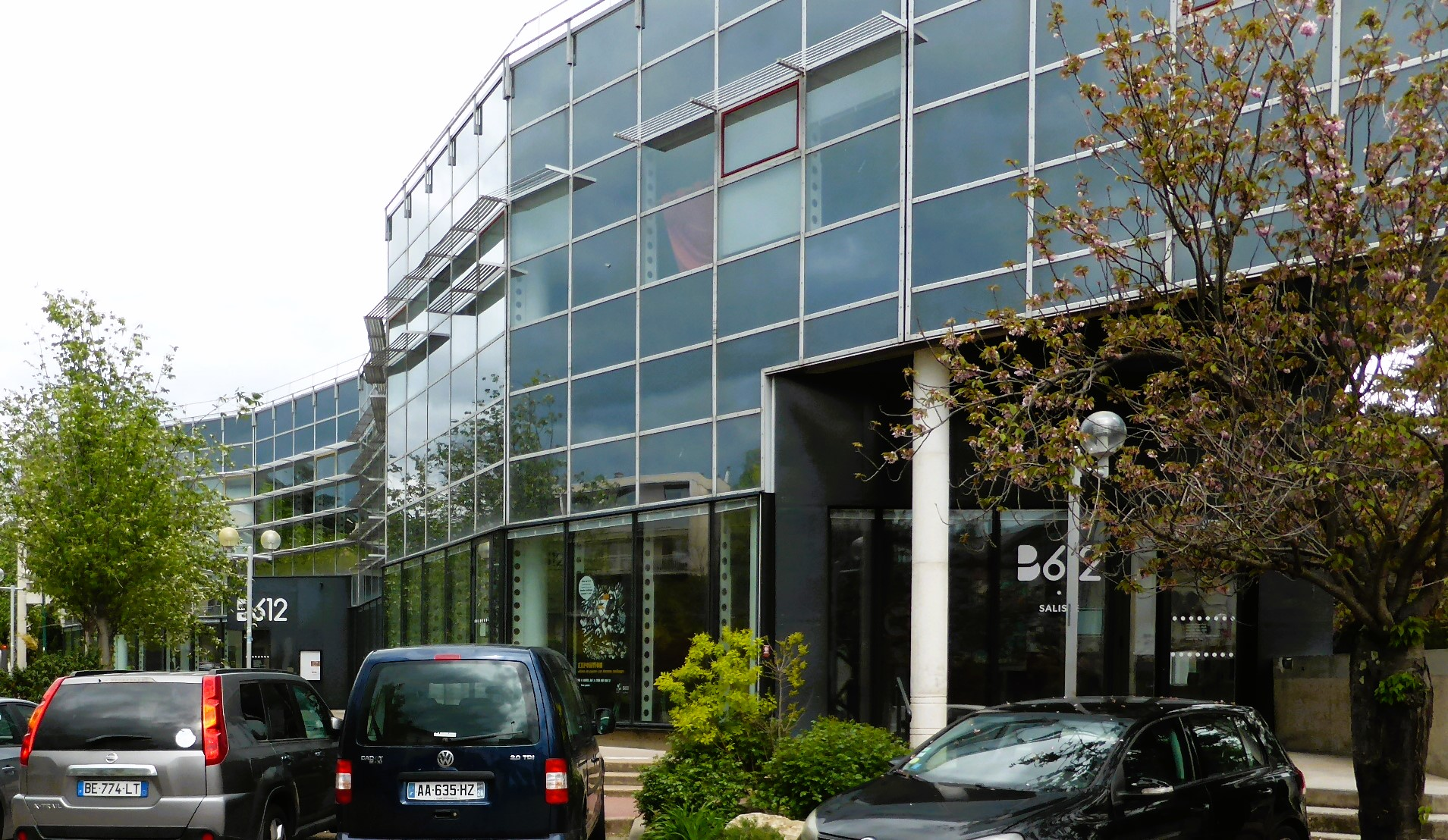
Médiathèque.
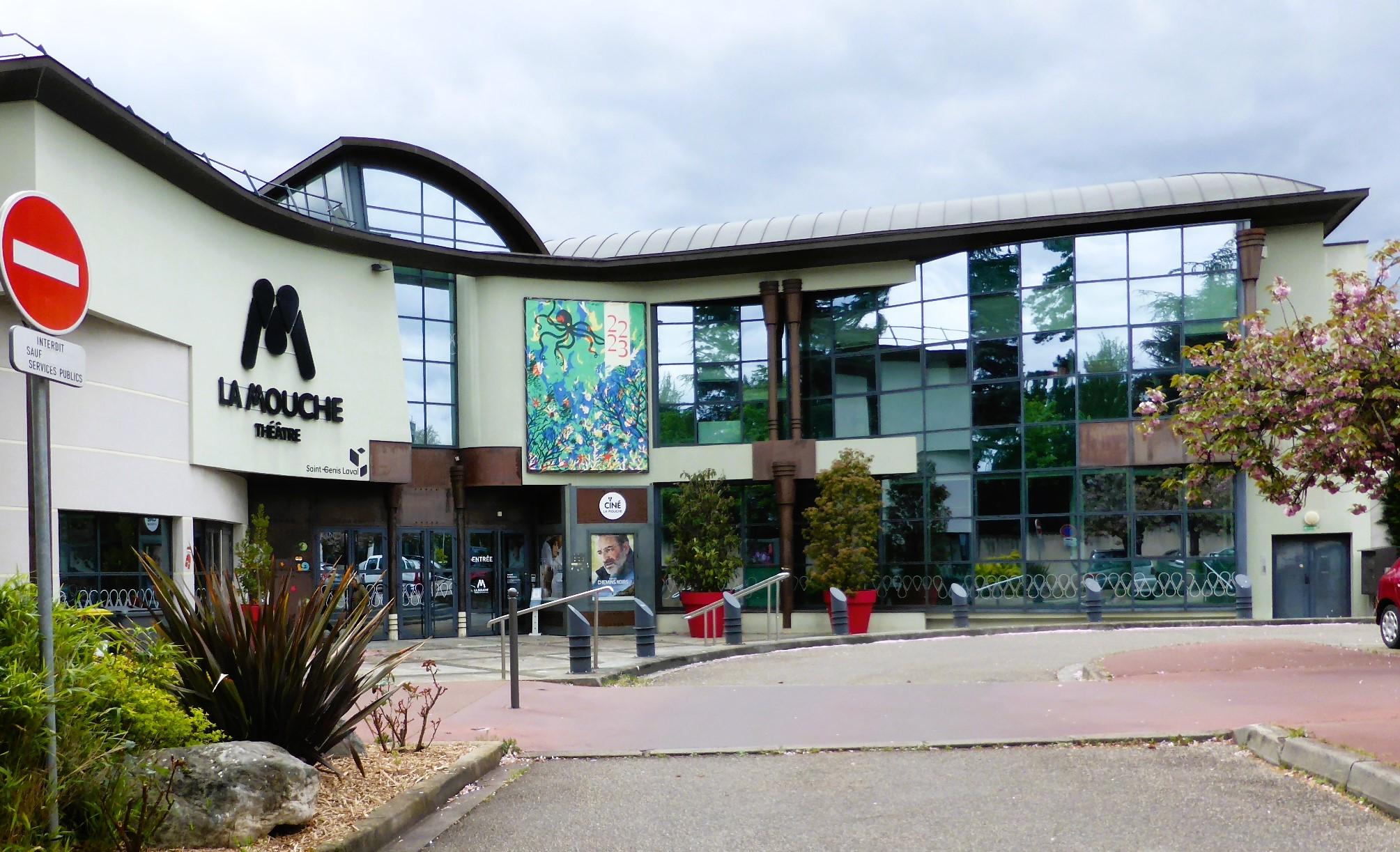
Théâtre La Mouche.

### Espace public
La commune abrite plusieurs jardins, parcs et espaces paysagers : coulée verte (quartier des Basses-Barolles), les parcs de Beauregard, de la maison Chapuis, le fort de Côte Lorette et son parcours de santé et le parc de maison des champs, le jardin collectif de la rue Auboyer aménagé par l'école Guilloux et les habitants du quartier ainsi que le jardin Renaissance de Beauregard aménagé par l’école Mouton et le lycée de Pressin. Un jardin partagé de la coulée verte des Basses-Barolles est en projet.
En 2014, la commune de Saint-Genis-Laval obtient le label « ville fleurie » avec « deux fleurs » attribuées par le Conseil national des villes et villages fleuris de France au concours des villes et villages fleuris.
Parcours historique balisé
La commune de Saint-Genis-Laval a réalisé un Parcours balisé des sites historiques sur le secteur ancien du centre-ville. Chaque site comporte un panneau explicatif de la mémoire du lieu et un (ou plusieurs) plans ont été installés dans des endroits appropriés. L’objectif principal de ce projet est de permettre de découvrir l’identité culturelle et historique de la commune à travers l’histoire de ses murs. Ce projet a fait appel à la mémoire vive des anciens et à la connaissance de l’ASPAL (association saint-genoise du Patrimoine des Arts et des Lettres).

### Enseignement
Saint-Genis-Laval est située dans l'académie de Lyon. Les établissements scolaires implantés sur la commune sont :
- Lycée René Descartes[43]
- École Albert Mouton
- Ecole Guilloux
- Ecole Paul Frantz
- Ecole privée sous contrat Sainte Marie Saint Joseph
- Collège Paul d'Aubarède
- Collège Jean Giono
- Collège privé sous contrat Saint Thomas d'Aquin - Veritas
- Lycée horticole privé de Lyon-Pressin

Dans le domaine éducatif les attentes sont satisfaites très au-delà des simples besoins de la population. La pyramide des établissements publics comporte à la base trois groupes scolaires. Celui d’Albert Mouton, dans le centre, construit en 1967 alors que s’amorçait la grande croissance démographique a son propre gymnase et est complété par la maternelle Bergier. Le groupe Guilloux dans le quartier des aux Collonges date de 1974. Paul Frantz, aux Barolles, est le plus récent. Tous deux ont également leur gymnase.
Saint-Genis ne dispose pas moins de trois lycées. Le lycée d’enseignement général René Descartes en position centrale a vocation évidemment d’accueillir les élèves de la commune. Les lycées de Pressin et de la Vidaule, eux, sont situés à l’écart, dans les hauts de la commune. Ils recrutent en effet leurs élèves, en nombre beaucoup plus réduit, dans le cadre régional. Pressin est spécialisé dans l’horticulture. C’était à l’origine, en 1920 dans des locaux donnés aux frères Salaisiens de don Bosco, un simple centre d’apprentissage. Grâce à sa situation en pleine nature, il dispose de vastes terres avec des serres comme lieux d’expérimentation. La Vidaude est un lycée professionnel hôtelier dans un cadre champêtre proche de l’observatoire. Dans le restaurant annexé, les élèves ont l’occasion de faire la preuve de leurs jeunes talents.

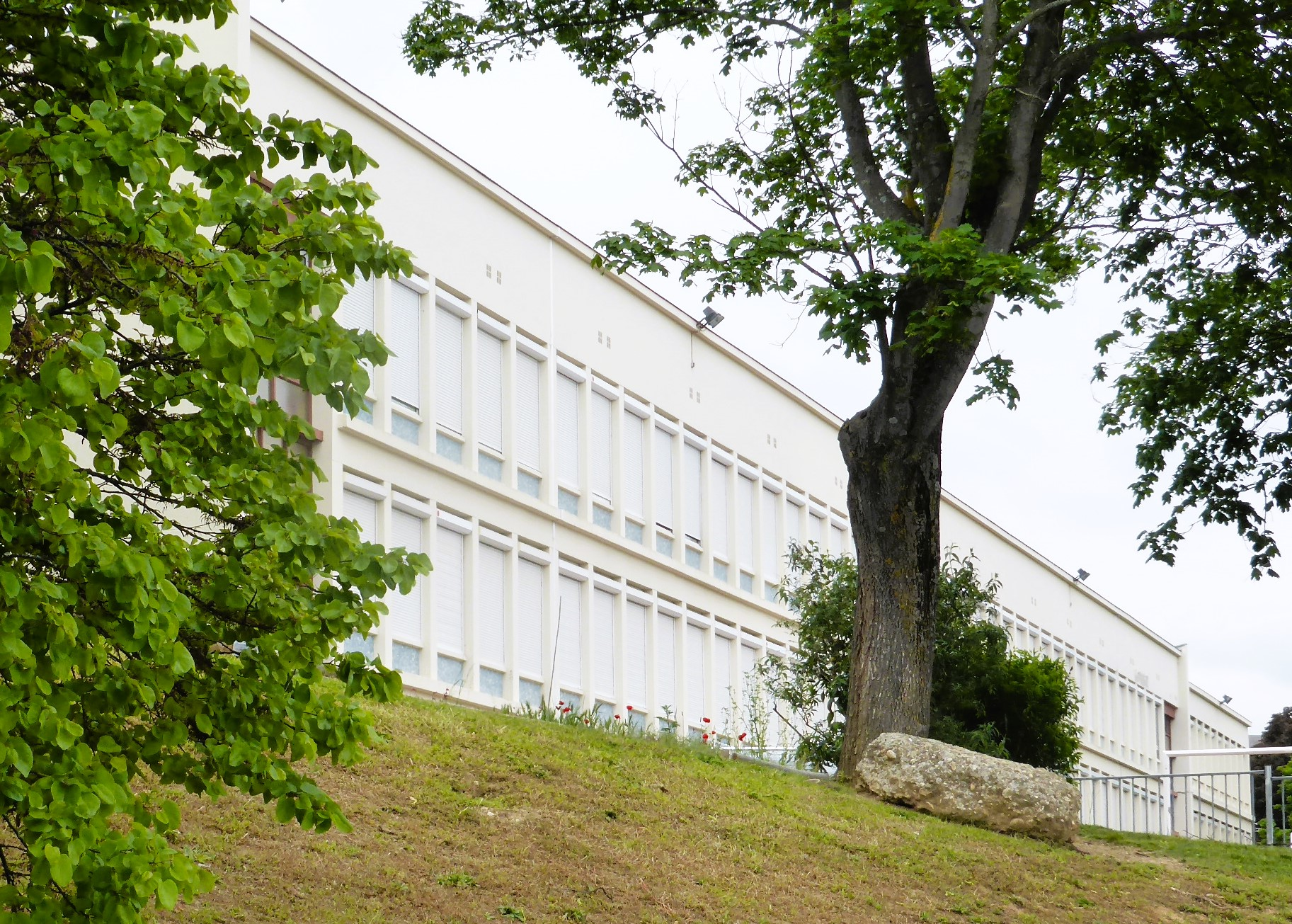
Groupe scolaire Mouton.
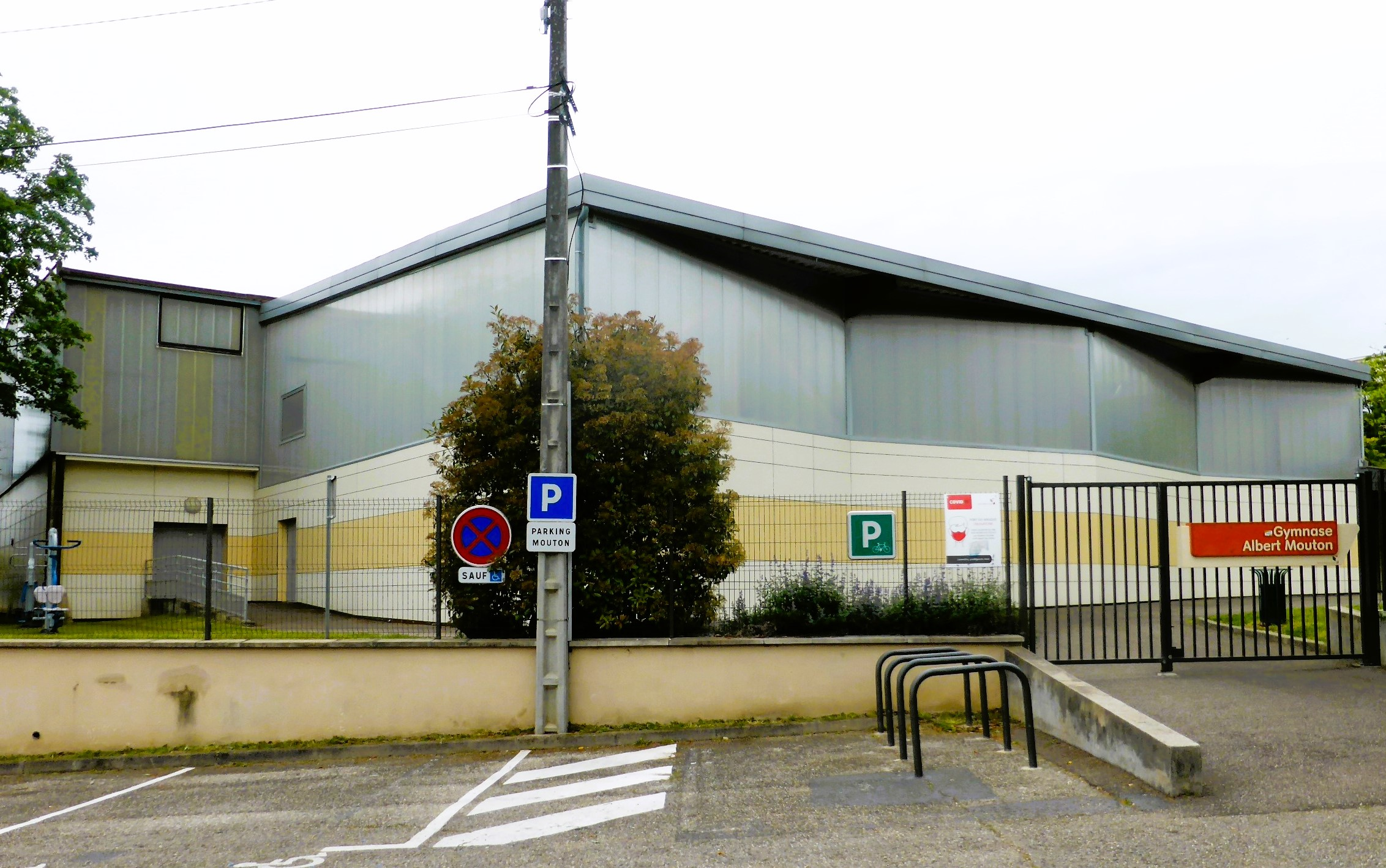
Gymnase Albert Mouton.
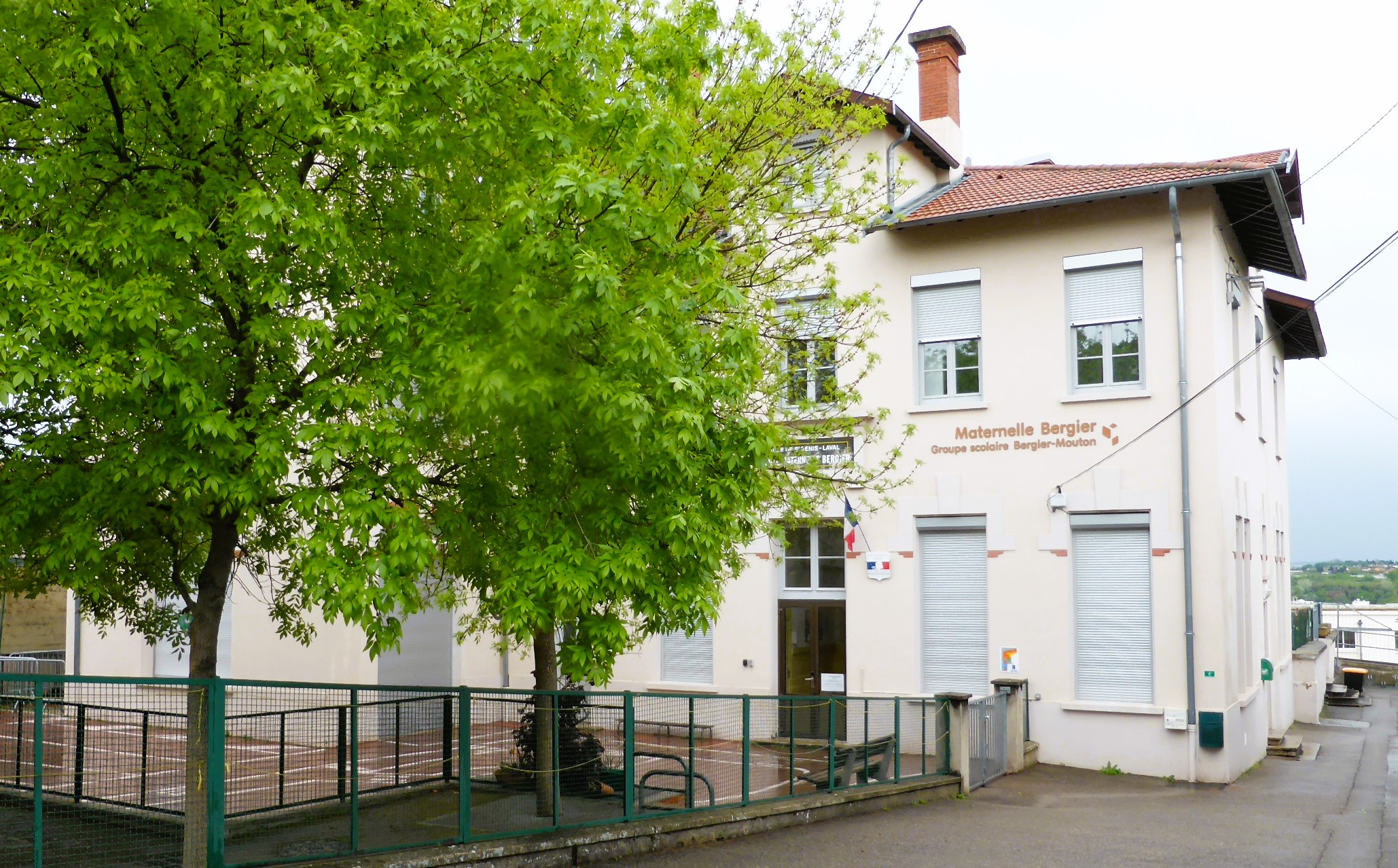
Maternelle Bergier.
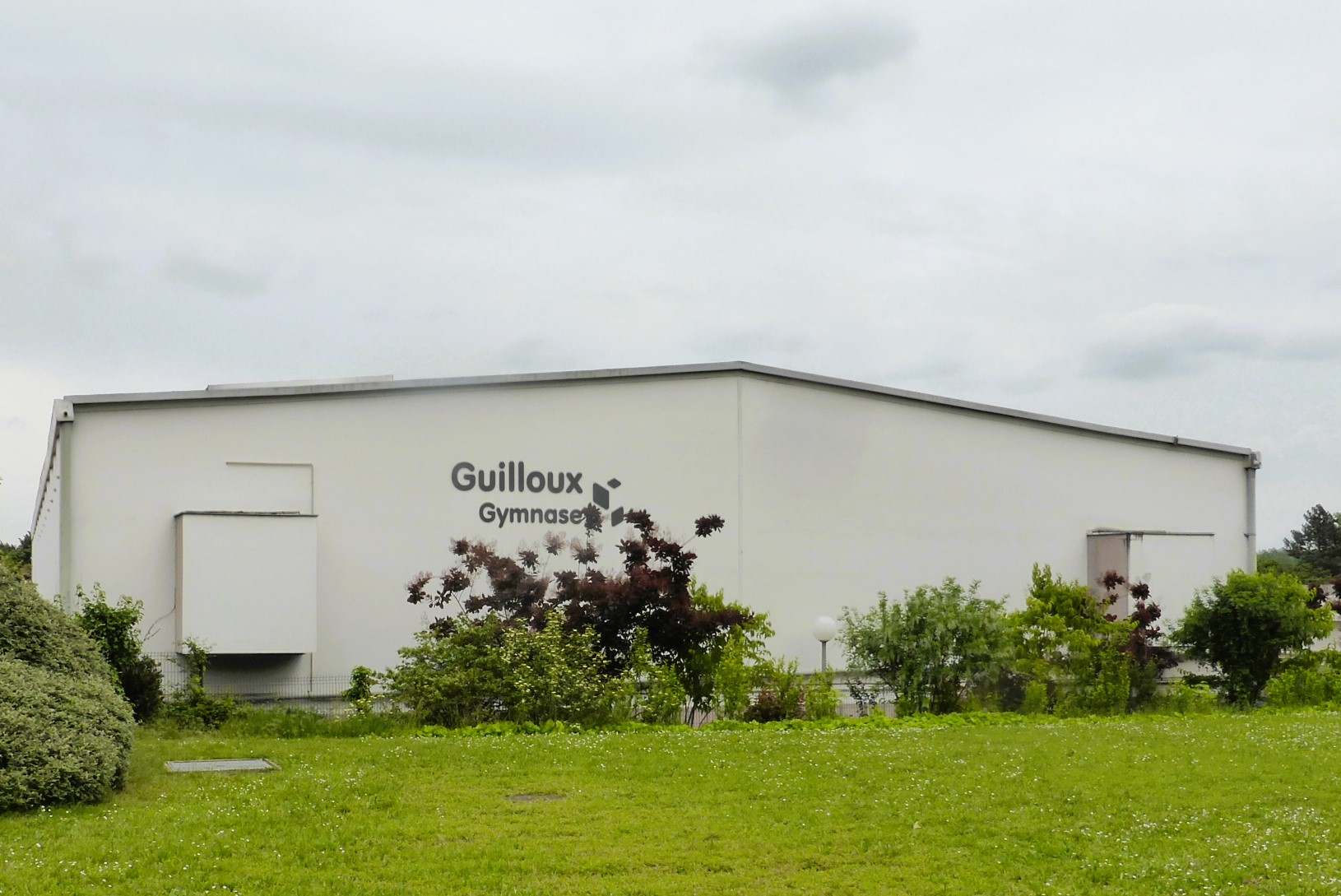
Gymnase Guilloux.
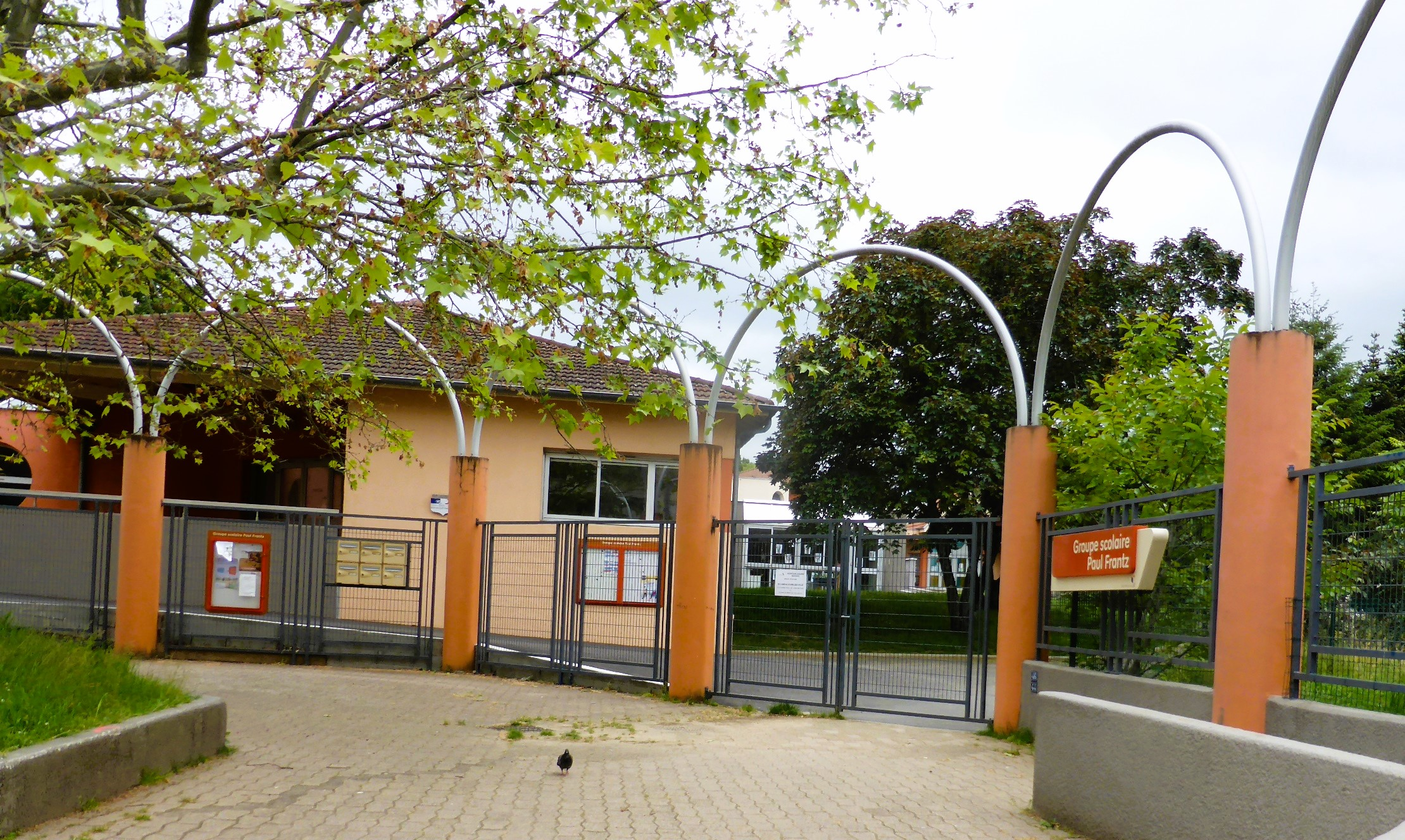
Groupe scolaire Paul Frantz.
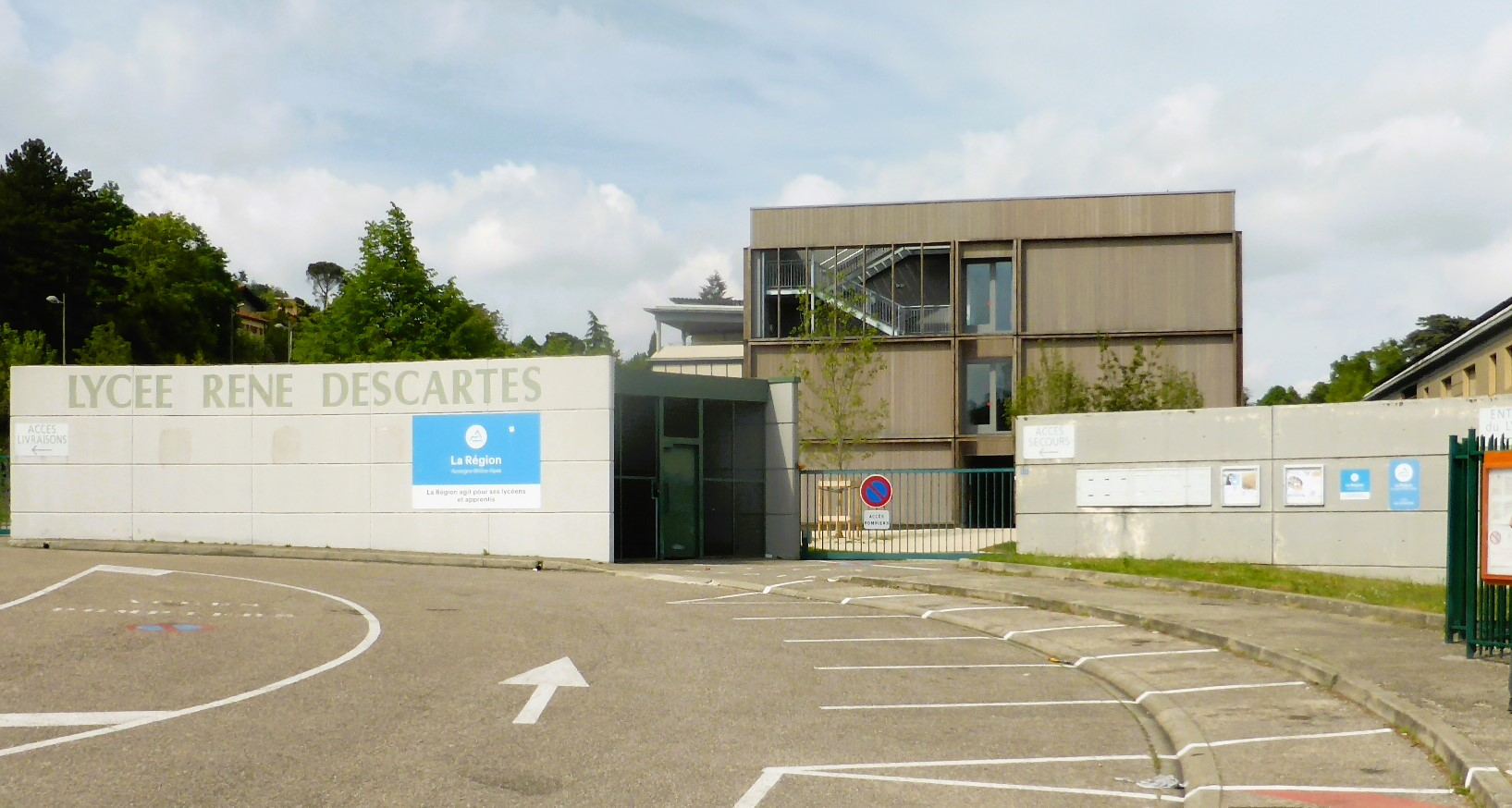
Lycée Descartes.
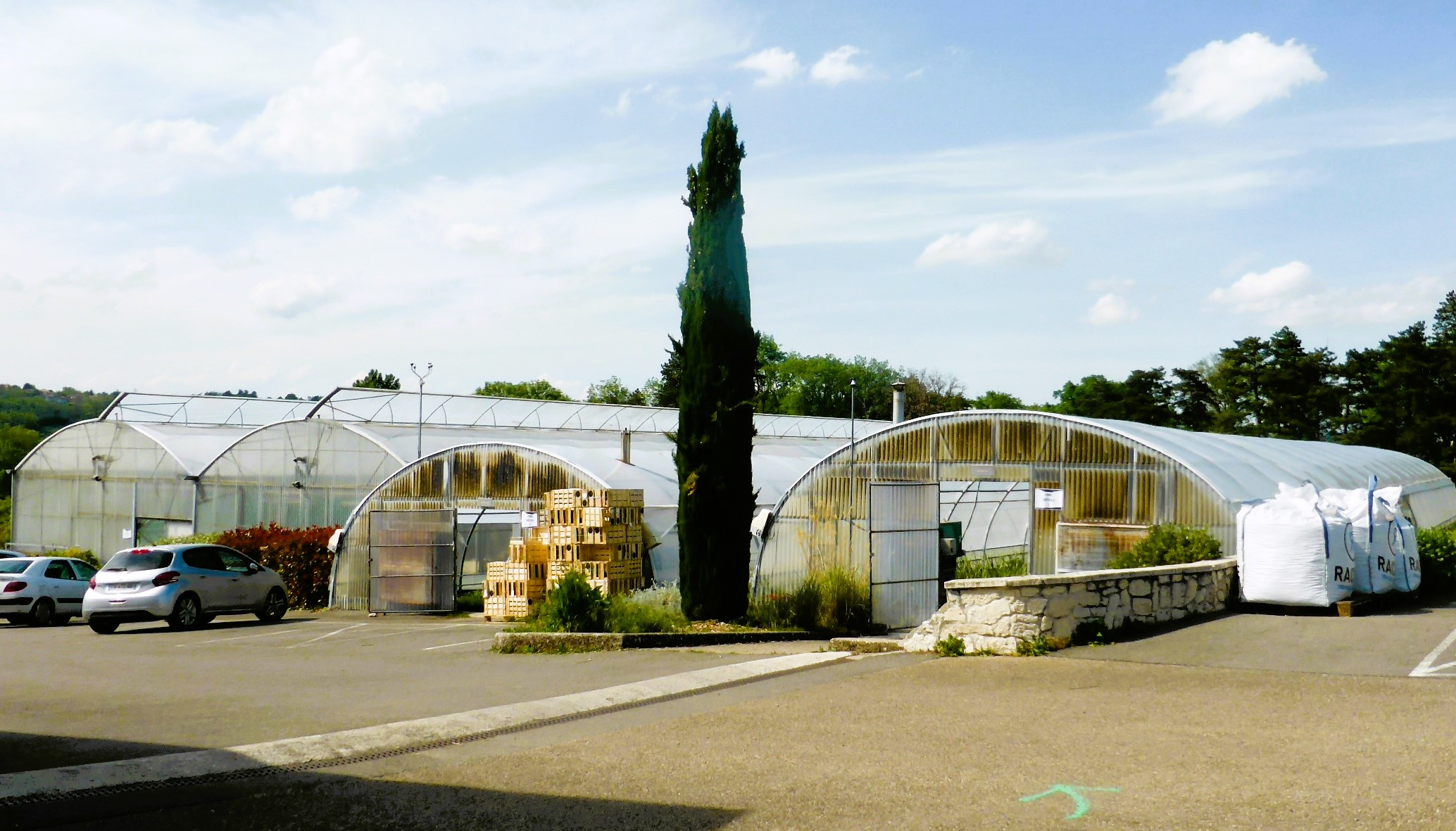
Serres du lycée de Pressin.
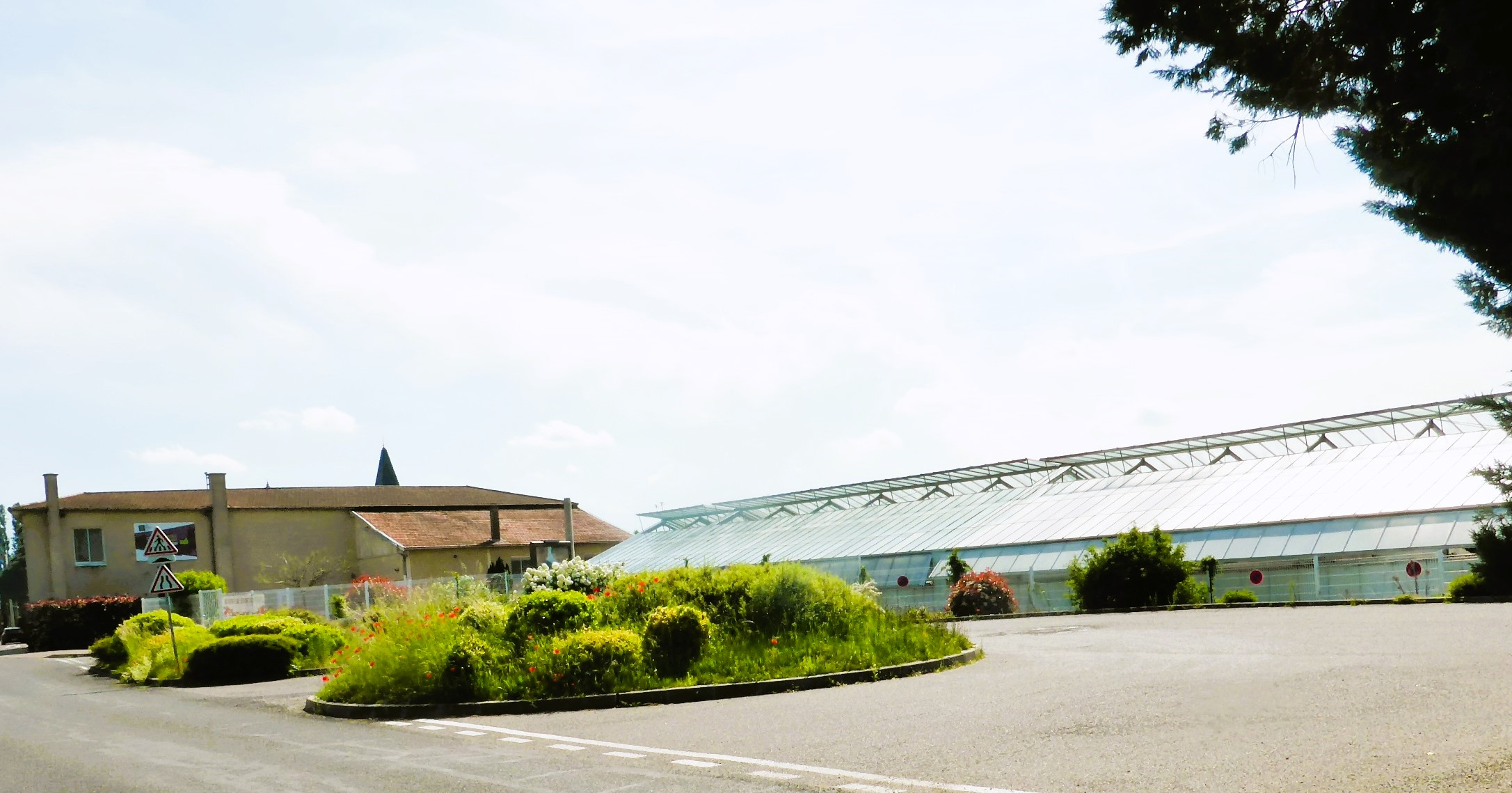
Lycée de Pressin.
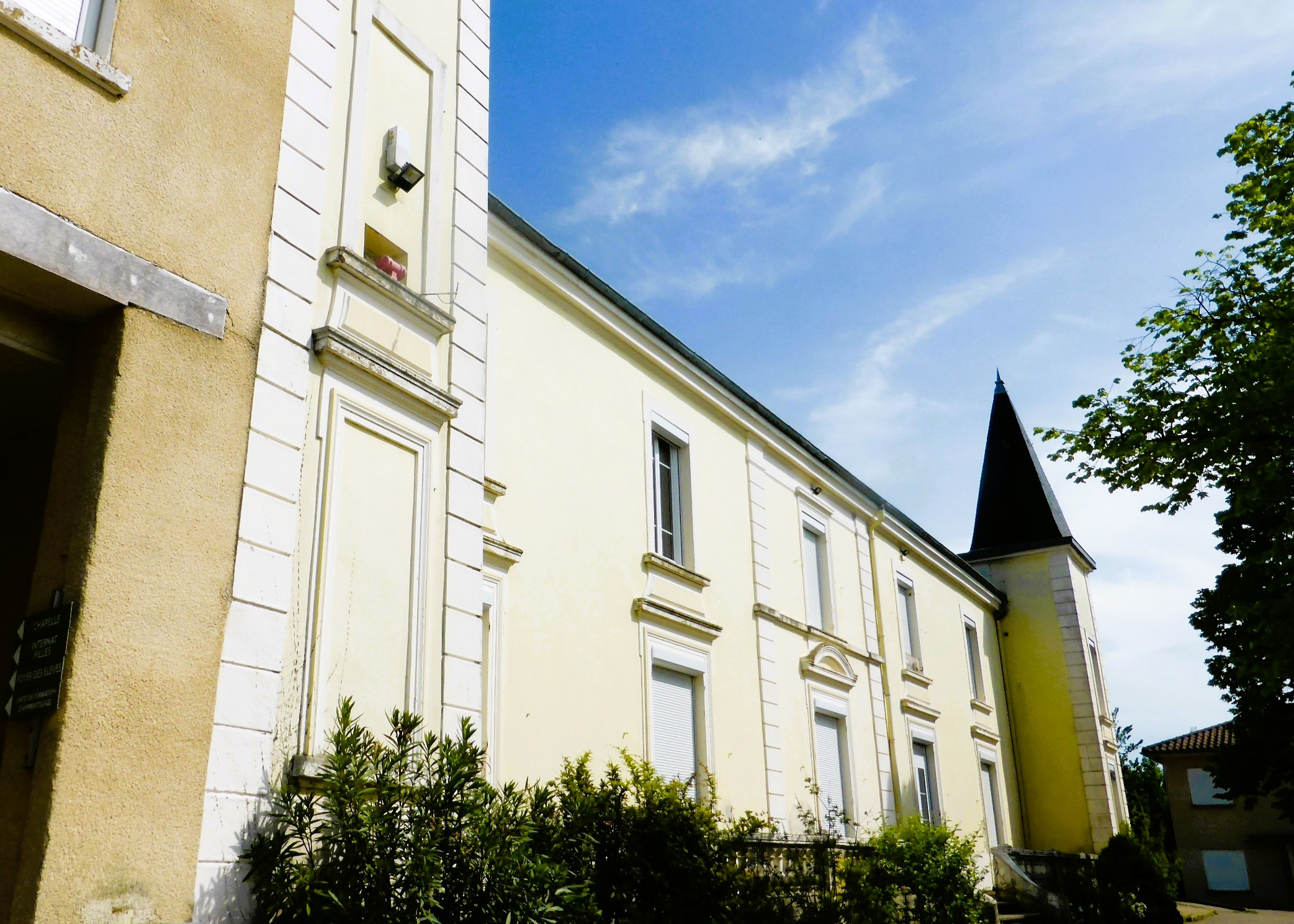
Lycée horticole de Pressin.
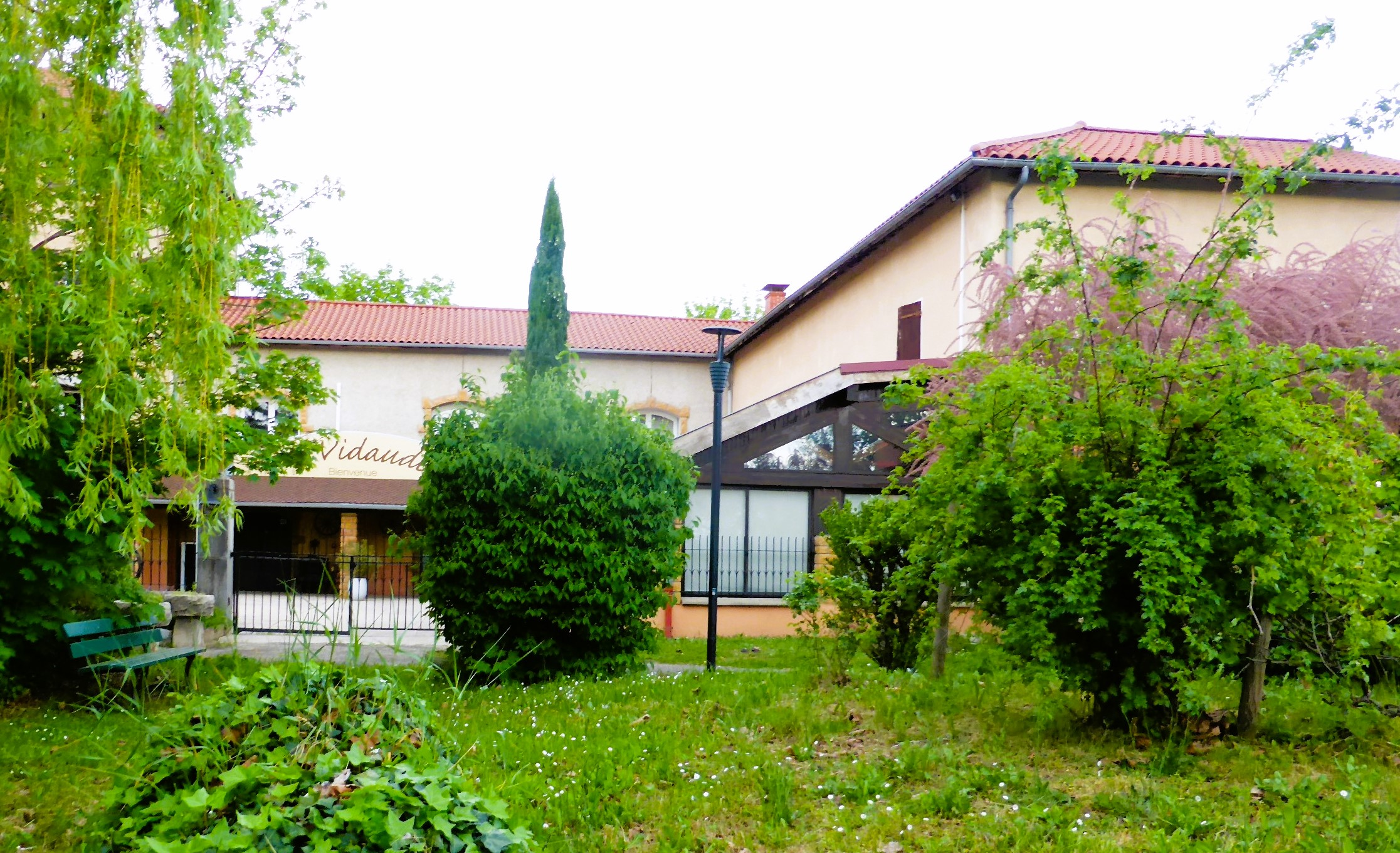
La Vidaude.
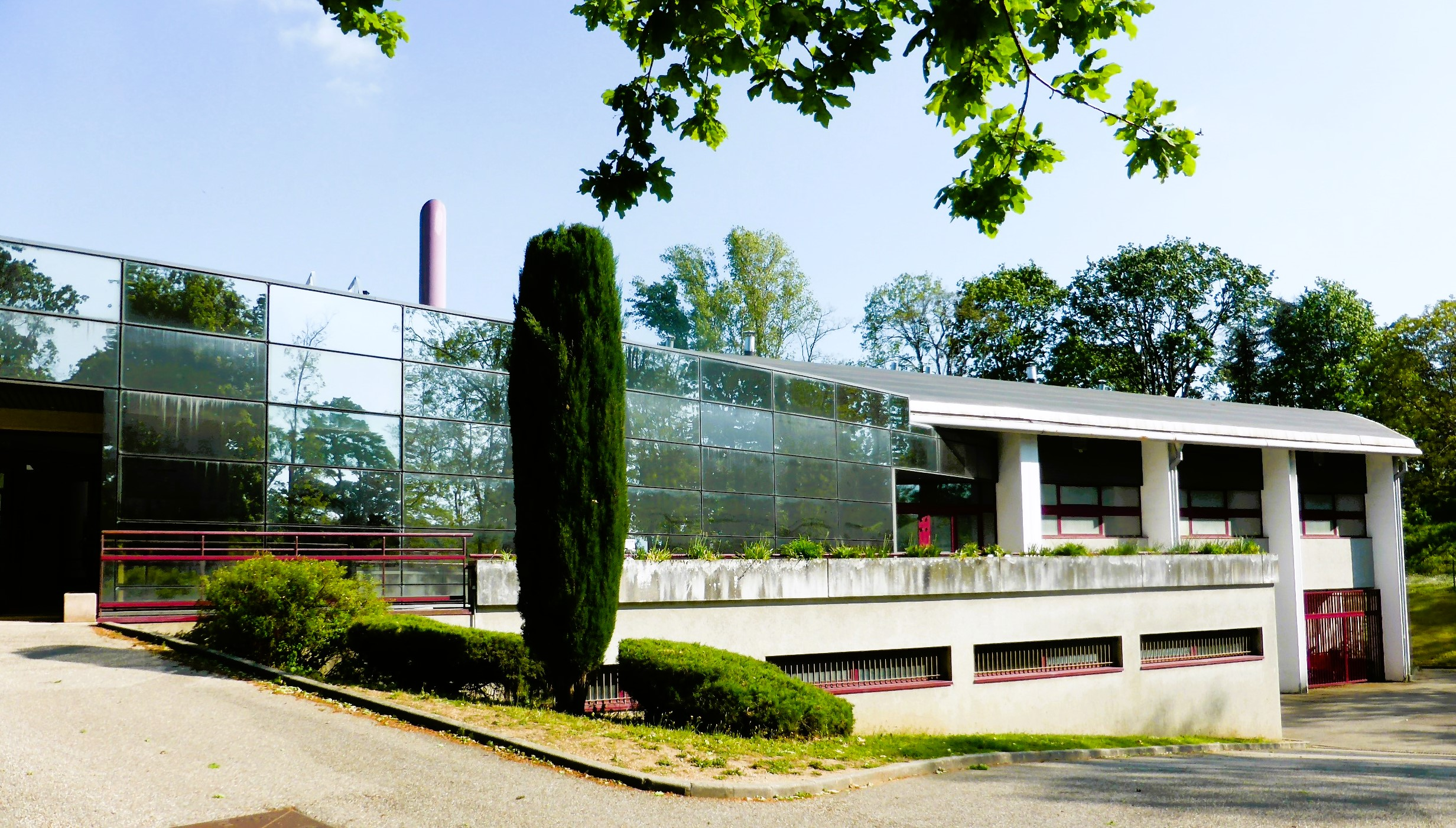
Lycée Descartes.
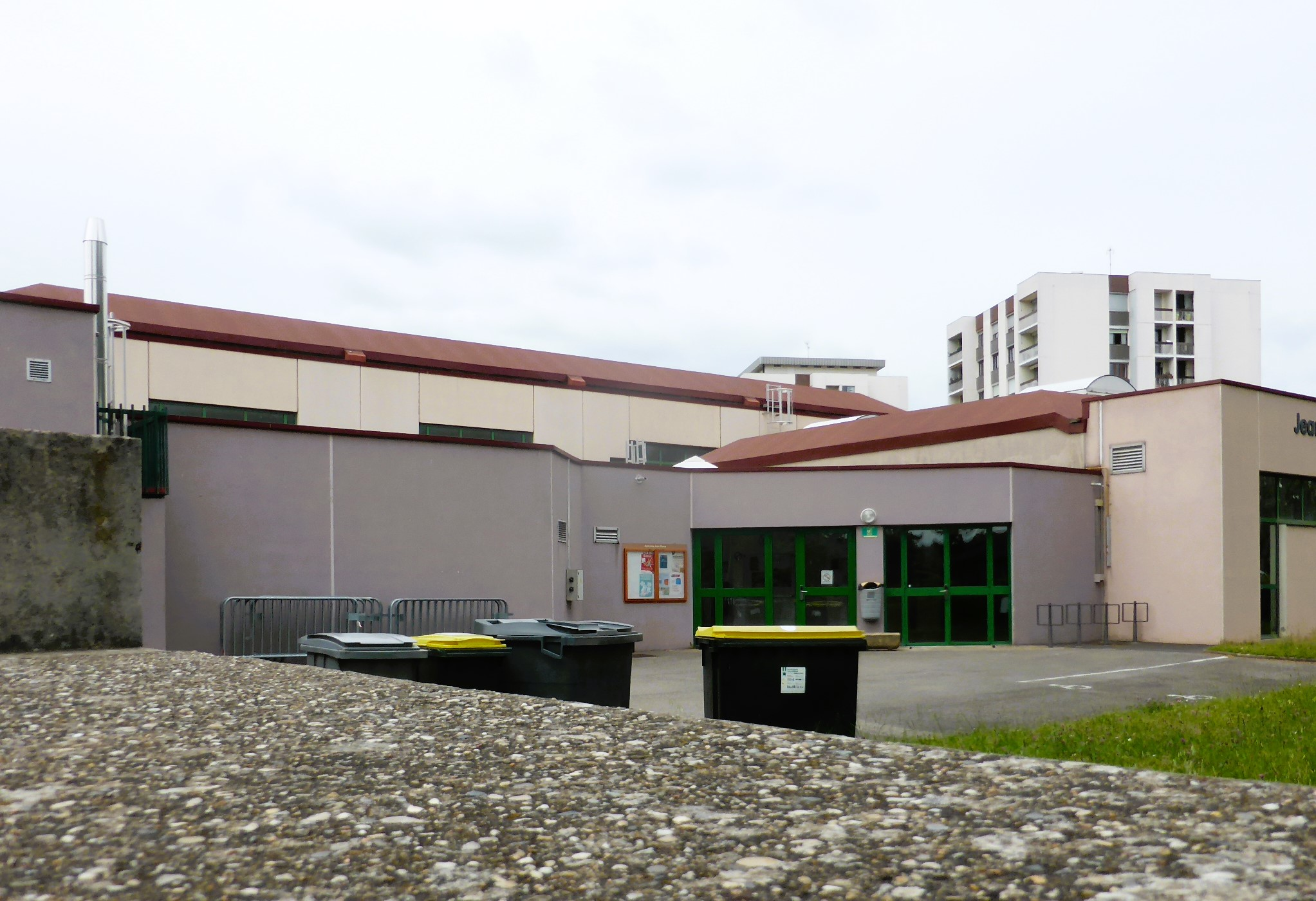
Collège Jean Giono.
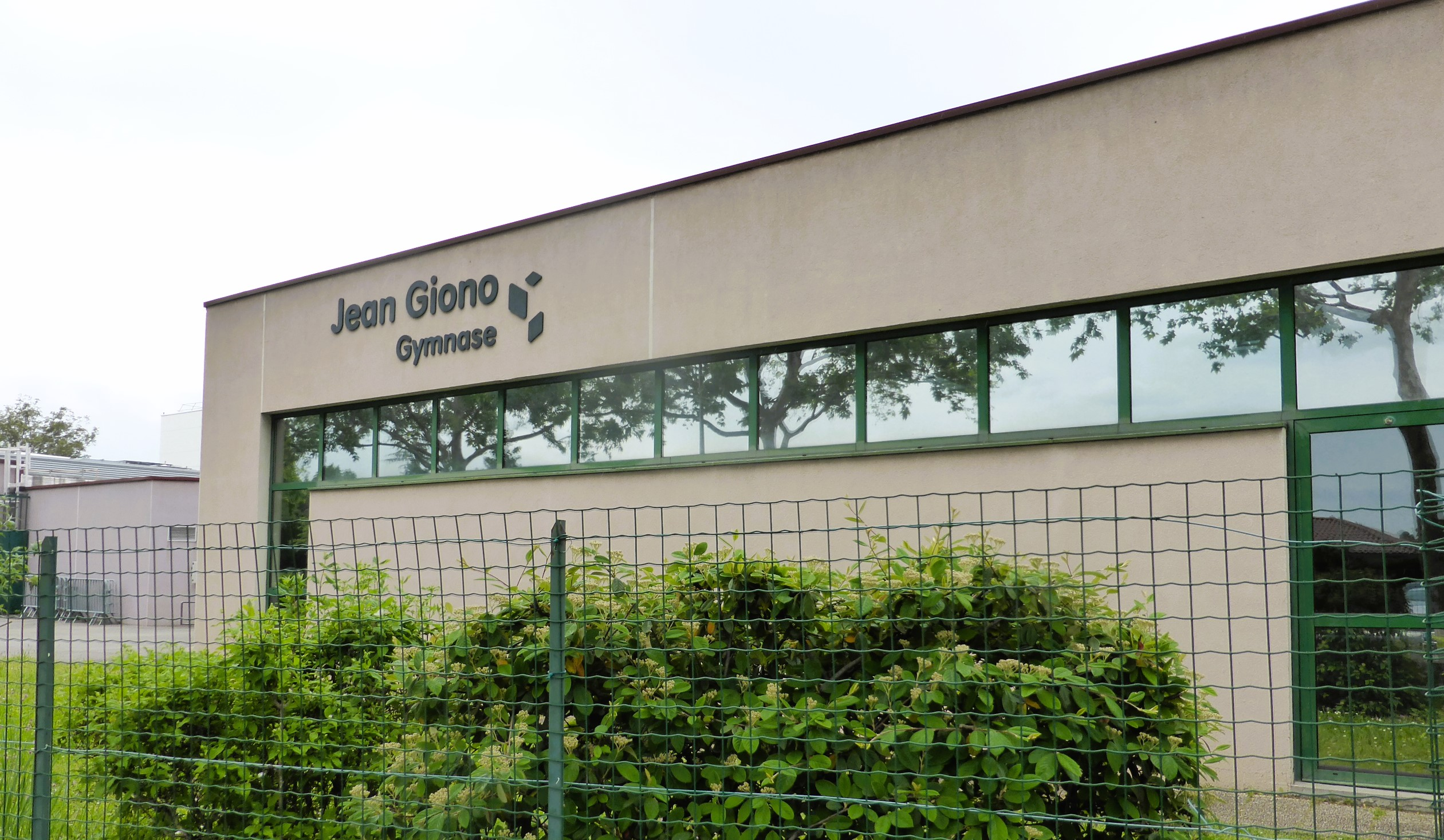
Gymnase Jean Giono.

Ces lycées ne sont pas les seuls établissements indépendants du ministère de l’éducation nationale. L’Église catholique continue à prendre sa part dans l’éducation des jeunes générations. Les anciens locaux de l’Institut des Frères Maristes ont été convertis en écoles après leur fermeture en 1943. Le pensionnat Saint Joseph a ainsi accueilli des garçons et a adopté la mixité en 1978 sous le nouveau nom de Sainte Marie et Saint Joseph. Sont aussi sous contrôle religieux l’école maternelle Sainte Marie. Surtout, depuis 1970 Saint Thomas d’Aquin fait partie de la grande famille ou PIAL (Pôle Inclusif d’Accompagnement Localisé) dont le siège Notre Dame de Bon Conseil est à d’Oullins. Fort de plus de 600 élèves, il occupe les quatre niveaux de l’aile est sans oublier l’ancienne distillerie transformée en gymnase. Pour être complet, il faut évoquer la discrète présence, dans des locaux assez précaires dispersés dans un parc, l’école Steiner aux méthodes adaptées à des adolescents en difficulté de l’ensemble de l’agglomération lyonnaise.

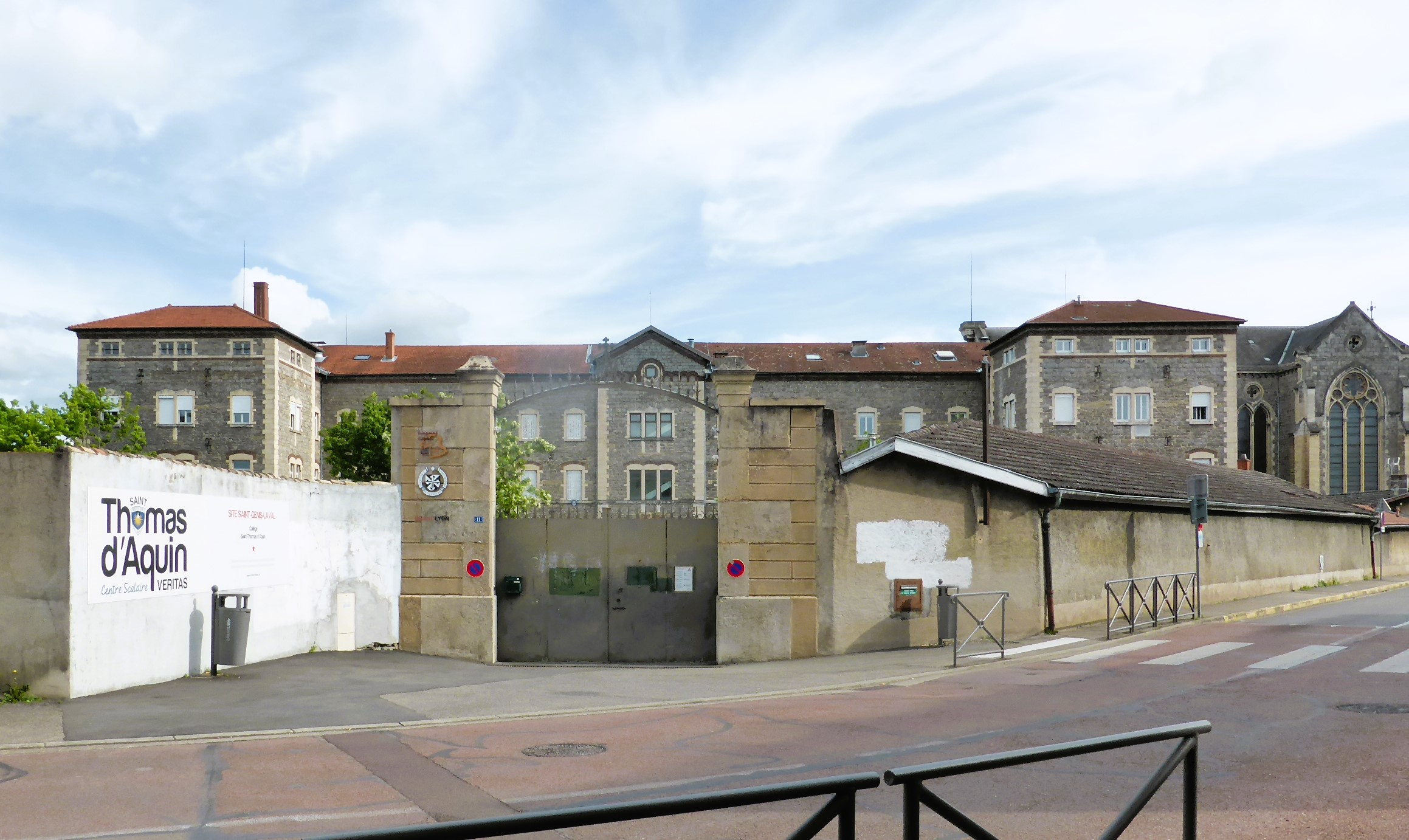
Saint Thomas d'Aquin.
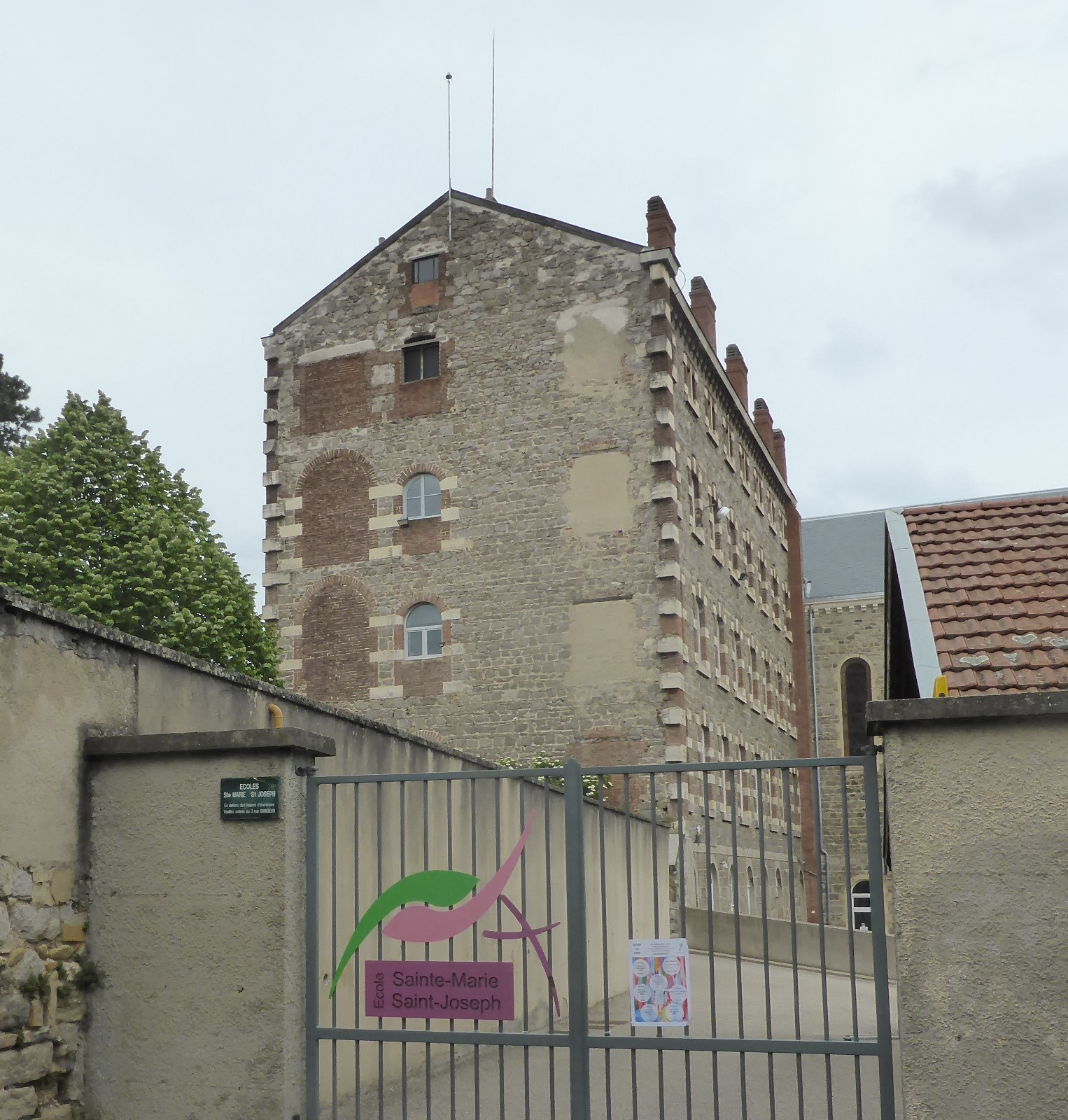
École Sainte Marie-Saint-Joseph.

### Santé
Une partie importante de l'Hôpital Lyon Sud des Hospices Civils de Lyon se situe à Saint-Genis-Laval. L'entrée principale du CHU se trouve sur la commune, rue du Grand-Revoyet, de même qu'une partie du secteur Jules-Courmont et la totalité du secteur Sainte-Eugénie. C'est sur la commune que se situera le futur terminus Saint-Genis-Laval Hôpital Lyon Sud de la ligne B du métro de Lyon, dont l'ouverture est prévue en 2023.
L'Hôpital Henry Gabrielle des Hospices Civils de Lyon, spécialisé dans la médecine physique et de réadaptation, est également situé à Saint-Genis-Laval.
Le Centre communal d'action sociale gère les foyers logement des personnes âgées Les Oliviers et Le Colombier.
Sur le plan médical, l’hôpital Saint-Eugénie a évidemment été beaucoup agrandi et modernisé depuis sa fondation en 1857. Un nouvel hôpital, Henry Gabrielle, a été ouvert en 1958 par les Hospices civils de Lyon au cœur de la ville sur l’une des parties de l’ancien vaste domaine du château de la Tour. En 1969-70 il a été doublé d’un centre de réadaptation fonctionnel ; la villa Alice en est une dépendance. L'entrée de l'hôpital se situe sur Saint-Genis-Laval, ainsi qu'une partie du secteur Jules Courmont mais les plus grands espaces sont sur la commune de Oullins-Pierre-Bénite. On peut ajouter l'EHPAD du Montet qui est installé dans une partie de l’ancien couvent des Frères Maristes.

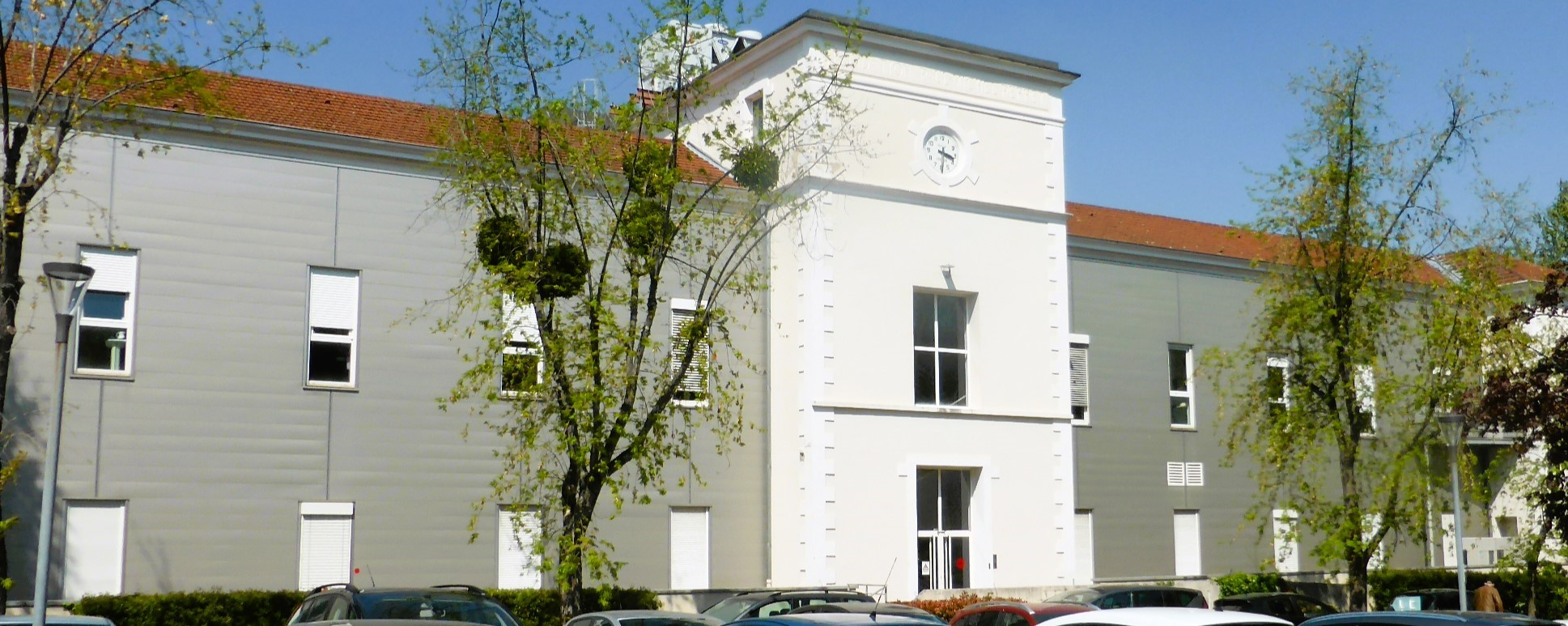
Sainte Eugénie.
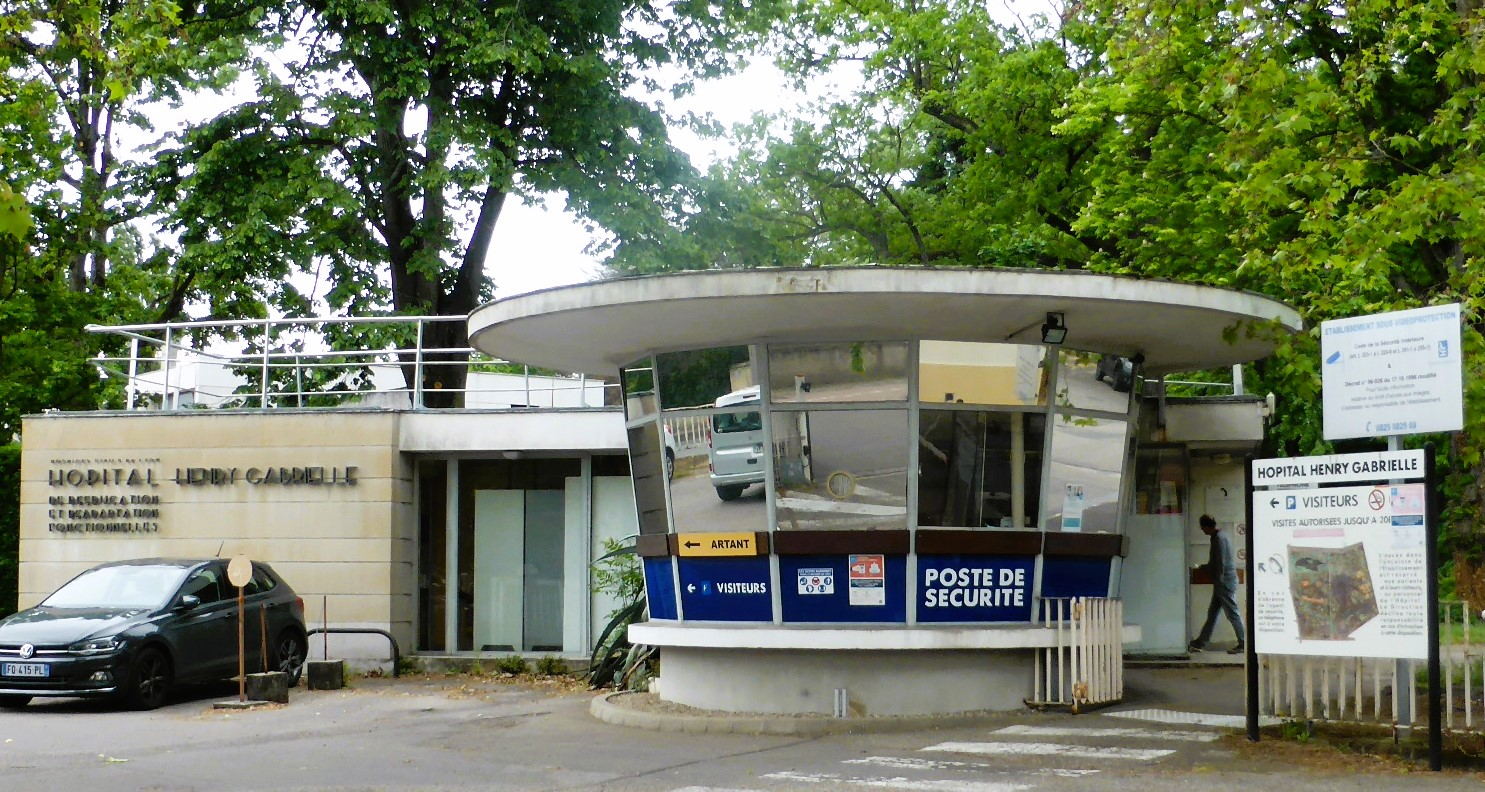
Entrée de l'hôpital Henry Gabrielle.
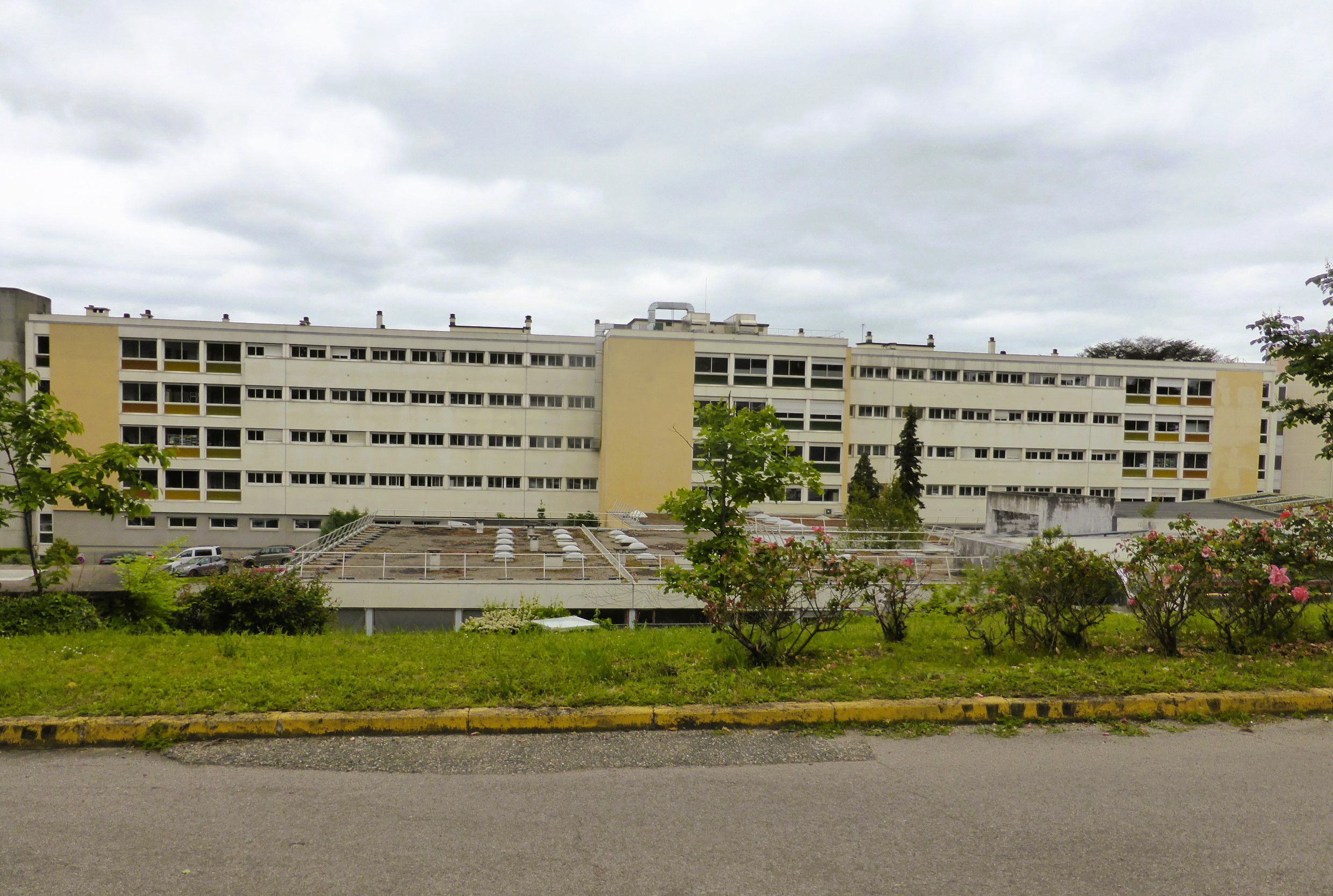
Hôpital Henry Gabrielle.
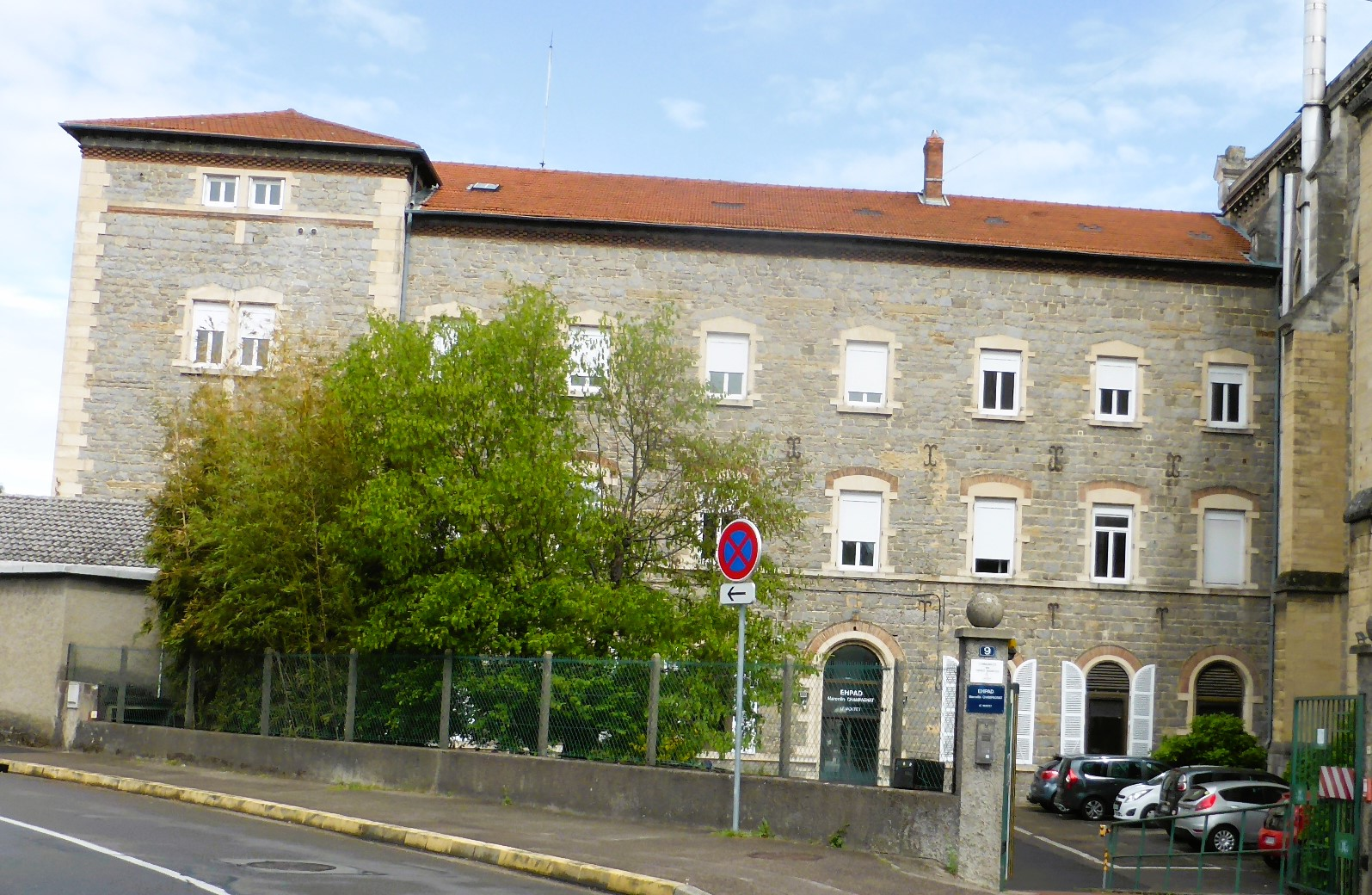
EHPAD le Montet.
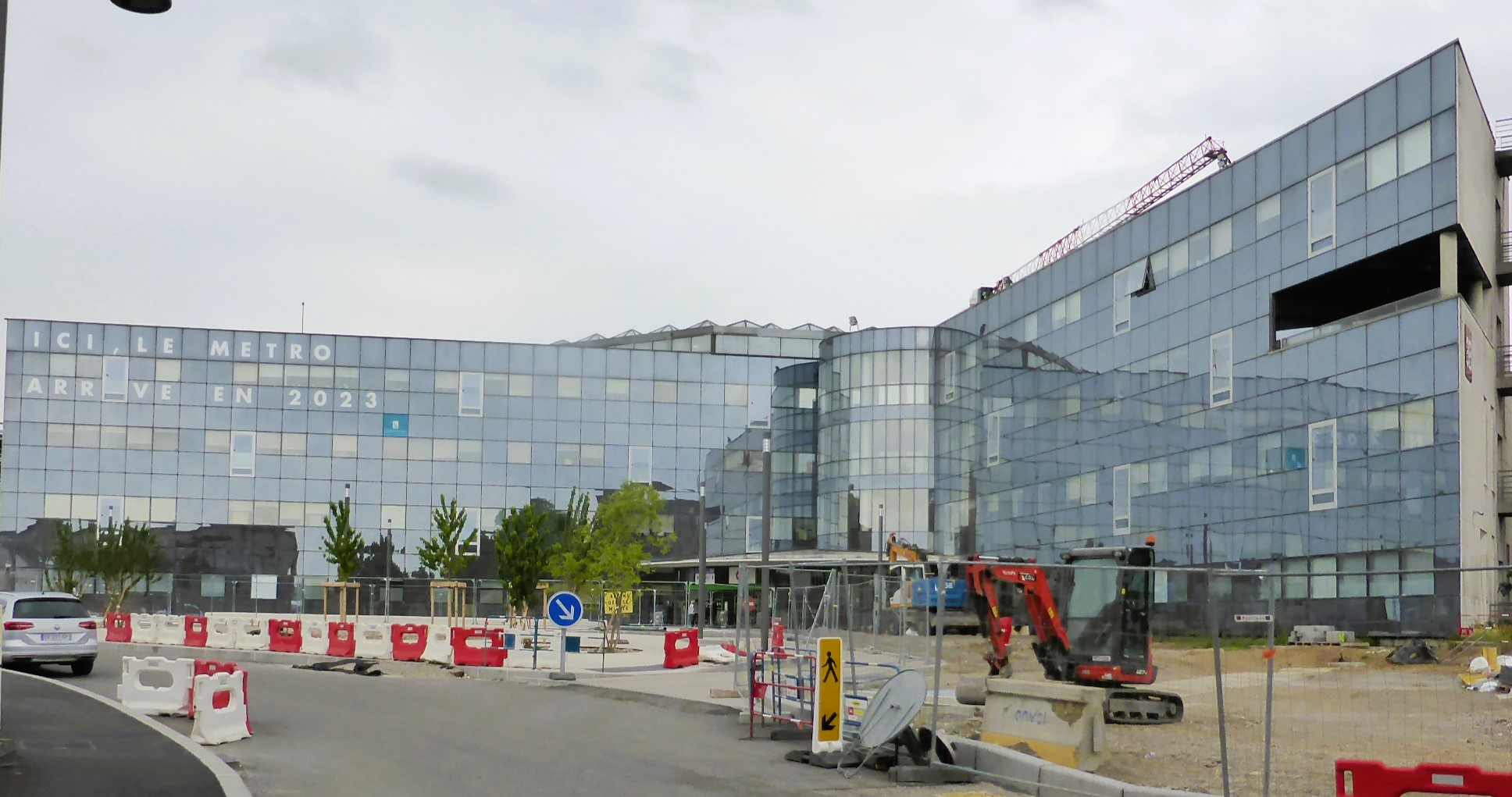
Métro Station Saint-Genis-Laval Hôpital Lyon Sud.

## Population et société

### Démographie
L'évolution du nombre d'habitants est connue à travers les recensements de la population effectués dans la commune depuis 1793. Pour les communes de plus de 10 000 habitants les recensements ont lieu chaque année à la suite d'une enquête par sondage auprès d'un échantillon d'adresses représentant 8 % de leurs logements, contrairement aux autres communes qui ont un recensement réel tous les cinq ans,.

En 2022, la commune comptait 21 329 habitants, en évolution de −1 % par rapport à 2016 (Rhône : +3,93 %, France hors Mayotte : +2,11 %).
| 1793  | 1800  | 1806  | 1821  | 1831  | 1836  | 1841  | 1846  | 1851  |
| ----- | ----- | ----- | ----- | ----- | ----- | ----- | ----- | ----- |
| 2 393 | 2 114 | 2 088 | 1 895 | 2 092 | 2 031 | 2 171 | 2 525 | 2 518 |

| 1856  | 1861  | 1866  | 1872  | 1876  | 1881  | 1886  | 1891  | 1896  |
| ----- | ----- | ----- | ----- | ----- | ----- | ----- | ----- | ----- |
| 2 580 | 2 724 | 2 817 | 2 446 | 2 942 | 3 650 | 3 702 | 3 447 | 3 435 |

| 1901  | 1906  | 1911  | 1921  | 1926  | 1931  | 1936  | 1946  | 1954  |
| ----- | ----- | ----- | ----- | ----- | ----- | ----- | ----- | ----- |
| 3 431 | 2 944 | 3 195 | 3 524 | 3 931 | 4 499 | 4 602 | 5 029 | 5 914 |

| 1962  | 1968  | 1975   | 1982   | 1990   | 1999   | 2006   | 2011   | 2016   |
| ----- | ----- | ------ | ------ | ------ | ------ | ------ | ------ | ------ |
| 6 141 | 7 128 | 13 162 | 14 353 | 18 782 | 19 221 | 19 944 | 20 673 | 21 545 |

| 2021   | 2022   | - | - | - | - | - | - | - |
| ------ | ------ | - | - | - | - | - | - | - |
| 20 929 | 21 329 | - | - | - | - | - | - | - |

La population de la commune est passée de 5029 habitants en 1946 à 21 545 en 2016, soit plus du quadruplement (4,2 plus précisément). Entre 1968 et 1975, le taux annuel d’augmentation a été de 9,2 % : le solde migratoire comptait pour 7,9 % contre 1,3 % pour le solde naturel ; entre 1982 et 1990, ce même taux annuel s’élevait à 3,4 % dont 2,4 % pour le solde migratoire et 1,0 % pour le solde naturel.

### Espace culturel
En novembre 1995 a eu lieu l'ouverture de l'Espace culturel, une salle de spectacles et de cinéma de 301 places. Cet espace accueille une quinzaine de spectacles de septembre à juin pour tout public dans le cadre d’une programmation présentant les différents arts de la scène (théâtre, danse, cirque, musiques du monde, chanson, humour…) et développe de l’action culturelle autour de ces spectacles (ateliers, rencontres…). L’Espace culturel propose également un cycle de six reportages audiovisuels, « Carnets de Voyage », présentant différents pays.
L’Espace culturel est également une salle de cinéma classée « Art et Essai », adhérente au GRAC, proposant des films grand public, d'art et essai, des films « patrimoine », des versions originales, des films d’animation ou des dessins animés. Le cinéma accueille aussi les dispositifs scolaires collèges au cinéma et lycéens au cinéma ainsi que des projections spécifiques à la demande des établissements scolaires. Les comités d’entreprise peuvent également solliciter l’Espace culturel pour l’organisation d’une séance pour leurs membres de même que les associations et les établissements scolaires Saint-Genois pour la présentation de leurs projets culturels.
En 2013, ce lieu est rebaptisé théâtre La Mouche et ciné la Mouche.

### Manifestations culturelles et festivités
La commune participe au défilé de la biennale de la danse de Lyon, en partenariat avec les communes de La Mulatière et de L'Arbresle en 2010. Elle renouvelle sa participation en 2012 avec les communes de La Mulatière et Feyzin. Le thème choisi sera les étoiles scintillent en lien avec l'observatoire de Lyon situé sur la commune. Une aventure qui rassemblera plus de 300 participants tous bénévoles et amateurs (danseurs, costumières, créateurs d'accessoires, porteurs d'eau, musiciens, etc.) (les enfants des écoles et les personnes des foyers logements s'associent à ce grand projet).
Les « musiques de Beauregard » consacrées à la musique baroque ont lieu dans plusieurs lieux de la ville, (orangerie située dans le parc de Beauregard, église, observatoire, etc.) et reçurent dans leur édition de 2010 des artistes comme Ray Lema ou Jordi Savall. La « journée au parc » qui clôt cette semaine musicale, rassemble sur les terrasses de Beauregard, divers spectacles gratuits avec les associations de musique saint genoises.
Les « foulées de Beauregard » rassemblent 1 000 coureurs et bénévoles depuis 2003. Chaque année, l'excédent financier est reversé à une association caritative en lien avec l'enfance.
Le feu d'artifice pour la fête nationale française est traditionnellement tiré chaque année le 13 juillet dans le parc de Beauregard.
La commune accueille également la foire de la Sainte Catherine. Cette foire annuelle existe depuis le Moyen Âge. Depuis quelques années nous retrouvons sur la place Jaboulay, arbres et fleurs, produits du terroir, etc. qui étaient proposés à son origine.

### Sports et loisirs
La ville de Saint-Genis-Laval dispose de nombreux équipements sportifs[réf. souhaitée] dont 4 gymnases, des aires de jeux, etc. Il s'y trouve également 44 associations sportives.
Pour favoriser et améliorer la pratique sportive, la ville apporte une aide aux associations sportives par le biais de subventions de fonctionnement attribuées en fonction de différents critères[Lesquels ?].
Le gymnase l'Équinoxe a été inauguré le 29 mai 2010. D'après les données de l'Agence Locale de l'Énergie de l'agglomération lyonnaise, le gymnase répond à huit critères « Haute Qualité Environnementale », notamment en matière de gestion de l'énergie, de l'eau, et de la qualité de l'air. Sa surface est de 48 m sur 26 m[réf. nécessaire]. Outre les salles multi-sports et la salle de musculation, il dispose d'une salle de réunion, d'un bureau et d'un local antidopage.
Parmi les nombreuses sections de l'Amicale laïque de la ville, celle de handball est l'une des plus renommées puisque ses équipes seniors évoluent pour la saison 2022-2023 en Championnat de France de Nationale 2 féminin et en Championnat de France de Nationale 2 masculin ( 4e niveau national).
Devant la multiplicité des équipements sportifs on se bornera à quelques considérations générales. Après le rachat du domaine de Beauregard, toute la partie sud, anciennement voué aux cultures a été transformée en un vaste complexe sportif. Y ont concentrés en particulier les jeux de balles qui demandent de vastes espaces à commencer bien évidemment par le football. Les établissements scolaires sont la plupart du temps équipés d’un gymnase. Au niveau des quartiers existent parfois des plateaux de tennis réservés aux membres des clubs mais aussi des aires de jeux ouverts en permanence pour les enfants, certains avec un skatepark. Mention doit être faite du gymnase Équinoxe dont les qualités exceptionnelles font l’objet d’un article détaillé dans internet.

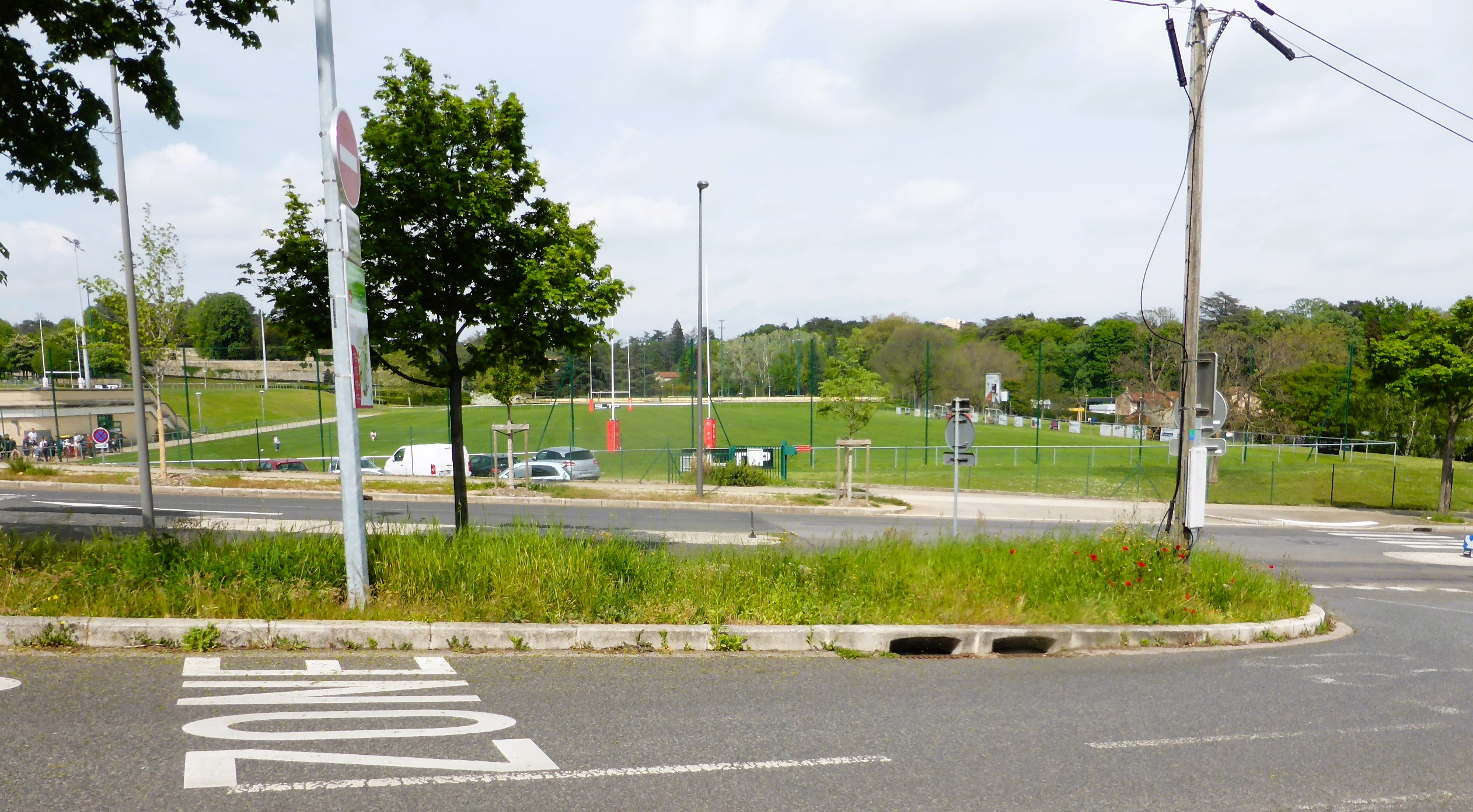
Stade des Barolles.
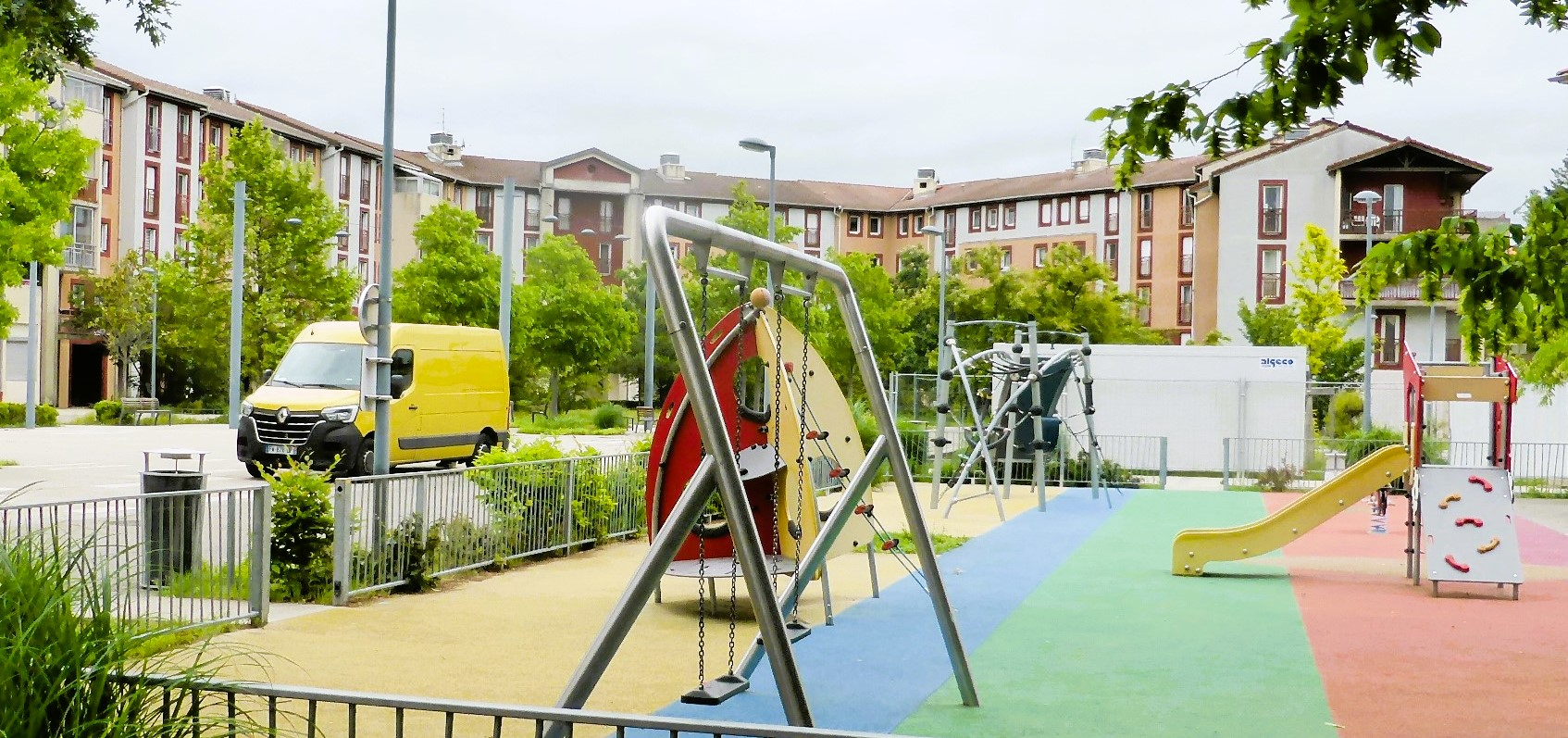
aire de jeux aux Barolles
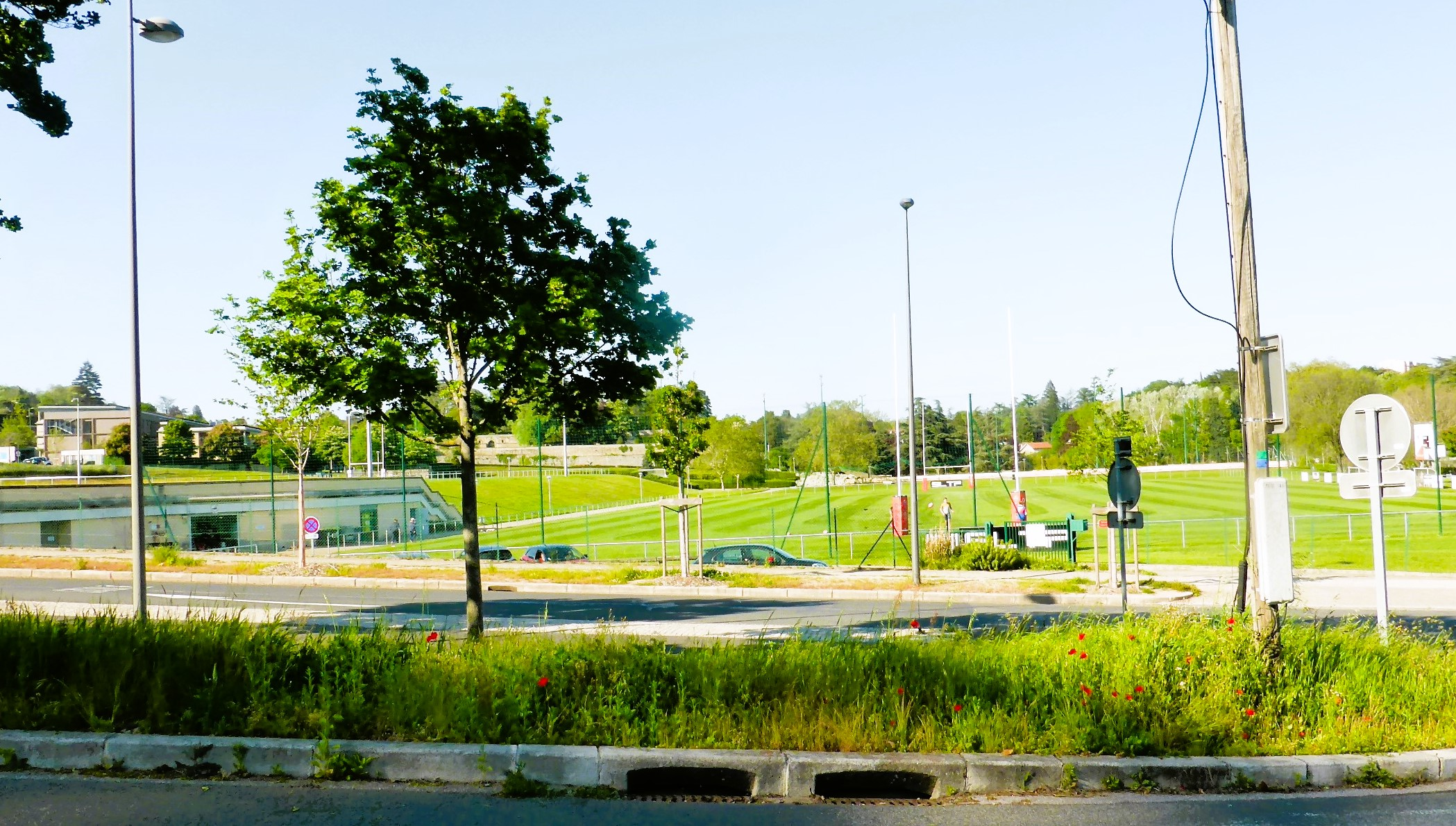
Complexe sportif de Beauregard.
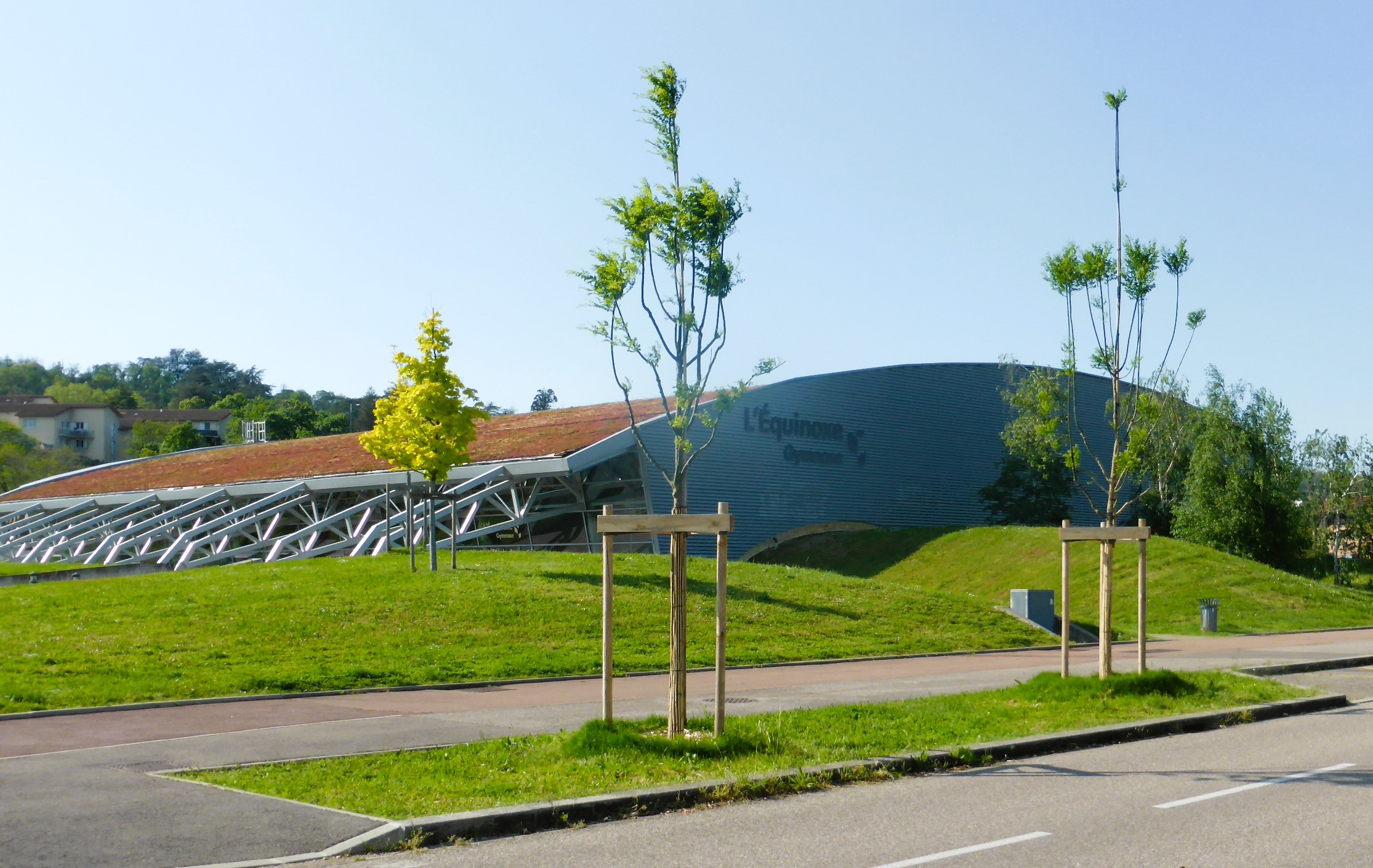
Gymnase l'Equinoxe.
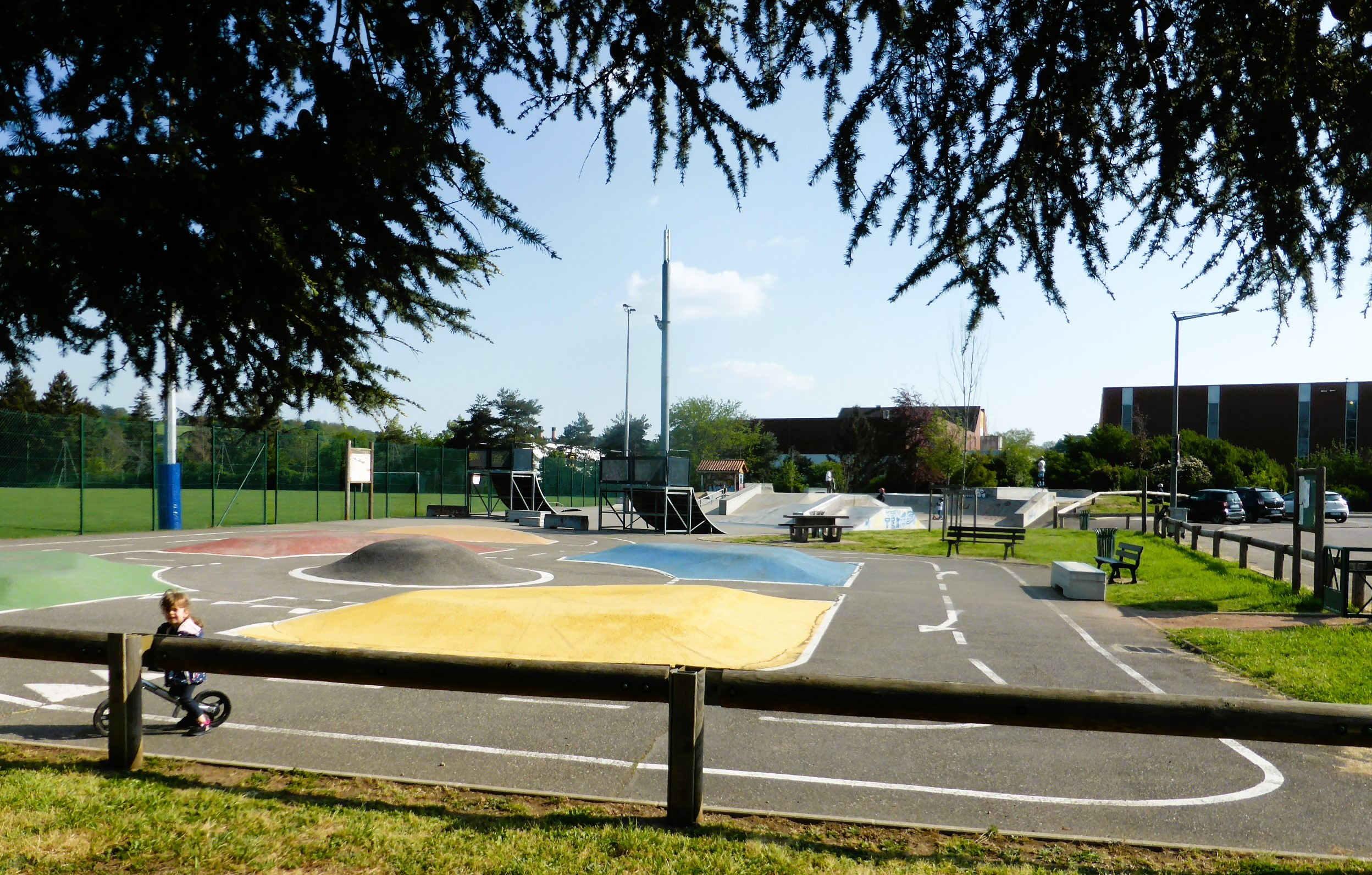
Skate parc des Barolles.

Balades à la campagne
Des balades où le chant des oiseaux en sous-bois et les paysages agricoles dégagés procurent un sentiment de calme et de sérénité. Le parcours de ces sentiers entre vergers et prairies permet de découvrir la vie agricole du plateau : Le sentier de Sacuny (3 500 mètres au départ du bas du chemin des Oliviers ou du bas du chemin de Bernicot) et le sentier de l'observatoire (3 000 mètres au départ du Fort de Côte Lorette. La Clef des Champs (sentier de découverte) est ponctuée d'une signalétique numérotée avec des stations d'observation du paysage agricole du plateau des Hautes-Barolles.

### Vie associative
La commune de Saint-Genis-Laval consacre un budget annuel important (subventions, mise à disposition de locaux dédiés, de salles municipales, de matériel, etc.) a la vie associative et finance les deux associations citées ci-dessous.
Le Cadec créé en 1982 par la ville, est au service des associations Saint-Genoises en matière de création et impression de plaquettes, logos, documents divers et variés.
SAGA, autre association créée par la ville s'emploie à aider les associations sur leur gestion courante (paies, bilans, conseils, etc.).

## Économie

### Revenus de la population et fiscalité
En 2010, le revenu fiscal médian par ménage était de 35 693 €, ce qui plaçait Saint-Genis-Laval au 5 805e rang parmi les 31 525 communes de plus de 39 ménages en métropole.
Le taux de chômage, en 2013, pour la commune s'élève à 10,5 %, un chiffre inférieur à la moyenne du département du Rhône (12,5 %).

### Emploi
(décembre 2023).
D’un point de vue quantitatif, 8 540 actifs résident dans la zone où sont disponibles 9 141 emplois. Faut-il en conclure pour autant qu’il y a une adéquation entre l’offre et la demande sur le marché du travail ? C’est ce qu’infirme cette autre précision : si 21,2 % des Saint-Genois travaillent sur le territoire communal près des quatre cinquièmes doivent migrer quotidiennement sur leur lieu d’embauche et ils sont près des trois quarts à s’y rendre en voiture. Certes, il existe sur la commune d’importantes zones d’activités. A l’ouest dans l’étroit couloir nord-sud desservi par la route de Brignais (RD 42), le parc d’activités du Favier héberge 40 entreprises employant 450 salariés. Surtout, au sud le long de l’autoroute, 450 établissements ont été créés : le parc d’activité de la Mouche (qui s'étend aussi sur Pierre-Bénite et Irigny) dans lequel œuvrent 1 600 personnes et, plus récemment, celui des Barolles avec 160 entreprises et 900 employés. Certains de ces établissements sont de taille et de réputation importantes. On trouvera de plus amples précisions dans la section "Économie".  
Qualitativement, il faut considérer la correspondance entre offre et demande. Un premier critère à prendre en compte est le niveau de formation. Les deux cinquièmes des Saint-Genois ont poursuivi leurs études au niveau universitaire et peuvent prétendre à des emplois de haute qualification qui sont plutôt concentrés au cœur de la métropole lyonnaise. Si l’on considère les catégories socio-professionnelles, 20,8 % des actifs, selon le critère des ménages, sont classés parmi les cadres et 18,9 % dans les professions dites intermédiaires. Les emplois correspondants sont concentrés plutôt, eux aussi, dans le cœur de l'agglomération que dans les entreprises de services des zones d’activité locales.
Il semble donc de conclure que Saint-Genis ne peut être qualifiée de commune dortoir. De multiples échanges ont lieu avec les communes de l’ensemble agglomération lyonnaise. Par ailleurs, si son territoire est en grande majeure partie urbanisée, sa frange occidentale reste exclusivement rurale. Certes, les statistiques, avec 0,1 %, font apparaître comme dérisoire la part de l’agriculture en termes d’emploi. Il vaut la peine, toutefois, de signaler une singularité. Depuis 1946, à proximité de l’observatoire une exploitation consacre à elle seule 50 hectares à la culture fruitière (pommes, poires, cerises, abricots) et en assure la commercialisation à grande échelle.

### Commerce local
La ville de Saint-Genis-Laval soutient le commerce local en favorisant une offre diversifiée et un équilibre entre la grande distribution et les commerces de proximité et en participant à l’animation du centre-ville.
La ville développe ainsi son partenariat avec les associations de commerçants, sédentaires ou non, pour assurer la promotion du commerce local. Ce partenariat se traduit par la mise à disposition de moyens techniques, humains et parfois financiers pour certaines manifestations proposées par les commerçants.
Le quartier du centre est un pôle important d’activités de la commune puisqu’il compte près de 180 activités et emploie plus de 280 personnes. Le quartier des Collonges propose des commerces de proximité ouverts en grande majorité le dimanche matin. Le quartier des Barolles est doté d’une grande enseigne commerciale, d’une importante galerie marchande et de quelques commerces à proximité des ensembles immobiliers.

### Zones industrielles et d'activités
Située à proximité de grands axes routiers et autoroutiers, la commune de Saint-Genis-Laval accueille plus de 650 activités économiques employant près de 8 707 personnes sont installées sur le territoire de la commune. Ce développement s’est matérialisé par la création de deux zones industrielles et une zone d’activités, qui, à elles seules, regroupent 50 % des entreprises, commerces et activités artisanales et occupent 80 % des salariés.

#### Zone d'activités des Barolles
Cette zone est la plus récente et elle regroupe plusieurs parcs d’activités (Villa Mercedès, le Cleveland, le Frontigny et le Kiaora), une entreprise de renommée mondiale Famar (anciennement AVENTIS) et le centre commercial Saint-Genis 2 (80 enseignes dont le groupe Auchan). Cette zone d’activités compte ainsi près de 160 entreprises et commerces employant plus de 900 personnes. Du fait de l’implantation du centre commercial, l’activité tertiaire est largement dominante (70 %) mais la zone comprend, outre Famar déjà citée, une quinzaine d’entreprises de taille plus modeste comme la société André Malfroy et Jean Million, Léon Fargues, L’Installation Thermique Lyonnaise, SPC Consultants…
L'usine Famar (250 p.), qui appartient à un fonds d'investissement américain, fabrique des médicaments dont les composés à base de chloroquine ; elle est en redressement judiciaire depuis mars 2019 mais des offres de reprise ont été déposées en mai 2020.

#### Zone Industrielle du Favier
Elle est située sur le long de la route départementale 42 et accueille plus de 40 entreprises implantées le long de cet axe ou dans le parc d’activités des Aqueducs. Cette zone regroupe une soixantaine d’entreprises (7 %) à dominante tertiaire (56,7 %) et secondaire (35 %). Ces entreprises emploient près de 450 salariés. Comme la ZI de la Mouche, cette zone a une activité très variée allant de l’industrie du caoutchouc et des plastiques, à la fabrication de machines et équipements, le commerce de gros…

#### Zone Industrielle de La Mouche

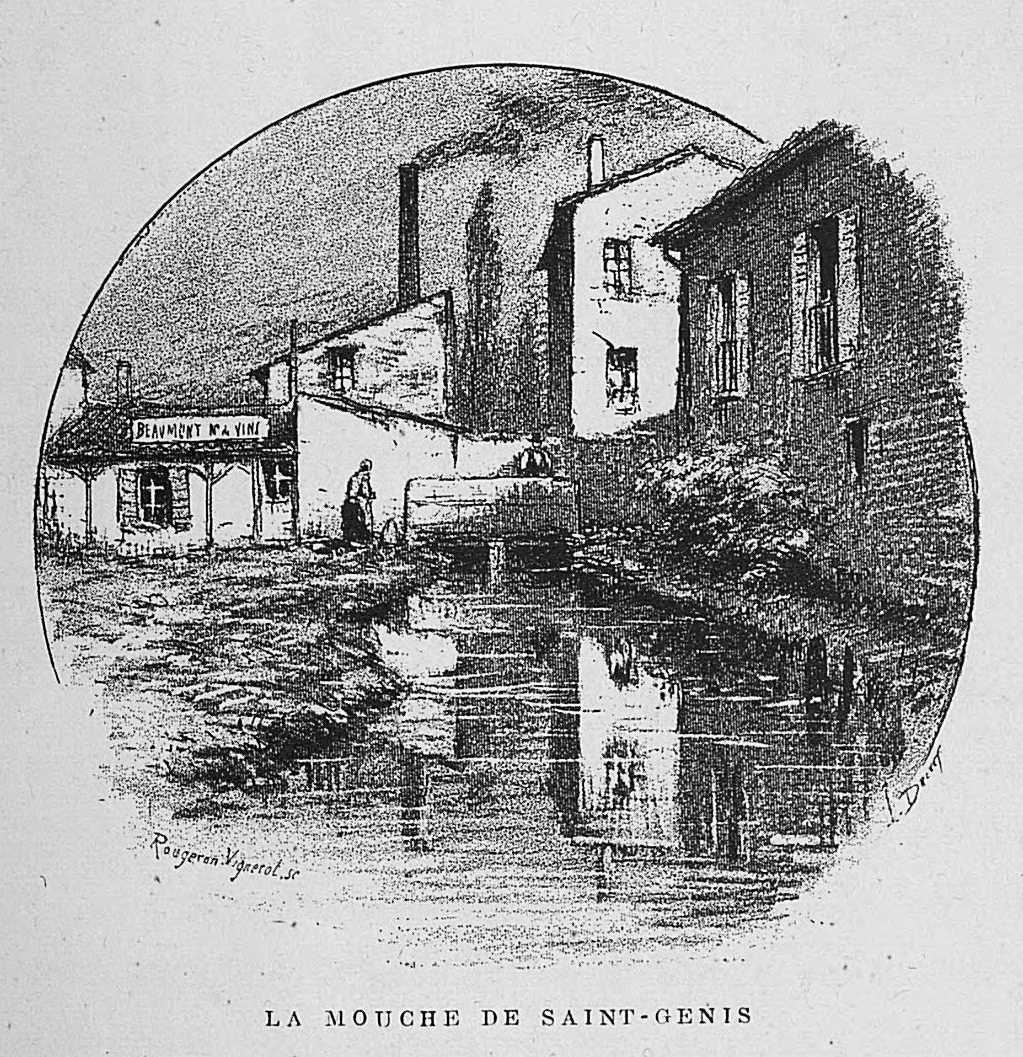
Le quartier de La Mouche, dessin de 1892.

C’est la zone industrielle la plus ancienne et la plus étendue[réf. nécessaire] puisque son territoire s’étend également sur les communes de Oullins-Pierre-Bénite et Irigny. Elle accueille sur Saint-Genis-Laval plus de 120 entreprises aux activités très diversifiées et performantes. Ces entreprises emploient ainsi près de 1 600 salariés. La zone industrielle de La Mouche accueille près de 150 entreprises à dominante tertiaire (51,7 %) et industrielle dans les domaines de la construction et travaux publics (39,6 %), du transport (8,7 %), et concentre le plus grand nombre d’emplois (39 %) de par la taille de certaines de ses entreprises.
En effet, sur les 19 entreprises de plus de 50 salariés, elle compte 4 entreprises de 50 à 99 salariés (Sté allumetière française, Transports Munster, Egic, Freyssinet France), 3 de 100 à 199 (Gerland Lyon, Sotis, Blanchisserie de Pantin/Elis Rhône- Alpes), 1 de 200 à 249 (Lustucru Frais), 2 de 250 à 499 (Les Transports Frigorifiques Européens, l'entreprise Ecotone (Bjorg et Compagnie, Bonneterre et Compagnie...).
Zone très ancienne, sans plan d’aménagement d’ensemble à sa création, elle fait l’objet actuellement d’une requalification menée par le Grand Lyon en partenariat avec les trois communes concernées. Cette requalification présente un enjeu de taille. Il s’agit en effet de mettre en valeur cette zone et de démontrer que l’on peut concilier développement économique et développement durable.

#### Les entreprises et l'environnement
SOLEN, un groupement d’associations d’entreprises du Sud-Ouest Lyonnais regroupant ABCIS, ADER 42, AEZA, CFE, a mis en place, grâce au soutien financier de l’ADEME (Agence de l’environnement et de la maîtrise de l’énergie) et du Conseil Régional, une organisation de gestion collective des déchets industriels banals (DIB).
Le territoire économique du sud-ouest lyonnais semble moins touché par la crise grâce au dynamisme et l’innovation dont font preuve les entreprises qui le composent. Dans ce contexte toutefois difficile, tout accompagnement n’est pas superflu et la ville de Saint-Genis-Laval, la Fédération SOLEN (Sud-Ouest Lyonnais Entreprises), et différentes communes du secteur se sont associées pour valoriser ces initiatives par une opération innovante : Les Trophées de l’entreprise du sud-ouest lyonnais.

## Jumelages
La ville est jumelée avec la ville de Pontassieve  Toscane et avec Săliște  Roumanie
Les pactes d'amitié
- Cirencester  Royaume-Uni
- Tortosendo   Portugal

## Culture locale et patrimoine

### Lieux et monuments
- Ossuaire des soldats morts pour la France en 14-18, au cimetière
- Château de La Tour
- Château de Longchêne
- Château de Lumagne
- Parc de Beauregard et ruines du château
- Stade de Beauregard
- Fort de Côte-Lorette
- Observatoire astronomique de Lyon disposant d'une lunette astronomique « coudée »
- Espace culturel, salle municipale de spectacles et de cinéma de 301 places
- Médiathèques B612 et Barolles - Centre Social et Culturel des Barolles
- Villa Chapuis[55]

### Personnalités liées à la commune
Par ordre de date de naissance.
Naissance
- Pierre de Villars, (1543-1613), Archevêque de Vienne
- Lucien Bégule (1848-1935), peintre-verrier et archéologue
- Mathieu Jaboulay (1860-1913), chirurgien-major de l'Hôtel-Dieu de Lyon
- Louisa de Mornand (1884-1963), actrice
- Charles Luizet (1903-1947), compagnon de la Libération, militaire, résistant et Préfet de Police de Paris
- Marc Riboud (1923-2016), photographe/ réalisateur et peintre
- Philippe Thill (1937-2010), sculpteur
- Éric Abidal (1979-), footballeur international français évoluant au poste d'arrière gauche ou de défenseur central

Vie locale
- Claudius Rey (1817-1895), entomologiste
- Charles André (1842-1912), fondateur et premier directeur de l'observatoire de Lyon
- Georges Le Cadet (1864-1933), astronome adjoint à l’observatoire de Lyon
- Michel Luizet (1866-1918), astronome adjoint à l’observatoire de Lyon
- Jules Vignes (1884-1970), militant anarchiste, anarcho-syndicaliste et libertaire
- André Paillot (1885-1944), directeur de la station entomologique du Sud-Est de 1915 à 1944. Le Conseil régional Rhône-Alpes en sa réunion du 13 décembre 2012 a décidé de dénommer le lycée d’enseignement général et technologique agricole de Saint-Genis-Laval, « André Paillot ».

Décès
- Joséphine Fodor (1789 ou 1793 - 1870), soprano française
- Henri Dugas (1823-1900), député du Rhône
- Joseph Soumy (1831-1863), artiste peintre et graveur
- Charles André (1842-1912), fondateur et premier directeur de l'observatoire de Lyon
- Claude Sigaud (1862-1921), médecin
- Édouard Herriot (1872-1957), homme politique, académicien, maire de Lyon, président du Conseil des ministres français
- Julien Airoldi (1900-1974), député du Rhône
- Henri Lacombe (1904-1972), député du Rhône
- Sylvain Itkine (1908-1944),  acteur, auteur, metteur en scène et directeur de troupe français

### Héraldique
| Armes | Les armes de Saint-Genis-Laval se blasonnent ainsi : D'azur au buste de saint Genis d'argent, nimbé d'or, accompagné des lettres S, G et L capitales du même, au chef cousu de gueules chargé d'un griffon issant contourné aussi d'or, affronté à un lion issant aussi d'argent. |